# Apt
Pour les articles homonymes, voir Apt (homonymie).
Apt (/apt/) est une commune française, sous-préfecture du département de Vaucluse, dans la région Provence-Alpes-Côte d'Azur (PACA).

## Géographie

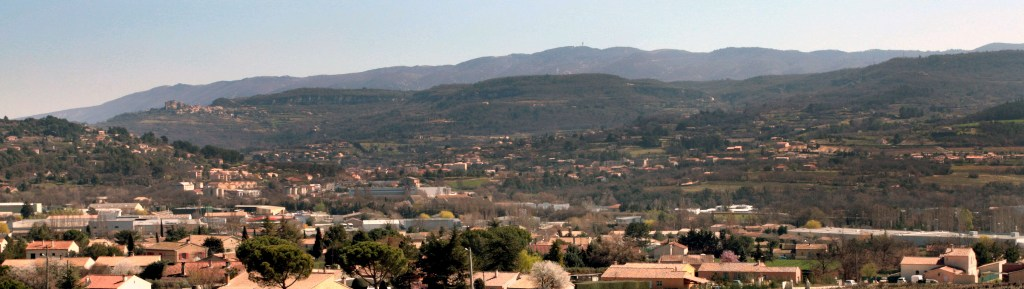
Apt au pied du grand Luberon.

Apt est construite dans la vallée du Calavon, entre le massif du Luberon (au sud) et les monts de Vaucluse (au nord). La ville est située sur l'ancienne voie Domitienne. Son centre-ville, groupé autour de la cathédrale Sainte-Anne, occupait jadis une île.

### Localisation

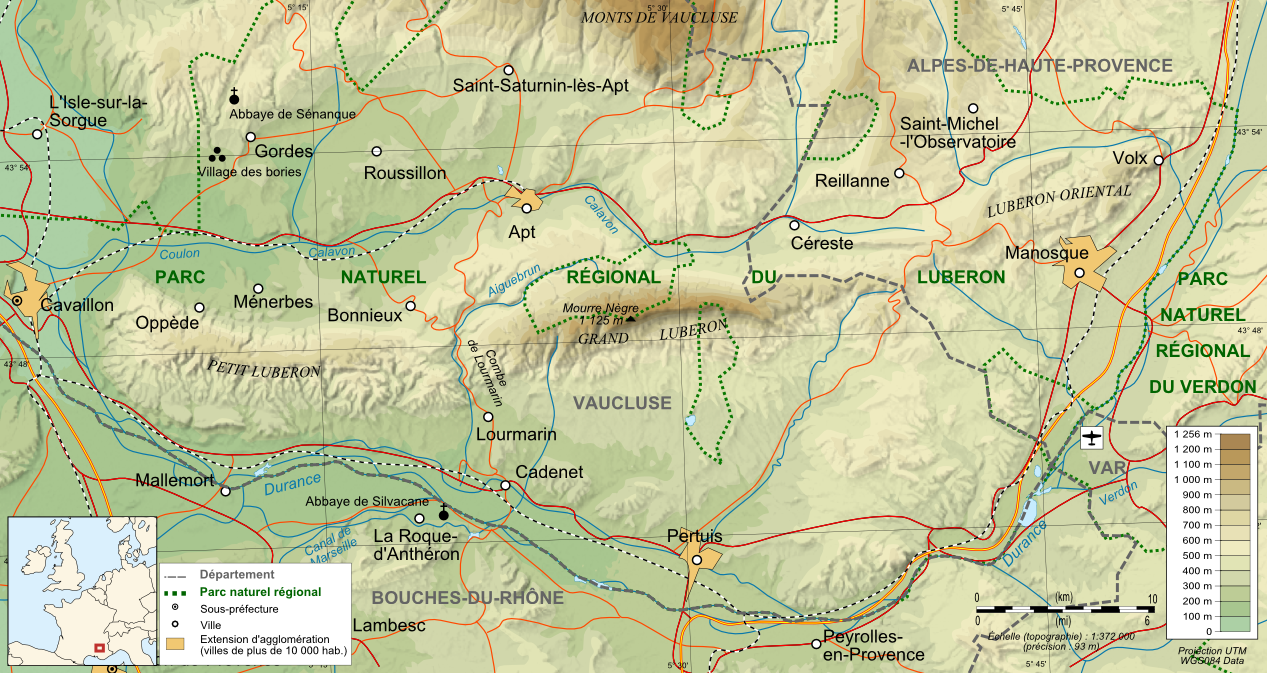
Apt est situé dans le secteur du Luberon.

Apt est située à mi distance entre  Cavaillon, 35 km à l'ouest et Manosque, 38 km à l'est. Elle est à 45 km de Forcalquier, 55 km d'Aix-en-Provence, 53 km d'Avignon (gare TGV), 85 km de Marseille et 780 km de Paris

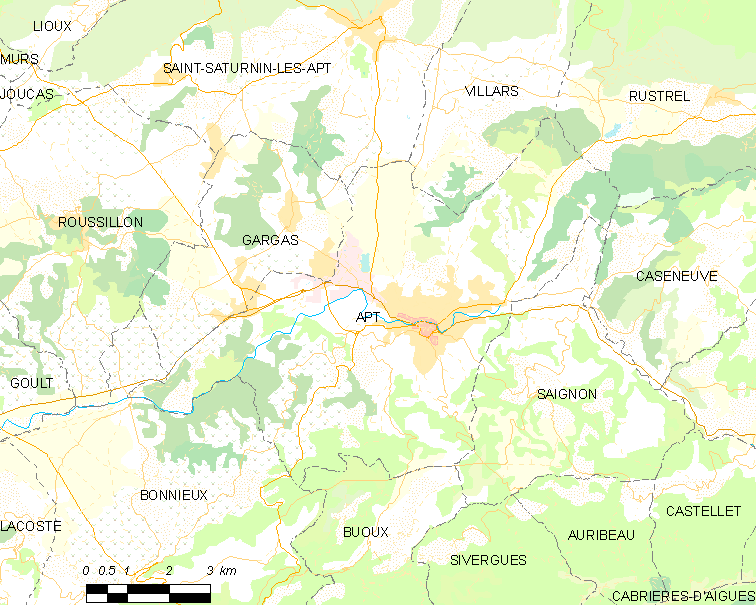
Carte de la commune.

### Communes limitrophes
| Saint-Saturnin-lès-Apt | Villars | Caseneuve Rustrel |
| Gargas                 | Apt     | Saignon           |
| Bonnieux               | Buoux   | Saignon           |

### Hameaux et lieux-dits
En plus de l'agglomération construite autour du centre historique de la ville, on trouve sur la commune d'Apt plusieurs hameaux et lieux-dits, parmi lesquels à l'ouest, à proximité de la route nationale 100, le hameau des Chênes, qui est en partie sur la commune de Gargas, puis légèrement plus au sud et de l'autre côté de la route, le hameau de Roquefure et son château. Toujours à l'ouest, mais proche du centre, le petit regroupement des Mayols. En direction des plateaux des Claparèdes, on trouve au sud-ouest, à proximité de la route départementale 948, le hameau des Tourettes et son château à proximité. Puis au sud, les Agnels en bordure de la route départementale 113, et Rocsalière en bordure de la route départementale 114.
Au nord, en direction de Rustrel, de part et d'autre et à proximité de la route départementale 22, on trouve le hameau des Jean-Jean, les Coulets, les Gauds, les Tapets...

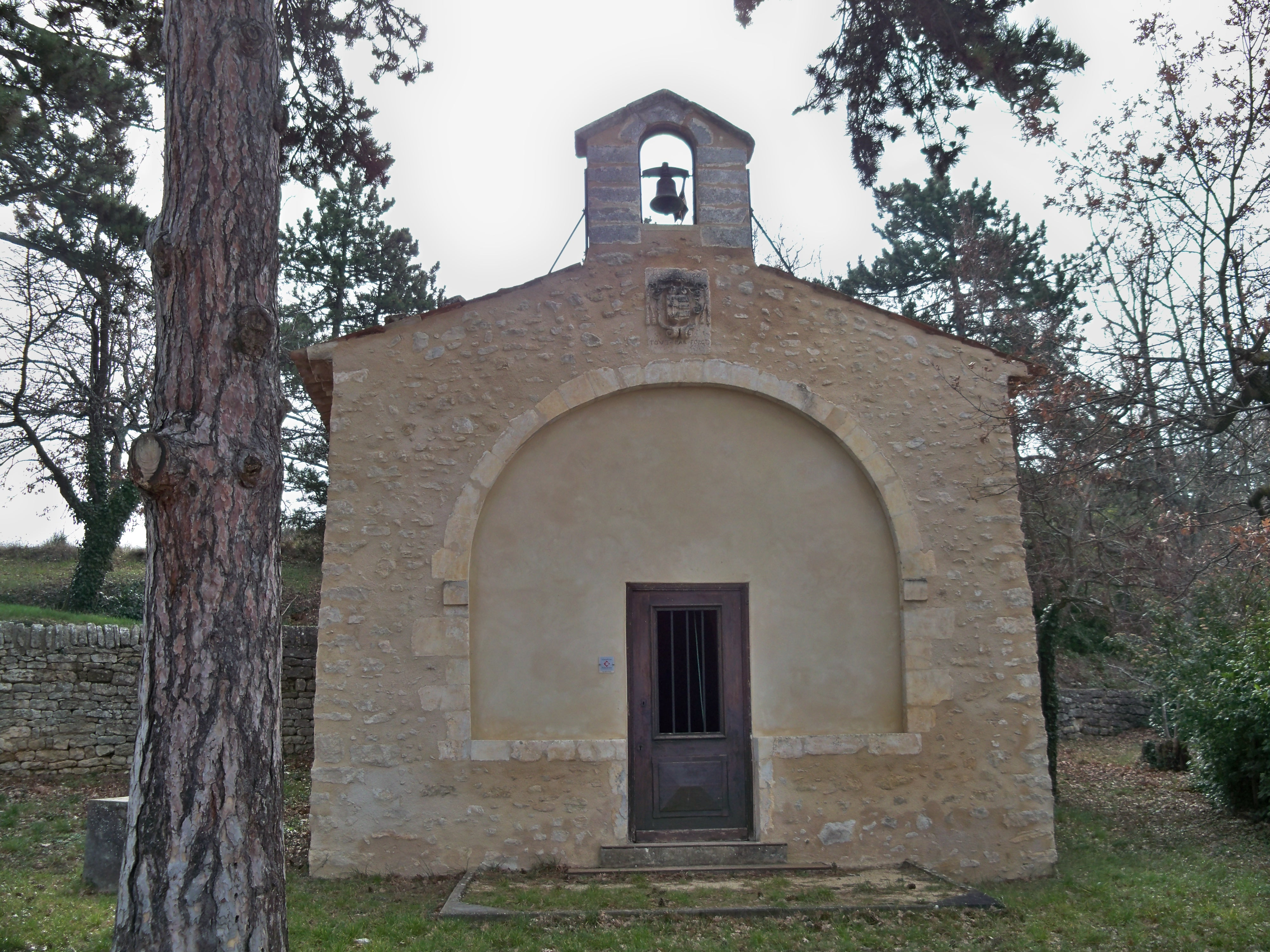
Chapelle Saint-Massian aux Agnels.
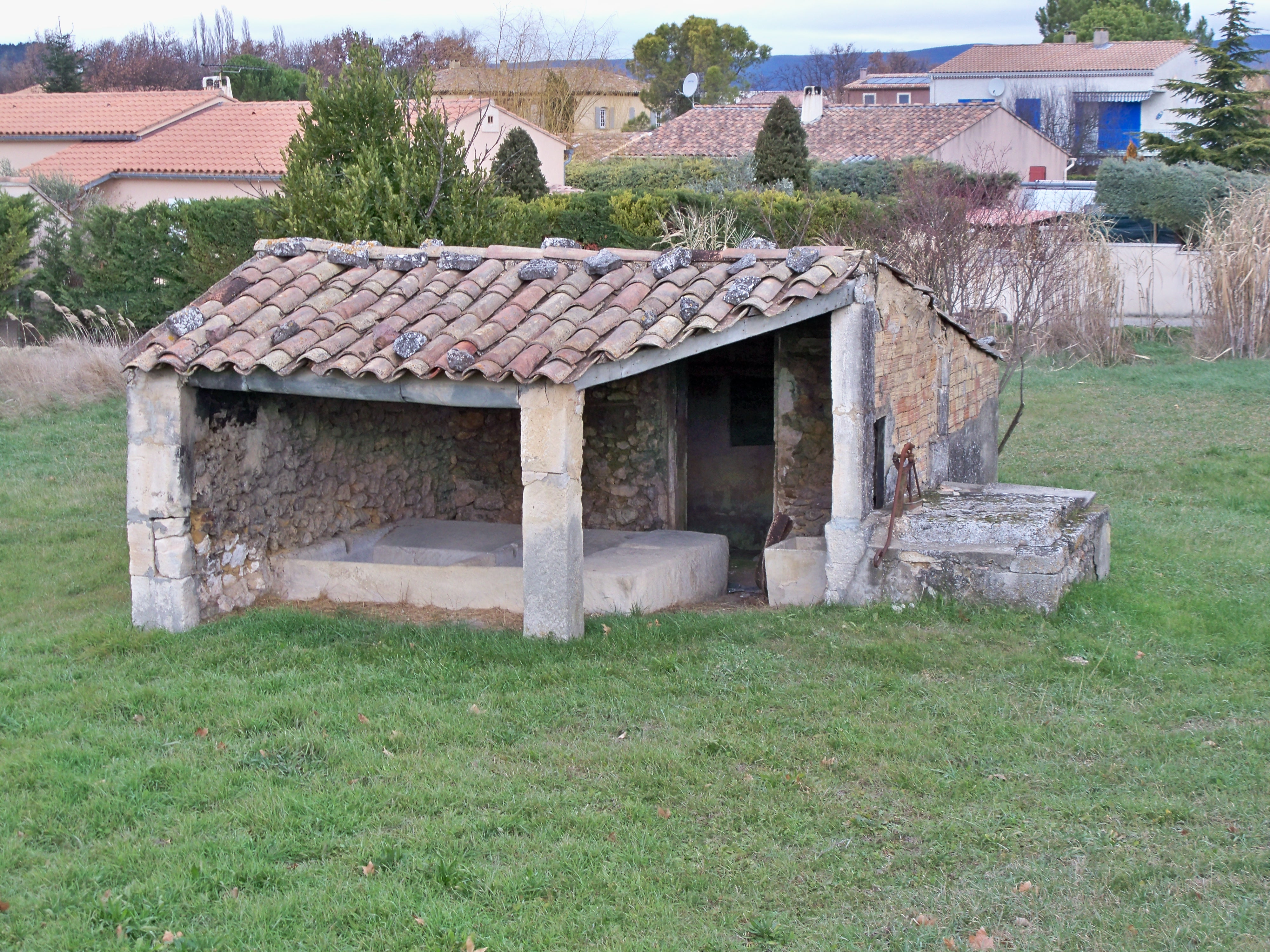
Lavoir au hameau du Chêne.
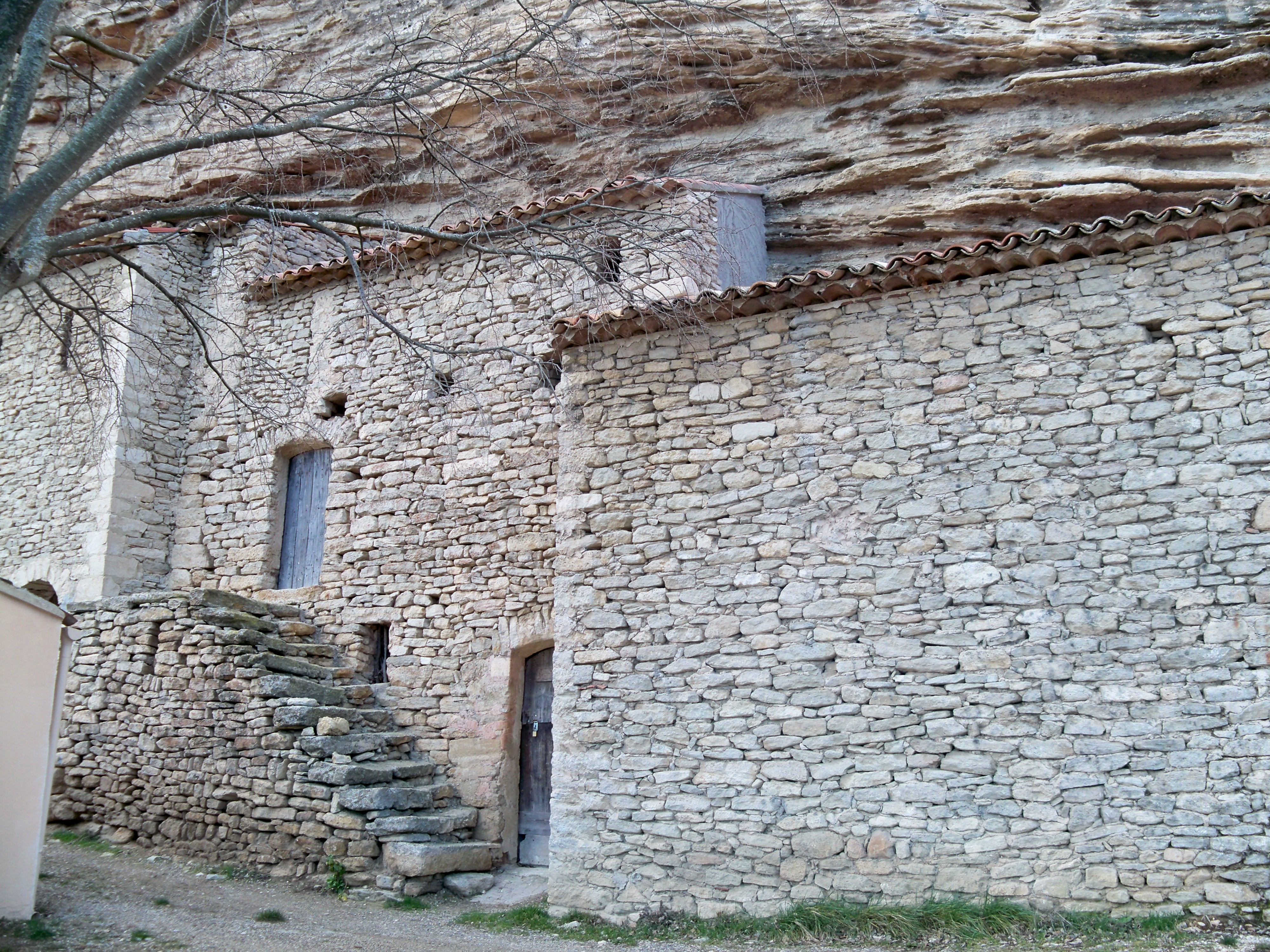
Maison à Rocsalière.
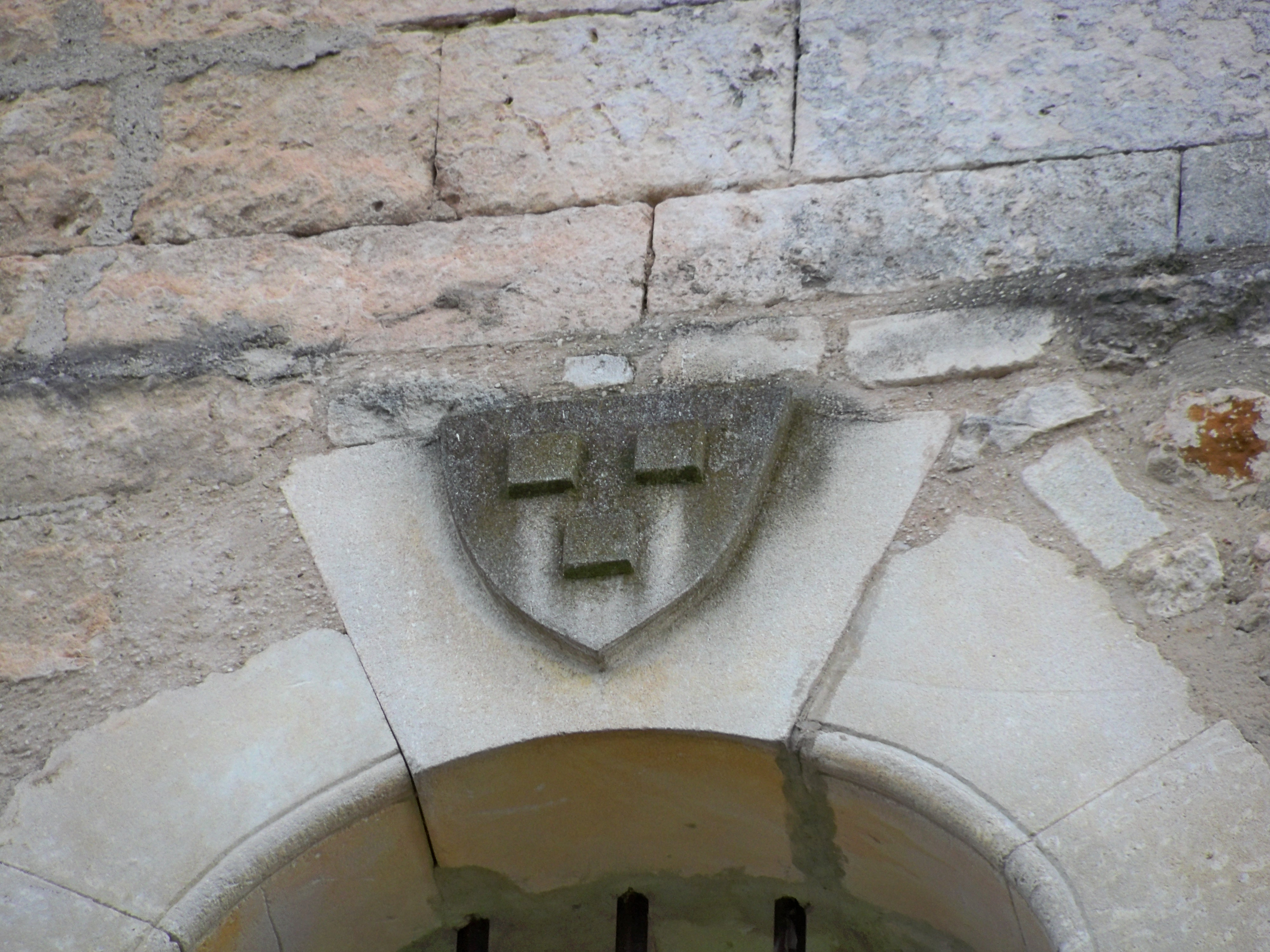
Blason sur le château de Roquefure.
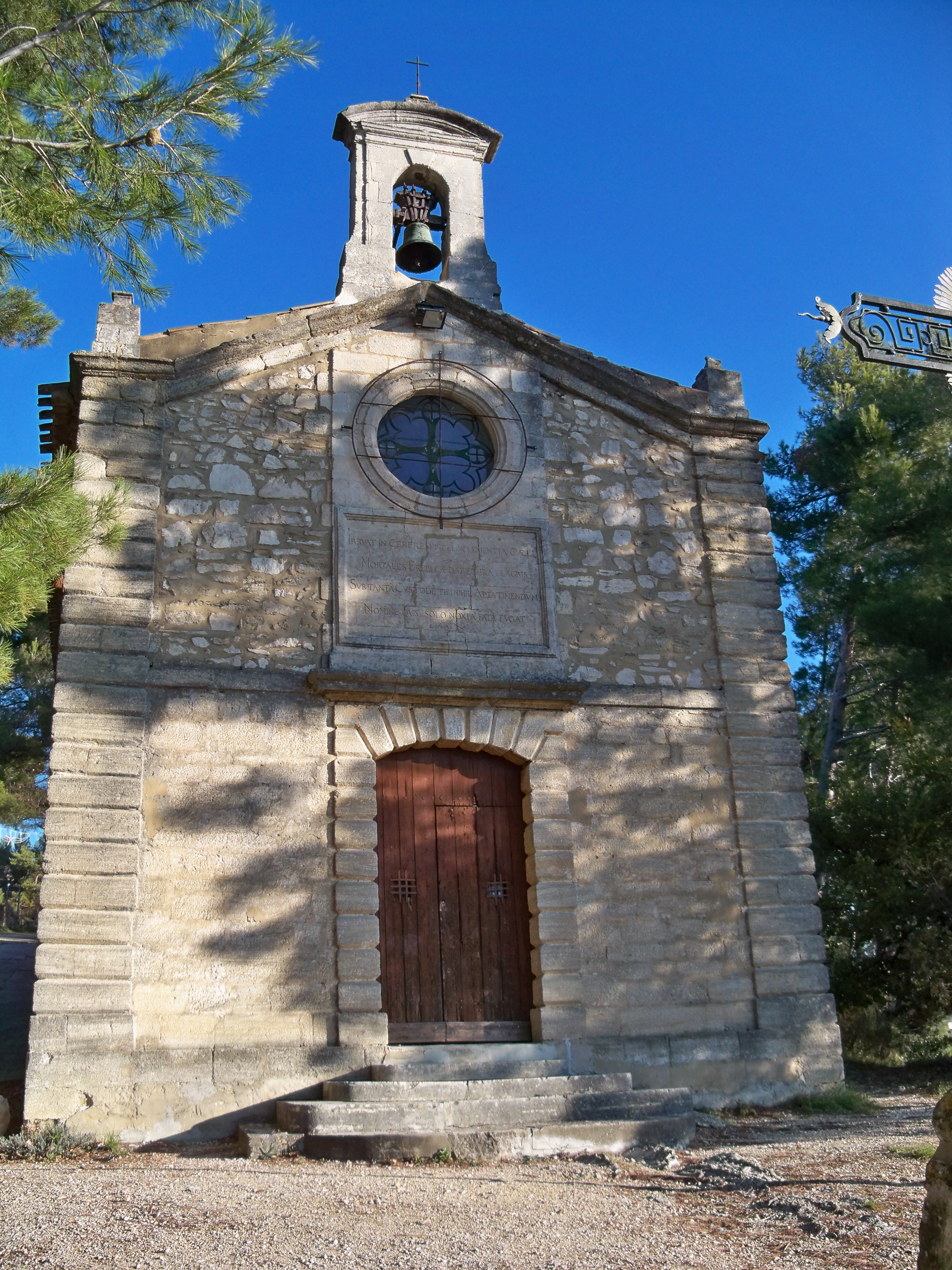
Notre-Dame-de-la-Garde, chapelle de Saint-Michel[1].

D'autres anciens lieux-dits, comme Saint-Michel, qui occupe maintenant une grande partie du flanc de colline au nord du centre ville, ont été rattrapés par l'urbanisation grandissante du centre. La cité Saint-Michel regroupe 15 % de la population de la commune.

### Géologie

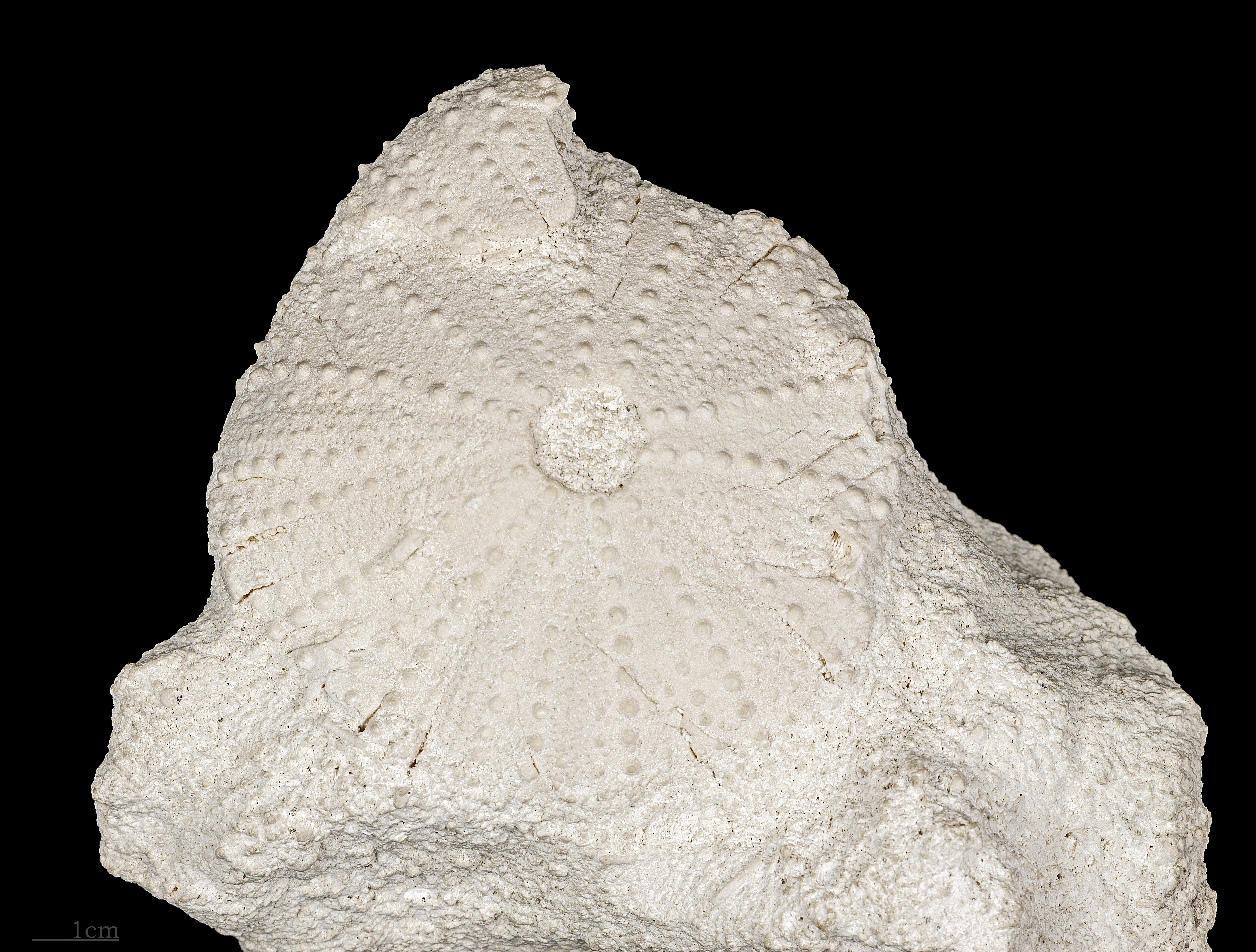
Tripneustes parkinsoni du Burdigalien d'Apt - MHNT.

Géologiquement, on trouve majoritairement trois types de sols :
- dans la plaine où Apt s’est développé, des sols du quaternaire composés de dépôts fluviatiles, colluvions et éboulis ;
- au nord, des collines de l’Éocène – Oligocène, partie la plus au sud des Monts de Vaucluse, composées essentiellement de calcaires, marnes et grès. À noter la présence d'une dalle de l'époque oligocène, près d'une carrière de pierre sur la route de Digne. Celle-ci comprend de nombreuses empreintes de mammifères et oiseaux préhistoriques ;
- au sud, les premières pentes du massif du Luberon avec des sols du Miocène composées de molasses calcaires, de sables et de marnes.

Le reste, sur la partie à l’ouest de la commune d’Apt, au début de la vallée du Calavon, entre Gargas et Apt, est une succession de sols (Jurassique supérieur, Crétacé, Paléocène) avec calcaires argileux, marnes bleues, calcaires à faciès urgonien, sables et argiles du paléokarst…
Apt a un sens particulier pour les géologues puisqu'il est à l'origine du stratotype que l'on nomme l'Aptien (Crétacé inférieur, entre -125 Ma et -112 Ma).

### Hydrographie
La ville est arrosée par cinq rivières : le Calavon, la Dôa, la Riaille, la Marguerite, le Rimayon.
Autrefois, à la traversée d'Apt, le Calavon ou Coulon se chargeait des effluents de la ville et surtout de ceux des fabriques de fruits confits. Son état s'est considérablement amélioré depuis, grâce à l'action du parc naturel régional du Luberon qui s'est investi dans la mise en place du schéma d’aménagement et de gestion de l'eau S.A.G.E.. Alternant périodes de sécheresse et crues, les inondations du Calavon peuvent être aussi bien imprévisibles que spectaculaires.
La Dôa est un torrent qui prend sa source dans la commune de Viens et se jette dans le Calavon à Apt.

### Climat
Pour des articles plus généraux, voir Climat de Provence-Alpes-Côte d'Azur et Climat de Vaucluse.
En 2010, le climat de la commune est de type climat méditerranéen franc, selon une étude du Centre national de la recherche scientifique s'appuyant sur une série de données couvrant la période 1971-2000. En 2020, Météo-France publie une typologie des climats de la France métropolitaine dans laquelle la commune est exposée à un climat méditerranéen et est dans la région climatique Provence, Languedoc-Roussillon, caractérisée par une pluviométrie faible en été, un très bon ensoleillement (2 600 h/an), un été chaud (21,5 °C), un air très sec en été, sec en toutes saisons, des vents forts (fréquence de 40 à 50 % de vents > 5 m/s) et peu de brouillards.
Pour la période 1971-2000, la température annuelle moyenne est de 13,2 °C, avec une amplitude thermique annuelle de 17,9 °C. Le cumul annuel moyen de précipitations est de 756 mm, avec 5,7 jours de précipitations en janvier et 2,9 jours en juillet. Pour la période 1991-2020, la température moyenne annuelle observée sur la station météorologique installée sur la commune est de 13,9 °C et le cumul annuel moyen de précipitations est de 770,3 mm. 
La température maximale relevée sur cette station est de 43,6 °C, atteinte le 28 juin 2019 ; la température minimale est de −16,4 °C, atteinte le 7 janvier 1985,,.
| Mois                                  | jan.             | fév.           | mars             | avril         | mai           | juin          | jui.           | août           | sep.           | oct.            | nov.             | déc.            | année      |
| ------------------------------------- | ---------------- | -------------- | ---------------- | ------------- | ------------- | ------------- | -------------- | -------------- | -------------- | --------------- | ---------------- | --------------- | ---------- |
| Température minimale moyenne (°C)     | −0,4             | −0,7           | 2,1              | 5             | 8,9           | 12,2          | 14,4           | 14,5           | 11,2           | 8,3             | 3,5              | 0,3             | 6,6        |
| Température moyenne (°C)              | 5,4              | 6,1            | 9,7              | 12,6          | 16,7          | 20,6          | 23,5           | 23,4           | 19             | 14,7            | 9,3              | 5,9             | 13,9       |
| Température maximale moyenne (°C)     | 11,2             | 13             | 17,2             | 20,2          | 24,5          | 29,1          | 32,5           | 32,3           | 26,8           | 21,1            | 15               | 11,4            | 21,2       |
| Record de froid (°C) date du record   | −16,4 07.01.1985 | −15,6 12.02.12 | −13,4 07.03.1971 | −5 05.04.22   | −2 06.05.1991 | 1,4 03.06.06  | 4,9 22.07.1980 | 4,6 31.08.1986 | 0,2 21.09.1977 | −4,8 30.10.1997 | −11,5 30.11.1978 | −15 03.12.1973  | −16,4 1985 |
| Record de chaleur (°C) date du record | 21,9 28.01.02    | 24,7 28.02.19  | 27,1 30.03.12    | 30,5 08.04.11 | 34,5 22.05.22 | 43,6 28.06.19 | 41 19.07.22    | 42,2 23.08.23  | 37,6 04.09.23  | 32,6 08.10.23   | 24,9 01.11.22    | 21,9 05.12.1979 | 43,6 2019  |
| Précipitations (mm)                   | 68,9             | 44,1           | 46,7             | 74,8          | 68,9          | 38,3          | 27,1           | 36,7           | 84,6           | 97,9            | 113,5            | 68,8            | 770,3      |

| Diagramme climatique                                  |            |             |           |             |              |              |              |              |             |            |             |
| J                                                     | F          | M           | A         | M           | J            | J            | A            | S            | O           | N          | D           |
| 11,2−0,468,9                                          | 13−0,744,1 | 17,22,146,7 | 20,2574,8 | 24,58,968,9 | 29,112,238,3 | 32,514,427,1 | 32,314,536,7 | 26,811,284,6 | 21,18,397,9 | 153,5113,5 | 11,40,368,8 |
| Moyennes : • Temp. maxi et mini °C • Précipitation mm |            |             |           |             |              |              |              |              |             |            |             |

Les paramètres climatiques de la commune ont été estimés pour le milieu du siècle (2041-2070) selon différents scénarios d'émission de gaz à effet de serre à partir des nouvelles projections climatiques de référence DRIAS-2020. Ils sont consultables sur un site dédié publié par Météo-France en novembre 2022.

## Urbanisme

### Typologie
Au 1er janvier 2024, Apt est catégorisée centre urbain intermédiaire, selon la nouvelle grille communale de densité à sept niveaux définie par l'Insee en 2022.
Elle appartient à l'unité urbaine d'Apt, une agglomération intra-départementale regroupant trois  communes, dont elle est ville-centre,,. Par ailleurs la commune fait partie de l'aire d'attraction d'Apt, dont elle est la commune-centre,. Cette aire, qui regroupe 18 communes, est catégorisée dans les aires de moins de 50 000 habitants,.

### Occupation des sols simplifiée
La répartition des sols de la commune est la suivante (donnée pour un total de) :
| Type d'occupation | Pourcentage | Superficie (en hectares) |
| ----------------- | ----------- | ------------------------ |
| Zones urbaines    | 14,80 %     | 669,47                   |
| Zones agricoles   | 50,22 %     | 2 272,11                 |
| Zones naturelles  | 34,77 %     | 1 572,95                 |
| Total             | 100 %       | 4 524,24                 |

Les zones naturelles sont principalement formées par les forêts méditerranéennes couvrant le petit Luberon. Les zones agricoles sont formées de vergers de fruitiers (oliviers, amandiers, etc), des champs de lavandin et des vignes produisant des vins Luberon (AOC) et Ventoux (AOC).

### Occupation des sols détaillée

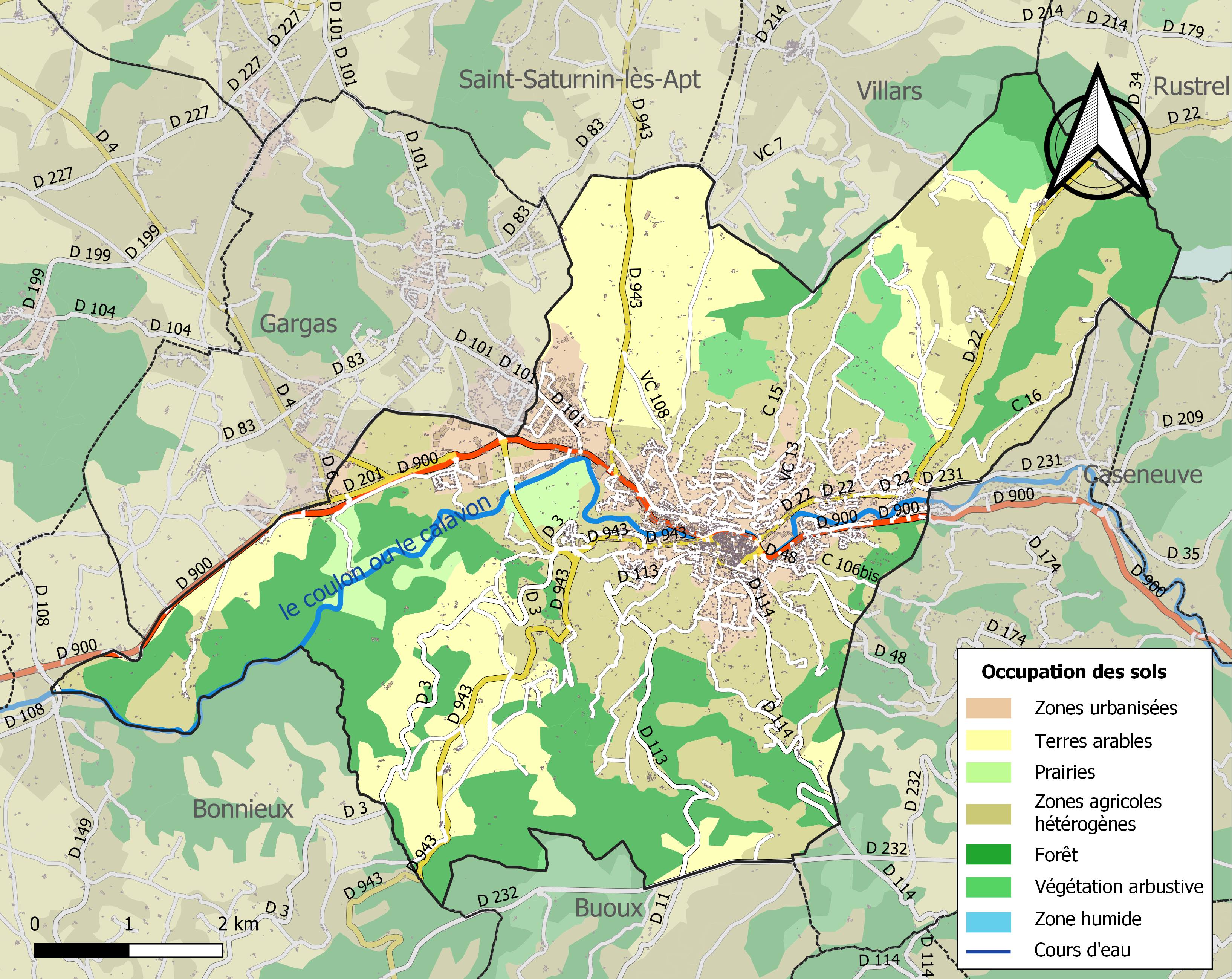
Carte des infrastructures et de l'occupation des sols de la commune en 2018 (CLC).

Le tableau ci-dessous présente l'occupation des sols de la commune en 2018, telle qu'elle ressort de la base de données européenne d’occupation biophysique des sols Corine Land Cover (CLC).
| Type d’occupation                                                                   | Pourcentage | Superficie (en hectares) |
| ----------------------------------------------------------------------------------- | ----------- | ------------------------ |
| Tissu urbain continu                                                                | 0,5 %       | 26                       |
| Tissu urbain discontinu                                                             | 13,0 %      | 409                      |
| Zones industrielles ou commerciales et installations publiques                      | 3,6 %       | 161                      |
| Terres arables hors périmètres d'irrigation                                         | 10,2 %      | 459                      |
| Vignobles                                                                           | 12,4 %      | 558                      |
| Vergers et petits fruits                                                            | 0,1 %       | 3                        |
| Prairies et autres surfaces toujours en herbe                                       | 2,6 %       | 117                      |
| Systèmes culturaux et parcellaires complexes                                        | 22,7 %      | 1023                     |
| Surfaces essentiellement agricoles interrompues par des espaces naturels importants | 8,3 %       | 372                      |
| Forêts de feuillus                                                                  | 11,9 %      | 538                      |
| Forêts de conifères                                                                 | 4,9 %       | 220                      |
| Forêts mélangées                                                                    | 9,6 %       | 434                      |
| Pelouses et pâturages naturels                                                      | 0,9 %       | 41                       |
| Végétation sclérophylle                                                             | 1,1 %       | 49                       |
| Forêt et végétation arbustive en mutation                                           | 2,2 %       | 97                       |
| Source : Corine Land Cover                                                          |             |                          |

### Logement
Apt comptait 6 030 logements en 2007 (5 805 en 1999). Les constructions anciennes sont bien plus présentes que la moyenne française : 35,3 % construites avant 1949 et 42,9 % entre 1949 et 1974 soit plus des trois-quarts construites avant 1974 (+ de 35 ans d'âge).
Les résidences principales représentent 4 901 logements, soit 81,3 % du parc, réparties à 45,1 % en maisons individuelles (47,9 % en 1999) et à 54,7 % en appartements (respectivement 56,1 % et 42,4 % en France métropolitaine). Les propriétaires de leurs logements constituent 44,3 % des habitants, contre 52,0 % qui sont locataires (respectivement 57,4 % et 39,8 % en France métropolitaine).
Opération Programmée d'Amélioration de l'Habitat en cours depuis décembre 2009, réhabilitation de l'habitat dans le centre ancien et les faubourgs, Fonds d'intervention pour les services, l'artisanat et le commerce en cours depuis fin 2010, redynamisation du commerce du centre-ville.

### Type d'habitat

#### Maison en hauteur

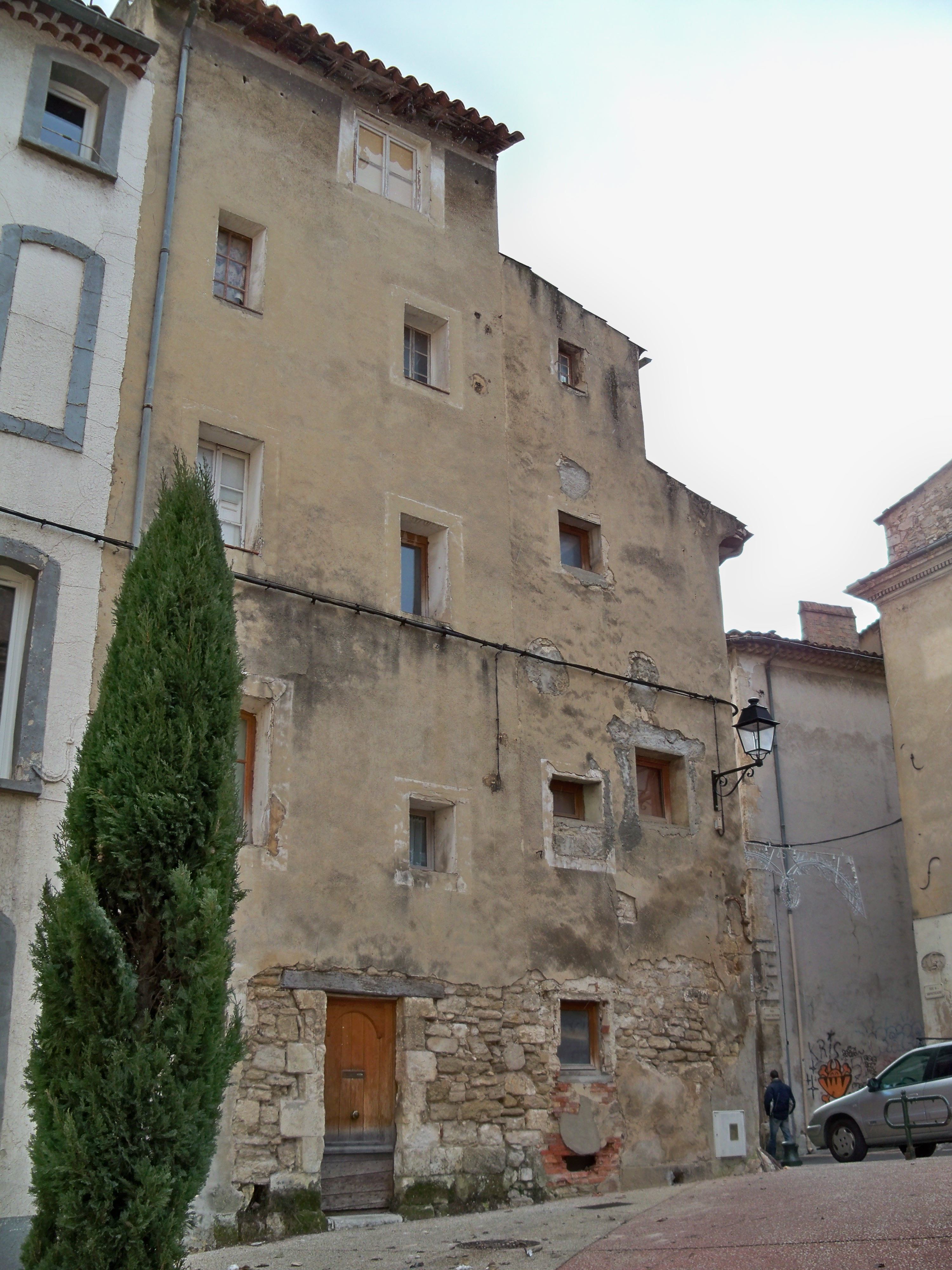
Vieille maison de l'ancienne Jutarié.

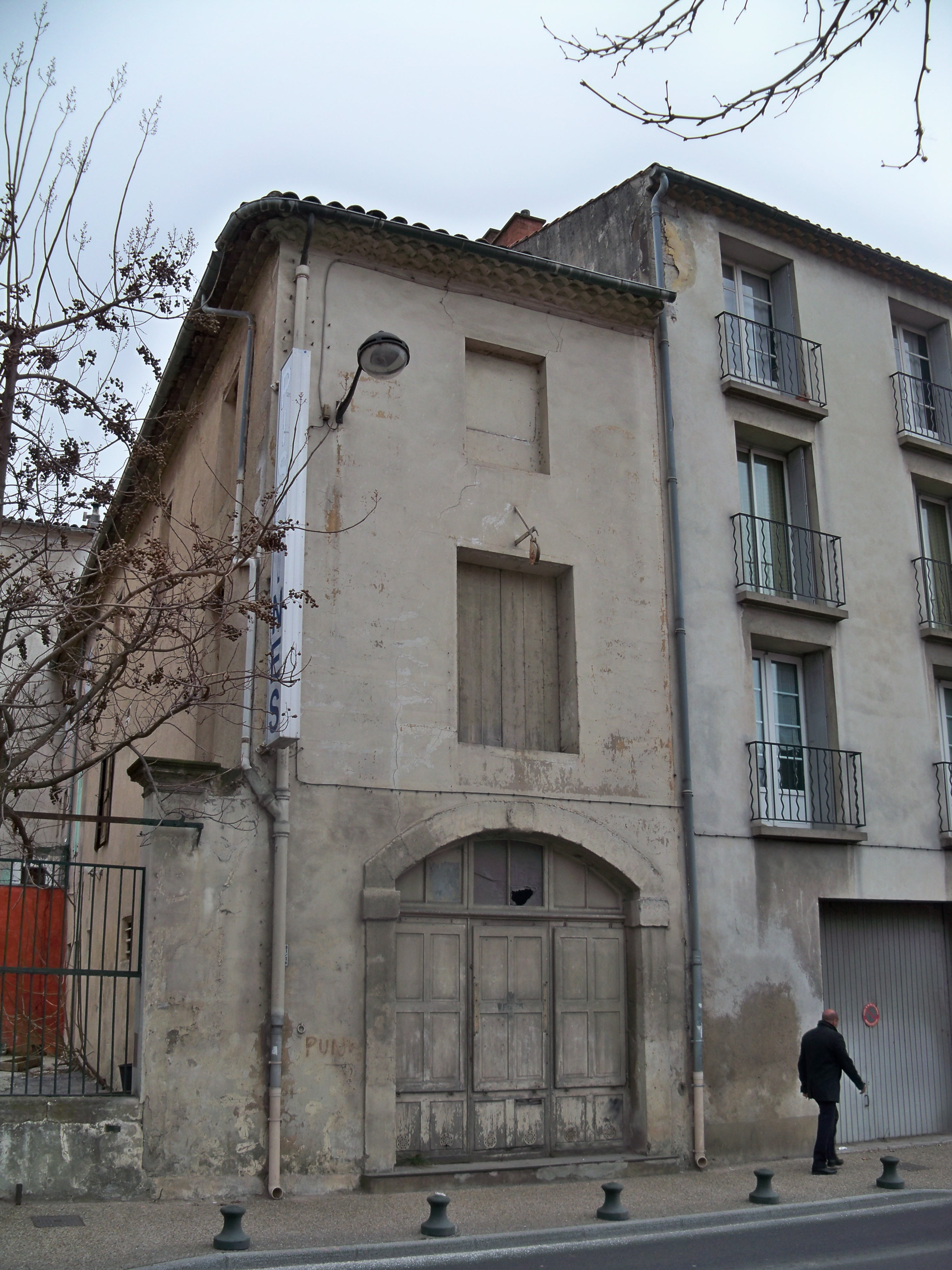
Maison avec sa poulie extérieure sur l'emplacement des anciens remparts.

Ce type de maison est assez généralisé dans le centre-ville. Fernand Benoit explique que « son originalité consiste à placer les bêtes en bas, les hommes au-dessus », suivant une tradition méditerranéenne. La maison en hauteur se subdivise en une étable-remise au rez-de-chaussée, un logement sur un ou deux étages, un grenier dans les combles. Elle était le type de maison réservée aux paysans villageois qui n'avaient que peu de bétail à loger, étant impossible dans un local aussi exigu de faire tenir des chevaux et un attelage. L'édification de ces maisons date pour la plupart du XVIe siècle, période où les guerres de religion imposèrent de se retrancher derrière les fortifications du village. Les guerres finies, il y eut un mouvement de sortie pour établir dans la périphérie de l'agglomération des « maisons à terre », plus aptes à recevoir des bâtiments annexes.
En effet, ce type d'habitation, regroupant gens et bêtes dans un village, ne pouvait que rester figé, toute extension lui étant interdite sauf en hauteur. Leur architecture est donc caractéristique : une façade étroite à une ou deux fenêtres, et une élévation ne pouvant dépasser quatre à cinq étages, grenier compris avec sa poulie extérieure pour hisser le fourrage. Actuellement, les seules transformations possibles - ces maisons ayant perdu leur statut agricole - sont d'installer un garage au rez-de-chaussée et de créer de nouvelles chambres au grenier. Pour celles qui ont été restaurées avec goût, on accède toujours à l'étage d'habitation par un escalier accolé à la façade.
La présence de terrasses ou balcons était une constante. La terrasse servait, en priorité, au séchage des fruits et légumes suspendus à un fil de fer. Elle était appelée trihard quand elle accueillait une treille qui recouvrait une pergola rustique. Quand elle formait loggia, des colonnettes soutenant un auvent recouvert de tuiles, elle était nommée galarié ou souleriè.

#### Maison à terre

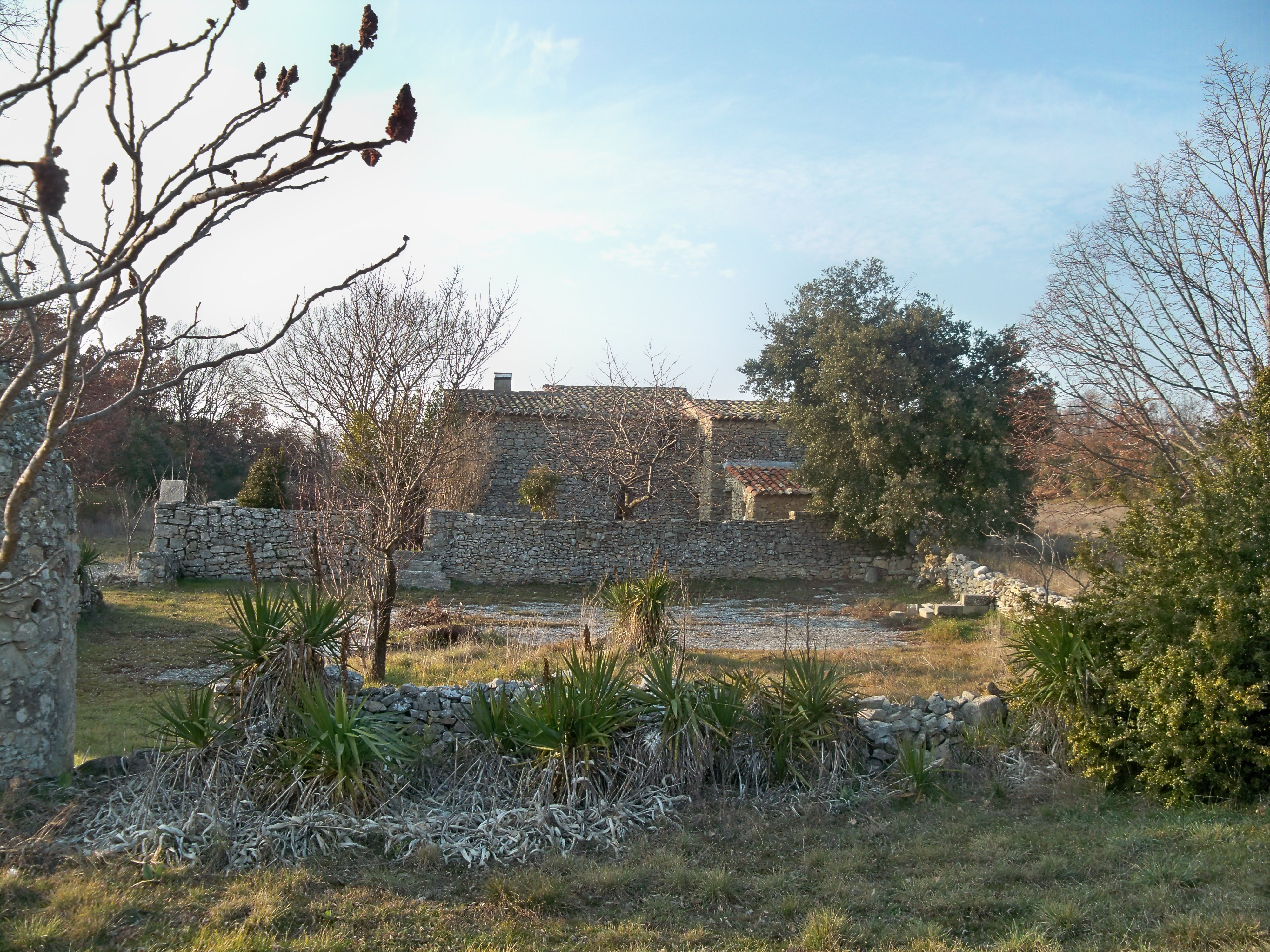
Bastide sur la commune d'Apt.

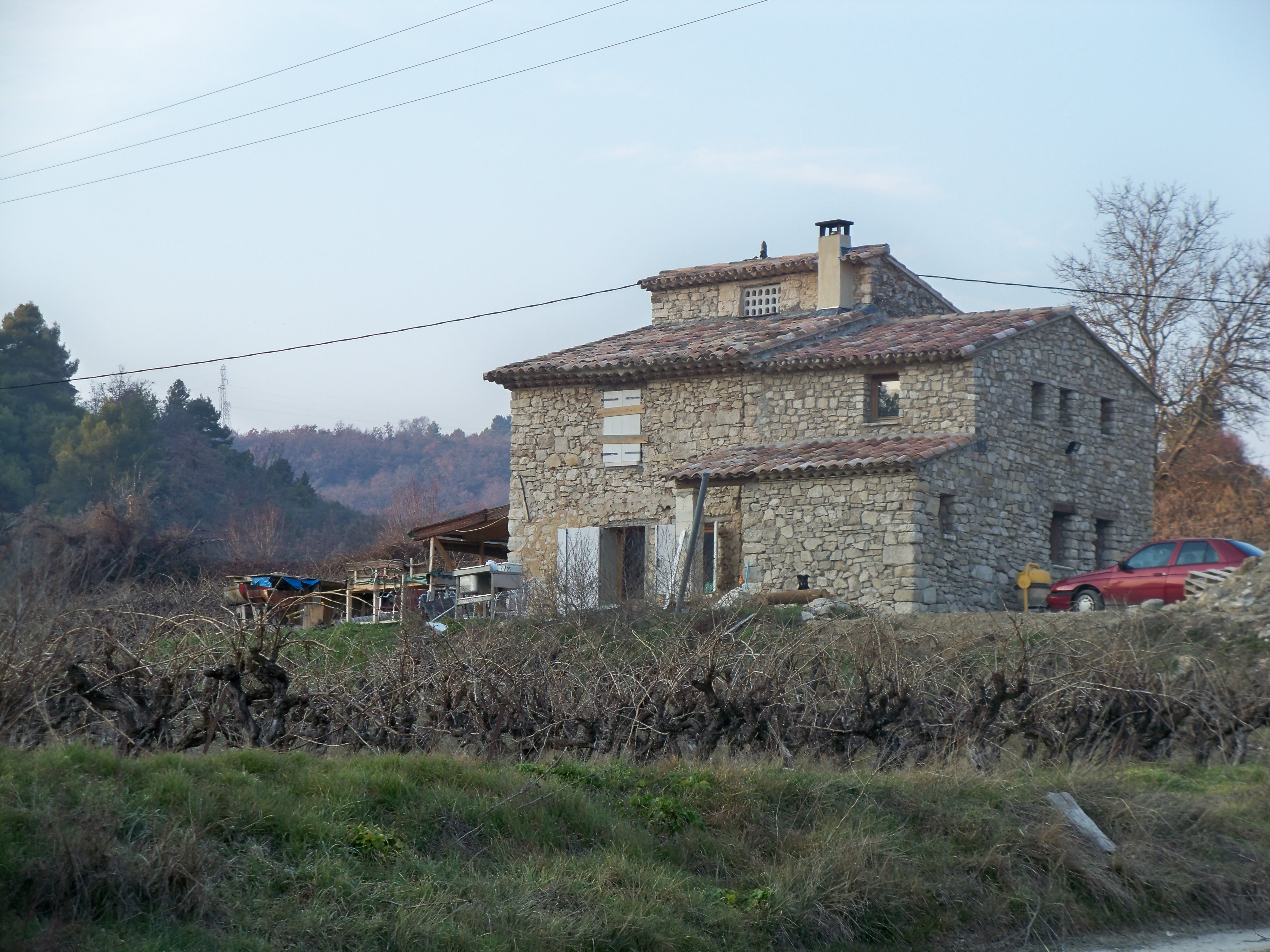
Maison à terre avec son pigeonnier à Apt.

Compartimenté dans le sens de la longueur, ce type de maison représente un stade d'évolution plus avancé que la « maison en hauteur ». Il est caractéristique de l'habitat dispersé qui se retrouve dans la basse vallée du Rhône, dans celle de la Durance et plus ponctuellement dans les vallées annexes comme celle du Calavon. C'est l'habitation traditionnelle des pays de « riche culture ».
Ce type de maison est divisé en deux parties très distinctes dans le sens de la longueur. Le rez-de-chaussée est occupé par une salle commune dans laquelle est intégrée la cuisine. Très souvent se trouve à l'arrière un cellier contenant la réserve de vin et une chambre. Un étroit couloir, qui permet d'accéder à l'étage, sépare cet ensemble de la seconde partie réservée aux bêtes. Celle-ci se compose, dans la plupart des cas, d'une remise qui peut servir d'écurie et d'une étable. L'étage est réservé aux chambres et au grenier à foin qui correspond par une trombe avec l'étable et l'écurie.

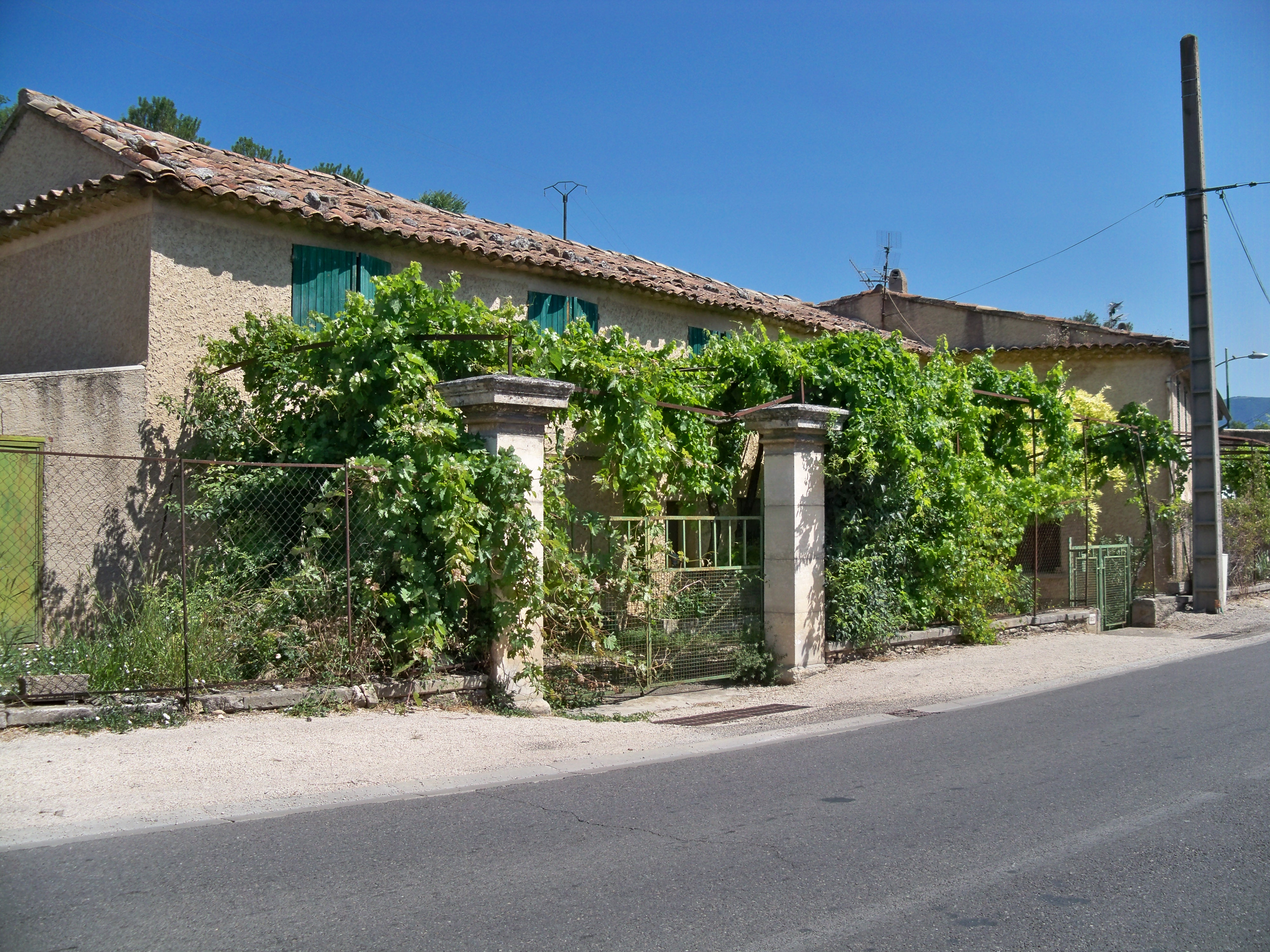
Treille en façade d'une maison à terre.

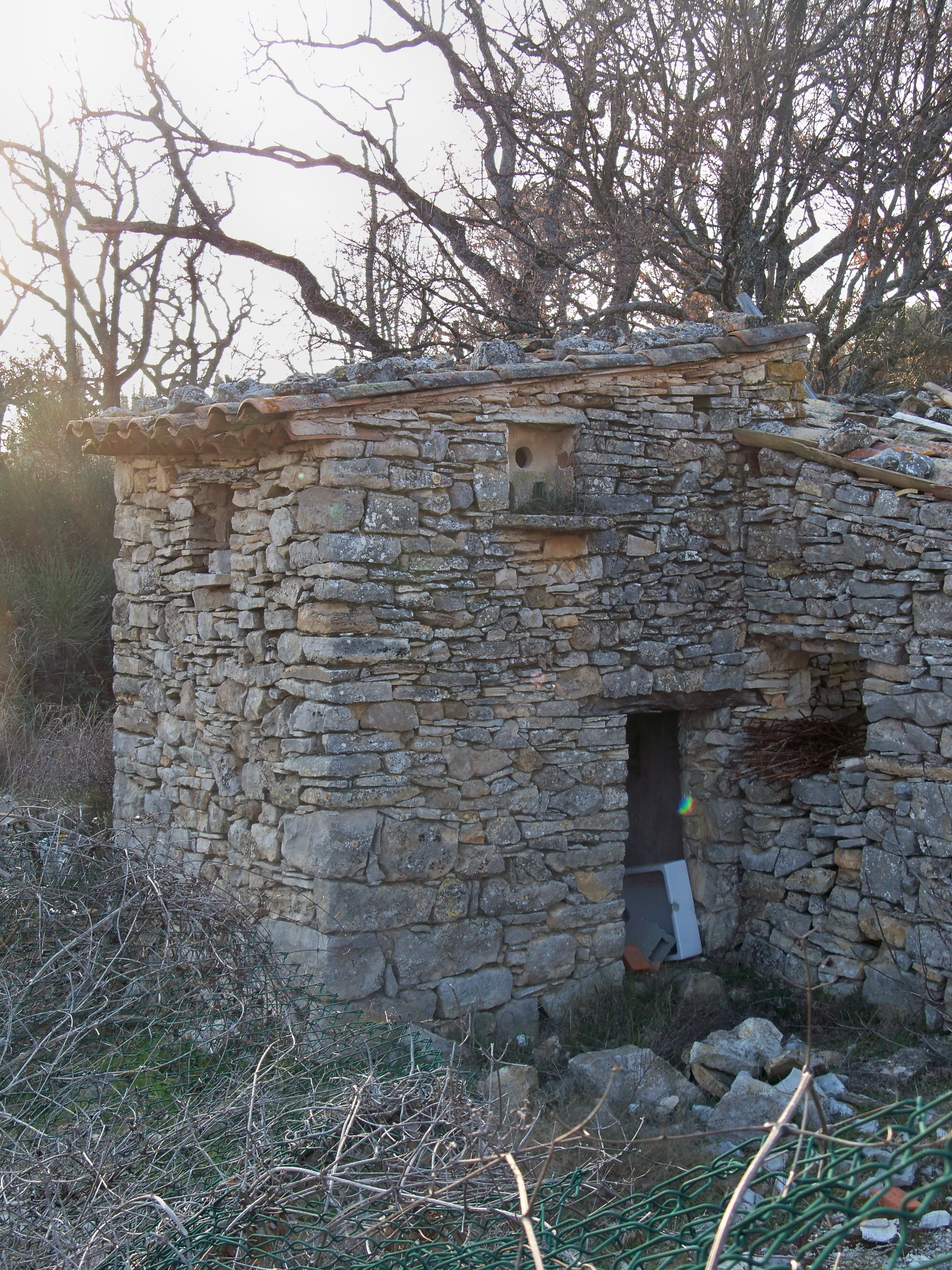
Pigeonnier séparé de la maison d'habitation.

La construction d'un tel ensemble étant étalée dans le temps, il n'y avait aucune conception architecturale préétablie. Chaque propriétaire agissait selon ses nécessités et dans l'ordre de ses priorités. Ce qui permet de voir aujourd'hui l'hétérogénéité de chaque ensemble où les toitures de chaque bâtiments se chevauchent généralement en dégradé.
À cet ensemble, s'ajoutaient des annexes. Une des principales était la tour du pigeonnier, mais la maison se prolongeait aussi d'une soue à cochons, d'une lapinière, d'un poulailler et d'une bergerie.
Le pigeonnier devint, après la Révolution, la partie emblématique de ce type d'habitat puisque sa construction signifiait la fin des droits seigneuriaux, celui-ci étant jusqu'alors réservé aux seules maisons nobles. Il était soit directement accolé à la maison, mais aussi indépendant d'elle. Toujours de dimension considérable, puisqu'il était censé ennoblir l'habitat, il s'élevait sur deux étages, le dernier étant seul réservé aux pigeons. Pour protéger ceux-ci d'une invasion de rongeurs, son accès était toujours protégé par un revêtement de carreaux vernissés qui les empêchait d'accéder à l'intérieur.

### Cabanon

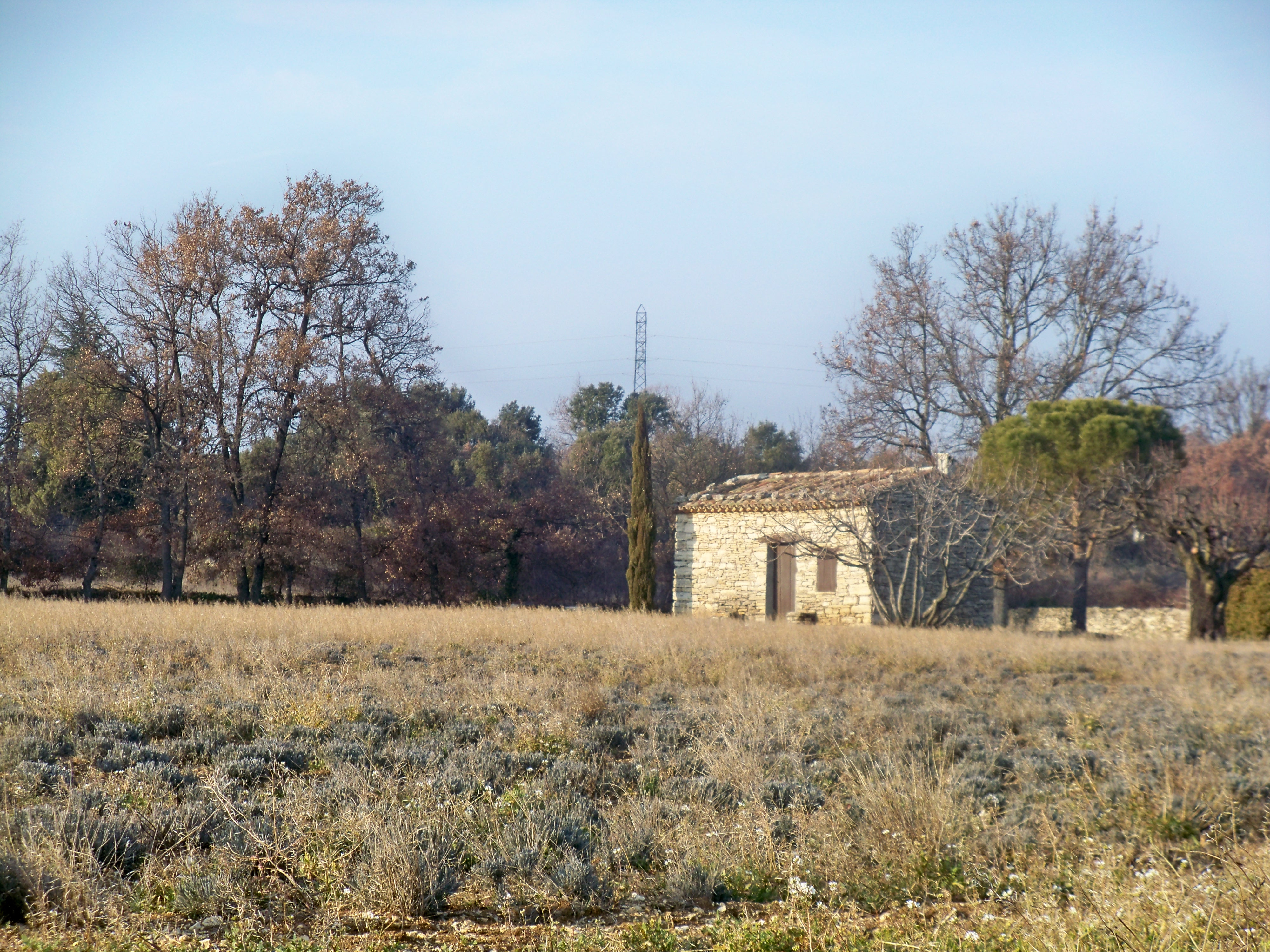
Cabanon et son cyprès.

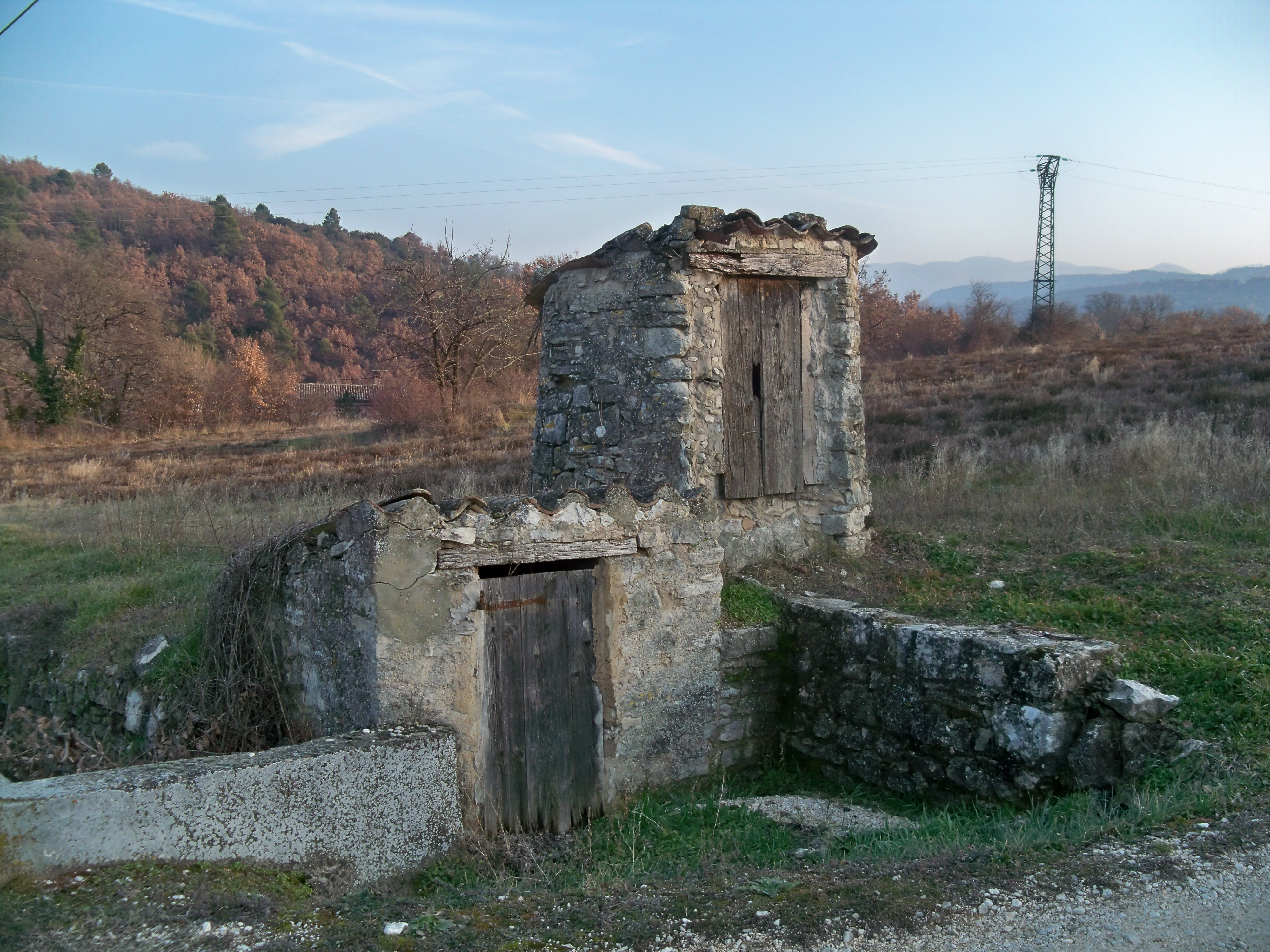
Puits couverts desservant un cabanon.

L'existence de cette « maisonnette des champs » est toujours liée à une activité agricole qui contraint le paysan à rester éloigné de sa résidence permanente. Dans son étude sur l'habitat rural, Fernand Benoit envisage à la fois le cas du pastoralisme et celui de la sédentarité. Pour le premier, la transhumance, qui permet aux troupeaux d'estiver dans les alpages, implique l'usage d'un habitat sur place de « type élémentaire » pour le berger. Suivant le lieu, il prend l'aspect d'un jas en pierre sèche ou d'une cabane édifiée en matériaux composites. Ce refuge lui sert à la fois d'abri et de laiterie.
Pour le paysan sédentaire, c'est l'éloignement de ses cultures qui impose un habitat temporaire aménagé près de son champ. Dans ce dernier cas, le cabanon correspond à un véritable habitat saisonnier qui est utilisé lors des travaux de longue durée.
Ces cabanons, qui se trouvent à l'orée ou au centre du champ, avaient aussi un rôle d'affirmation sociale pour le paysan. Ils étaient considérés comme « le signe de la propriété sur une terre qu'il entendait distinguer du communal ».

### Borie

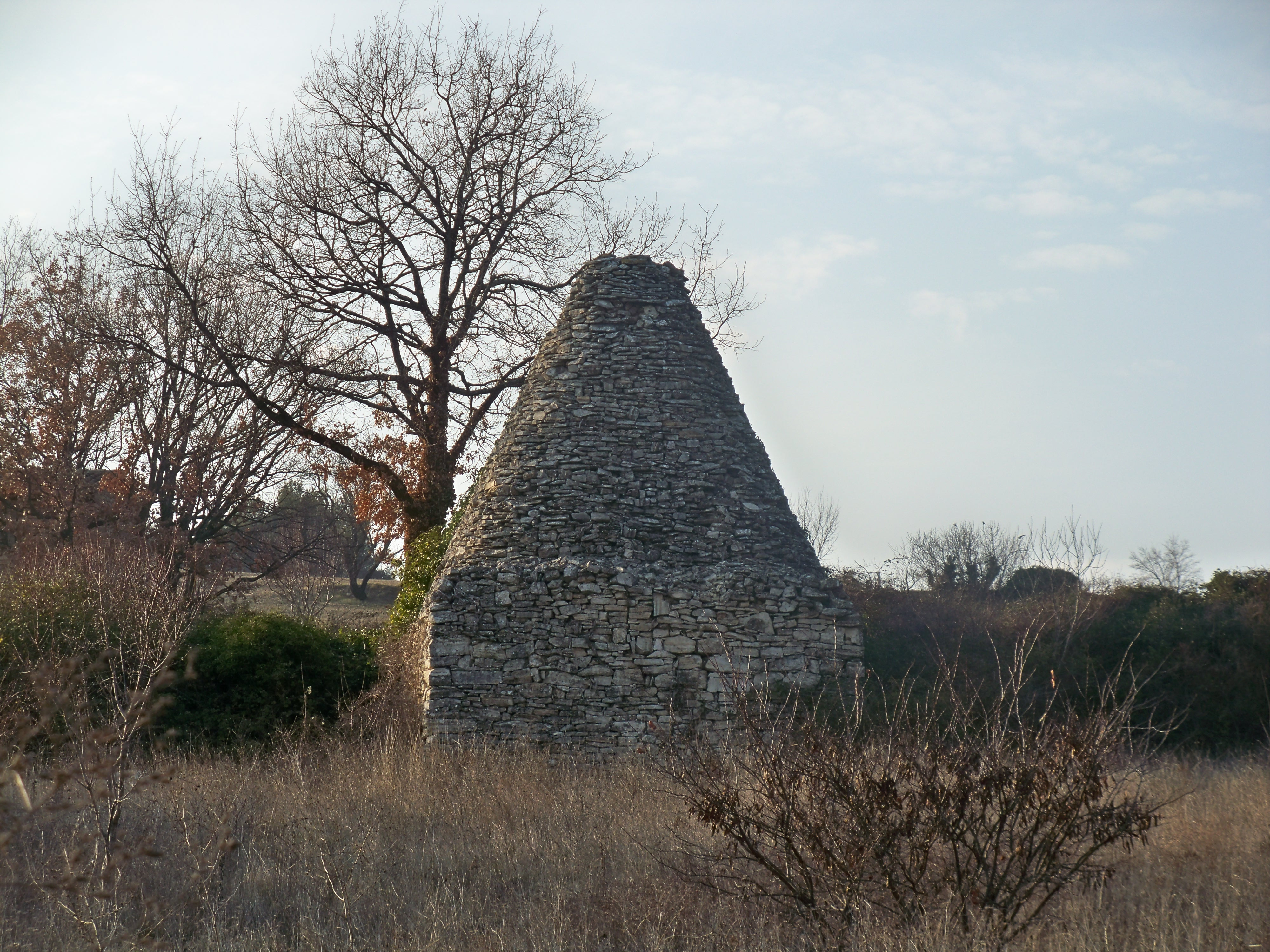
Cabanon pointu sur la colline des Puys.

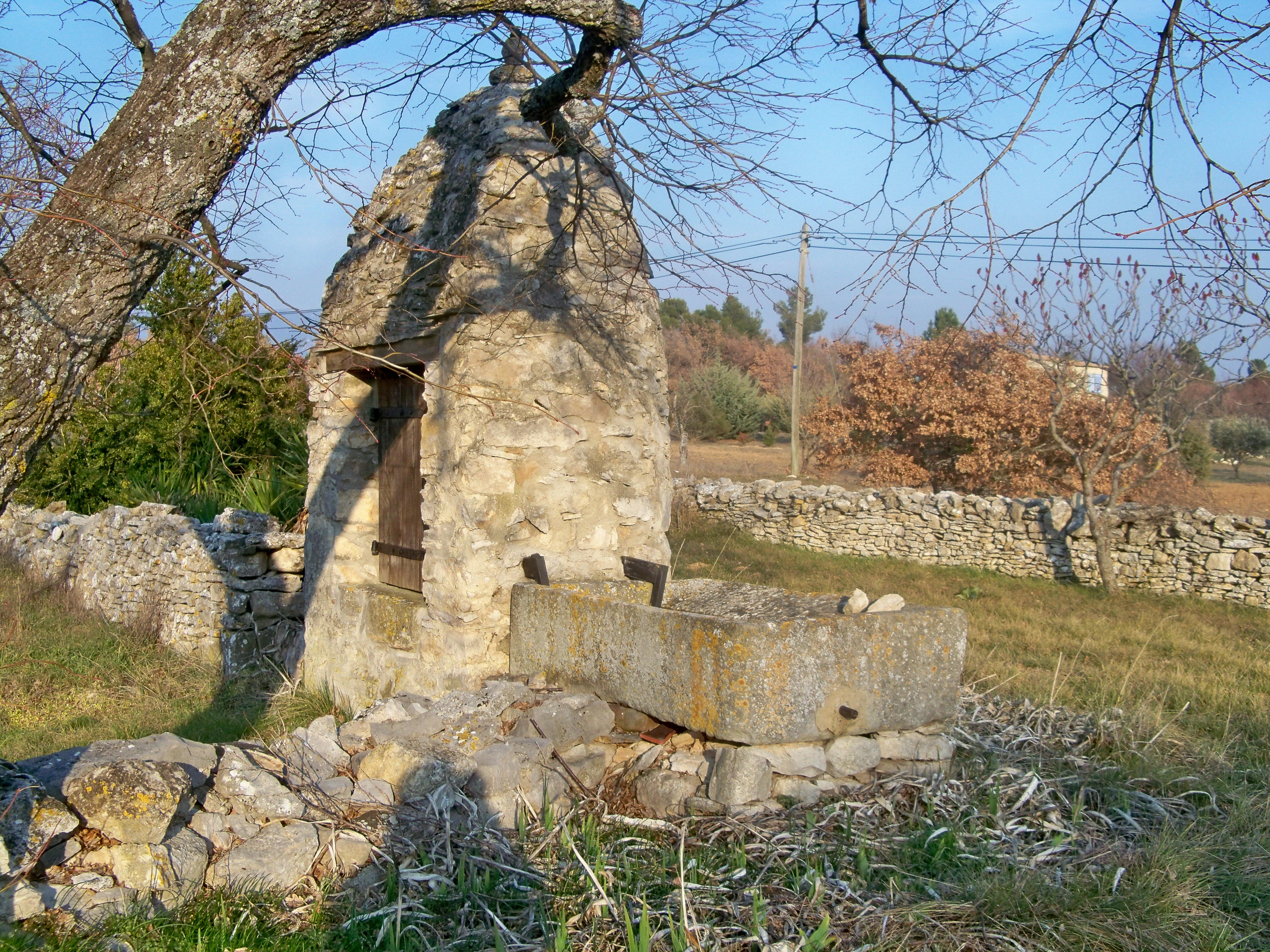
Aiguier abrité sous une borie et abreuvoir.

On nomme ainsi en Provence une cabane de pierre sèche. Le terme de borie est issu du latin boria - déjà référencé dans le quartier Borianum d'Arles - et s'orthographie bori en provençal. Elle est aussi dénommée cabanon pointu dans les Alpes provençales (région de Forcalquier). Ce type de construction réalisé uniquement en pierres sèches, permettait au paysan de remiser (serrer en provençal) ses instruments agricoles, protéger sa récolte ou plus spécifiquement sa réserve d'eau et, au besoin, d'y passer la nuit. La borie était donc une annexe de l'habitat permanent. Ce type de construction en pierre sèche est facilité par l'épierrage des champs. En Provence, il est courant dans les régions montueuses, de plateaux secs, des coteaux travaillés en restanques,,.

### Architecture

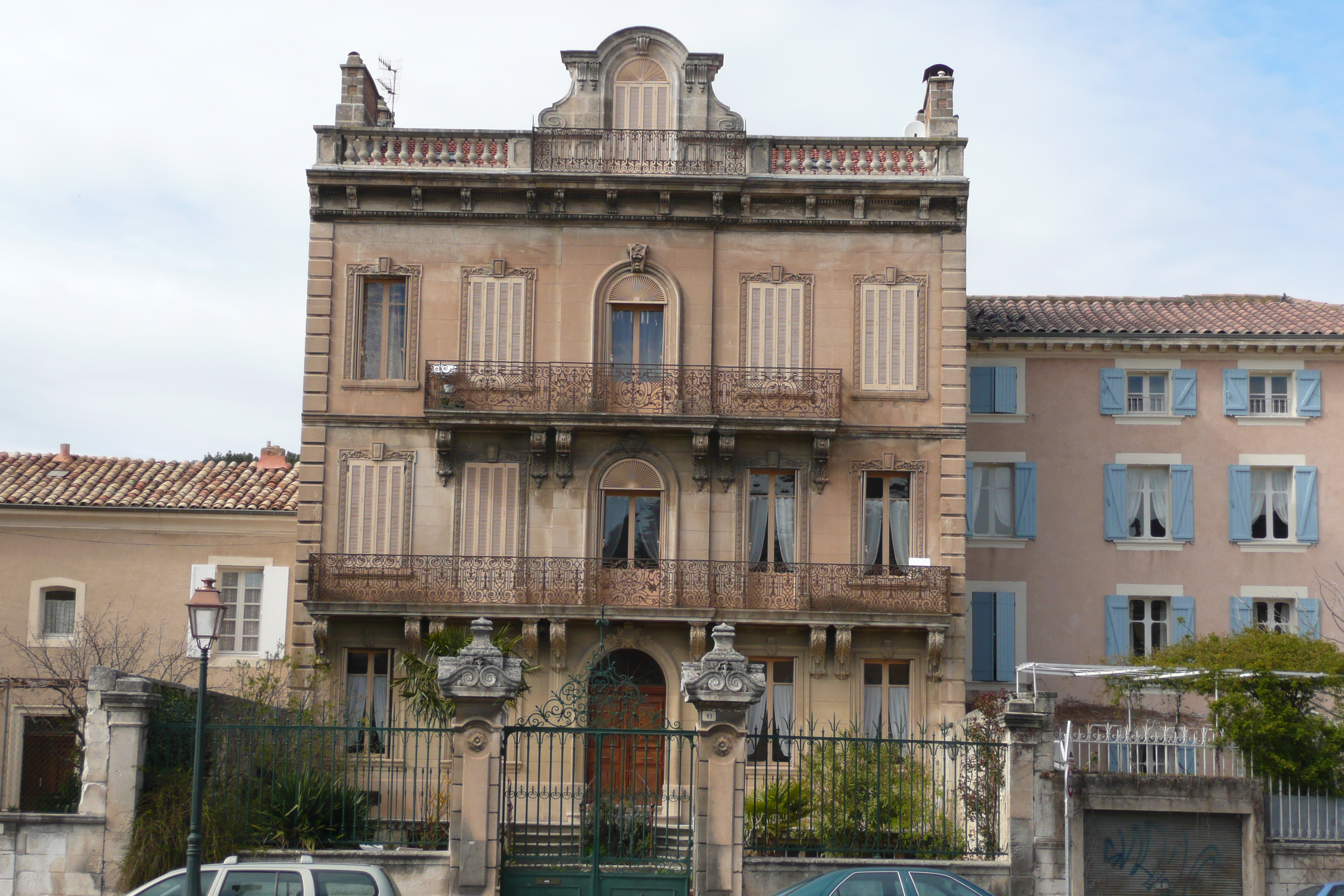
Hôtel particulier.
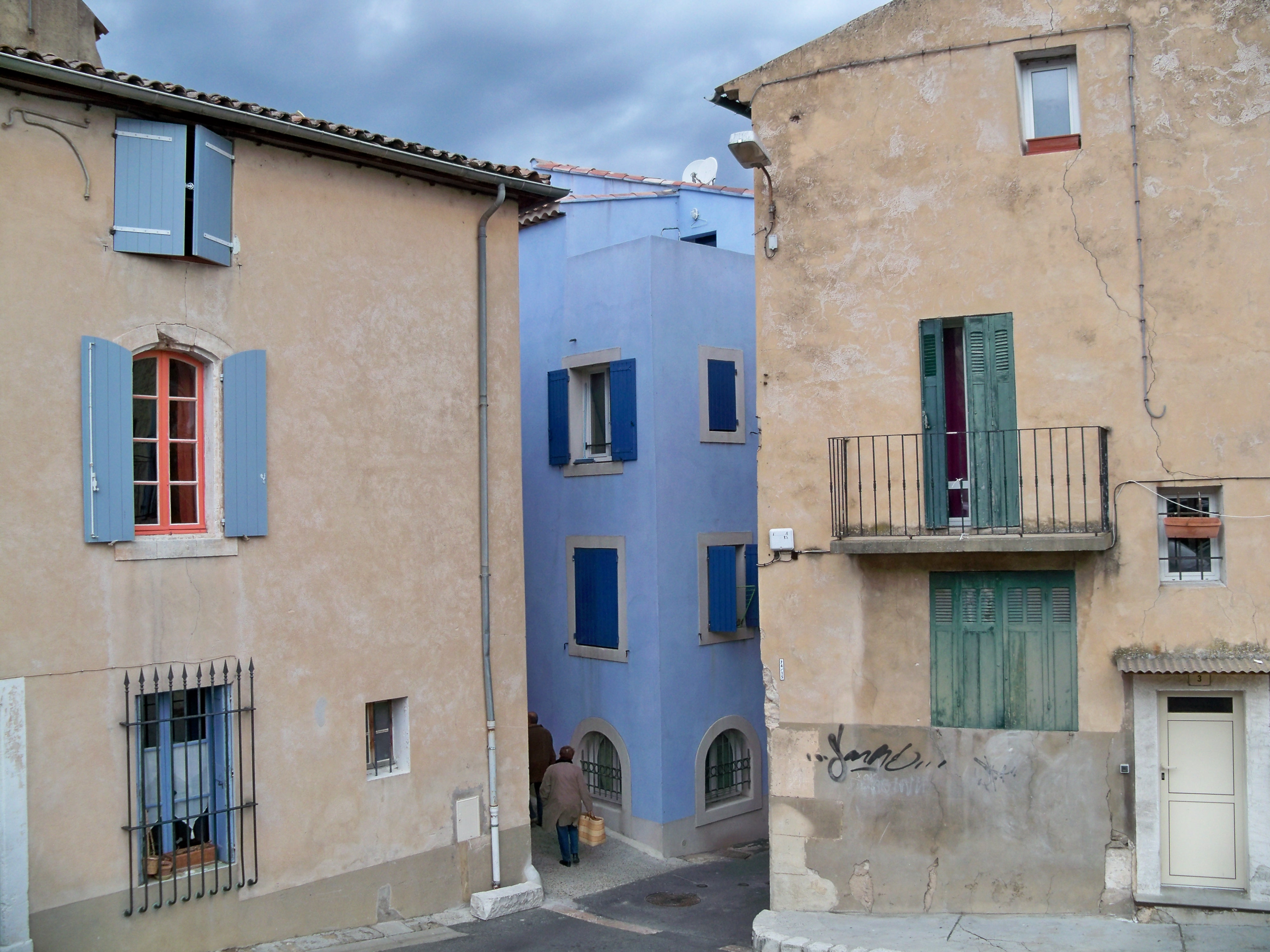
La Maison bleue.
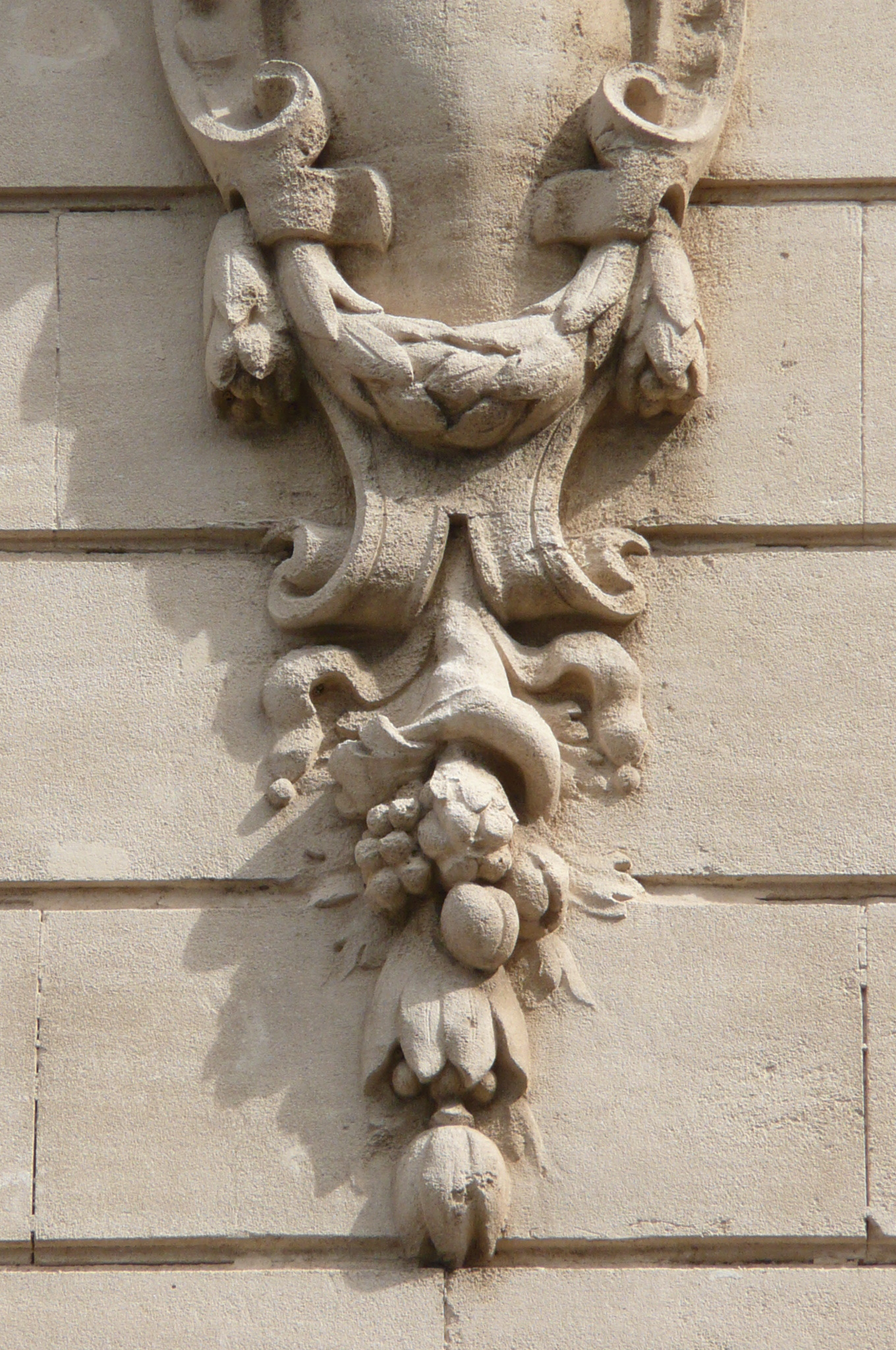
Élément architectural.
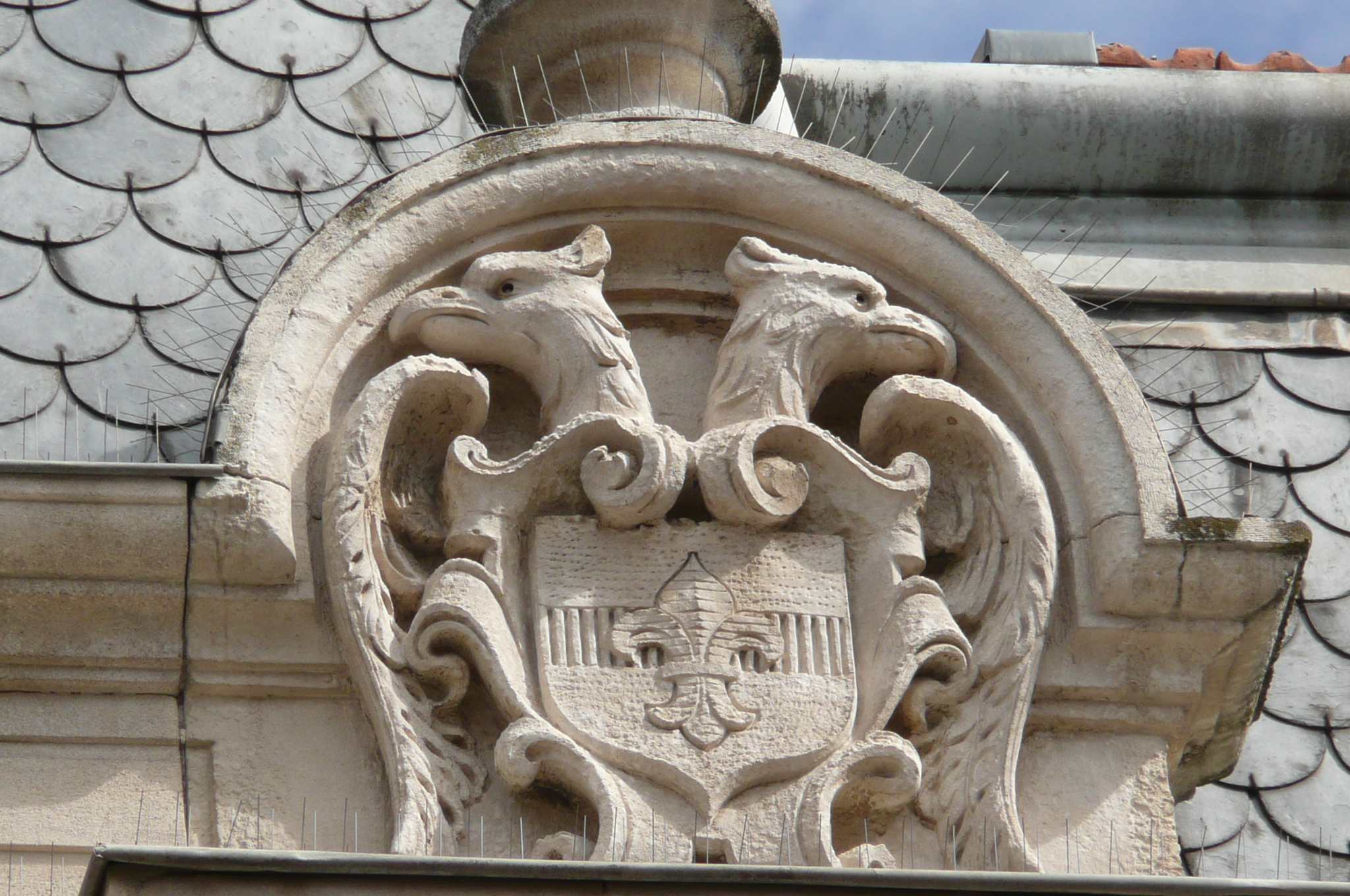
Blason au-dessus d'une porte.
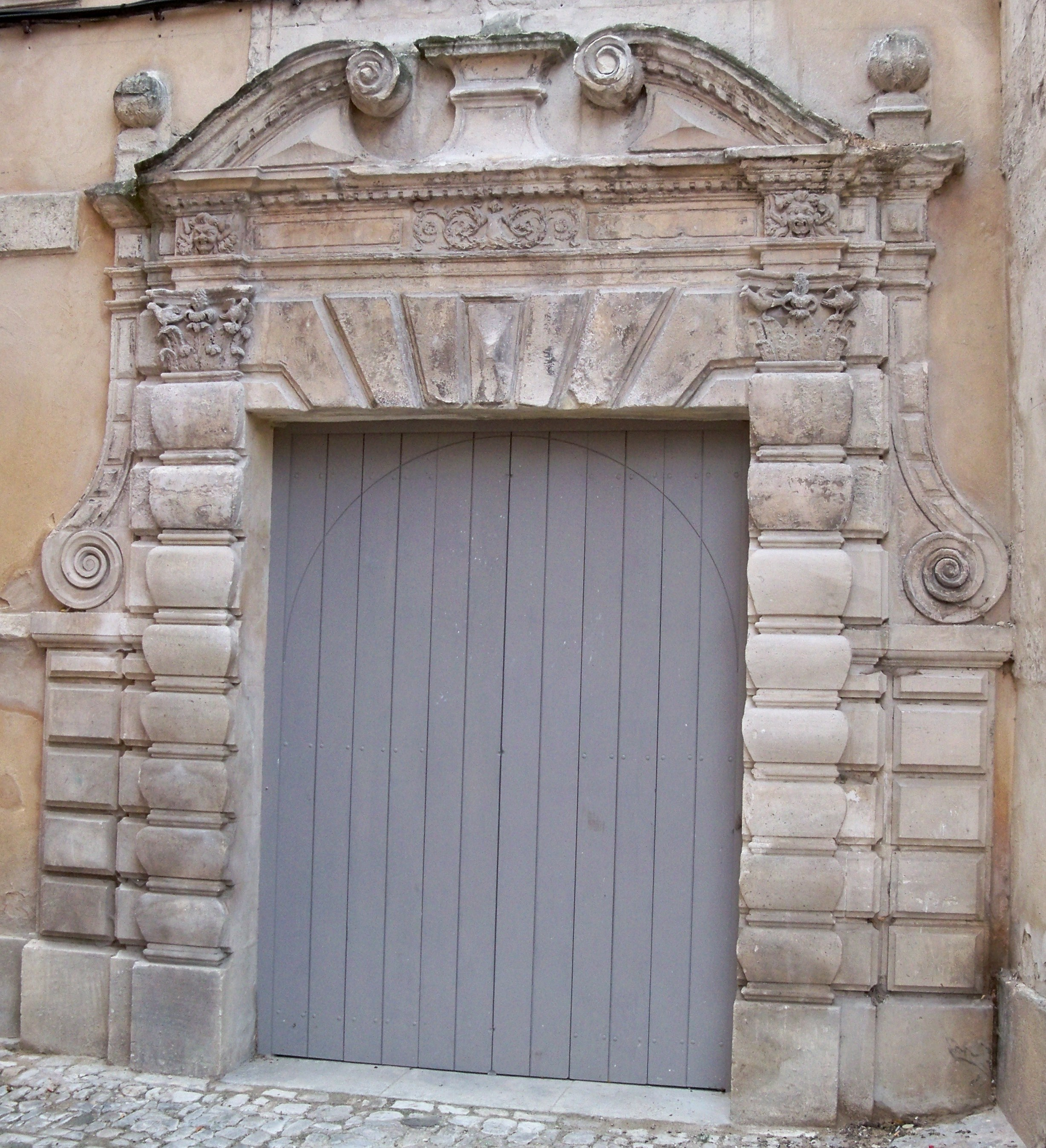
Porte du XVIe siècle.
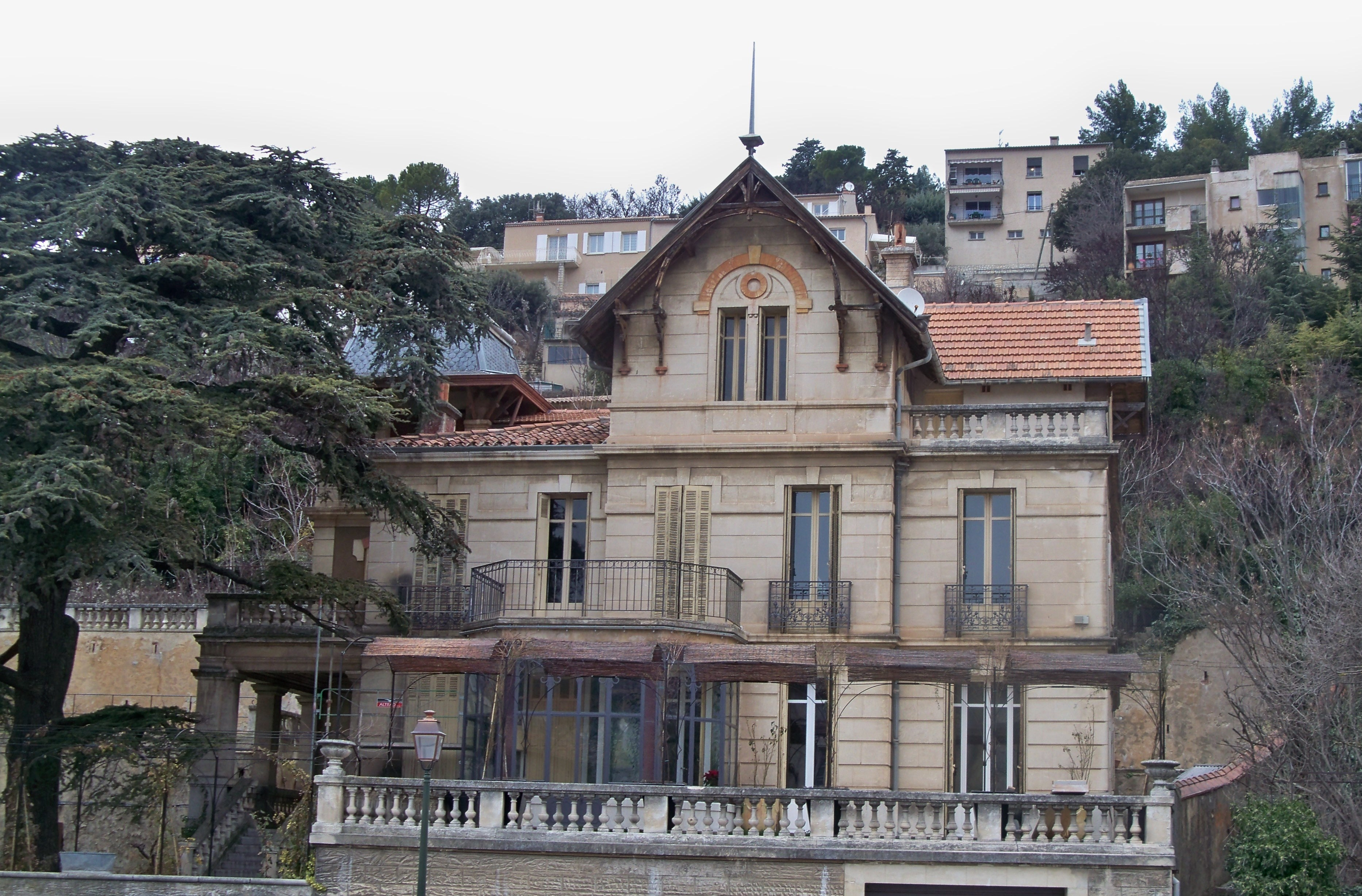
Villa du XIXe siècle.

### Projets d'aménagements
Poursuite du Contrat urbain de cohésion sociale, CUCS
Plan local d'urbanisme en cours de révision, PADD approuvé, zonage et règlement en cours
Schéma de cohérence territoriale (SCOT du Pays d'Apt) en cours d'élaboration
Extension de la zone industrielle des Argiles, aménagement HQE de la zone.

### Voies de communication et transports

#### Voies routières
- La route départementale RD 900 (ancienne nationale route nationale 100) traverse la commune plus ou moins en son milieu sur un axe est-ouest.
- Au nord, la route départementale 943 (ancienne route nationale 543) part en direction de Saint-Saturnin-lès-Apt et la route départementale RD 22 part en direction de Rustrel.
- Au sud-ouest, la route départementale 3 part en direction de Bonnieux et la route départementale RD 943, tout comme la RD 113 qui passe par Buoux, part en direction de la combe de Lourmarin. Plus à l'est, la route départementale RD 48 part en direction de Saignon.

Distance des grandes villes françaises
L'orientation et la localisation d'Apt par rapport à quelques grandes villes françaises sont données dans le tableau suivant. Distance à vol d'oiseau :
| Ville                | Marseille | Montpellier  | Nice         | Lyon       | Toulouse   | Bordeaux   | Strasbourg   | Paris      | Nantes       | Rennes       | Lille      |
| Distance Orientation | 65 km (S) | 126 km (S-O) | 152 km (S-E) | 214 km (N) | 319 km (O) | 489 km (O) | 554 km (N-E) | 603 km (N) | 659 km (N-O) | 721 km (N-O) | 772 km (N) |

#### Services autocars

##### Lignes urbaines
- Depuis le 15 octobre 2021, les Aptésiens peuvent emprunter gratuitement les bus qui circulent sur les lignes A et B du nouveau réseau de transport « Mobily le transport 100% Apt »[23].

| Ligne | Parcours                                    |
| ----- | ------------------------------------------- |
| A     | Gare Routière ↔ Gare Routière (via Hôpital) |
| B     | Gare Routière ↔ Gare Routière (via Bosque)  |

##### Lignes régionales, réseauZou!

Logo du réseau Zou !

Apt est desservie par :
- 8 lignes de PROXIMITÉ :

| Ligne | Tracé                                      |
| ----- | ------------------------------------------ |
| 909   | Apt ↔ Cadenet ↔ Aix-en-Provence            |
| 914   | Apt ↔ L'Isle-sur-la-Sorgue                 |
| 915   | Avignon ↔ Apt ↔ Forcalquier ↔ La Brillanne |
| 916   | Apt ↔ Sault                                |
| 917   | Apt ↔ Gordes ↔ Cavaillon                   |
| 918   | Apt ↔ Bonnieux ↔ Cavaillon                 |
| 926   | Apt ↔ Banon                                |
| 989   | Pays d'Apt (Transport à la demande)        |

#### Transports ferroviaires

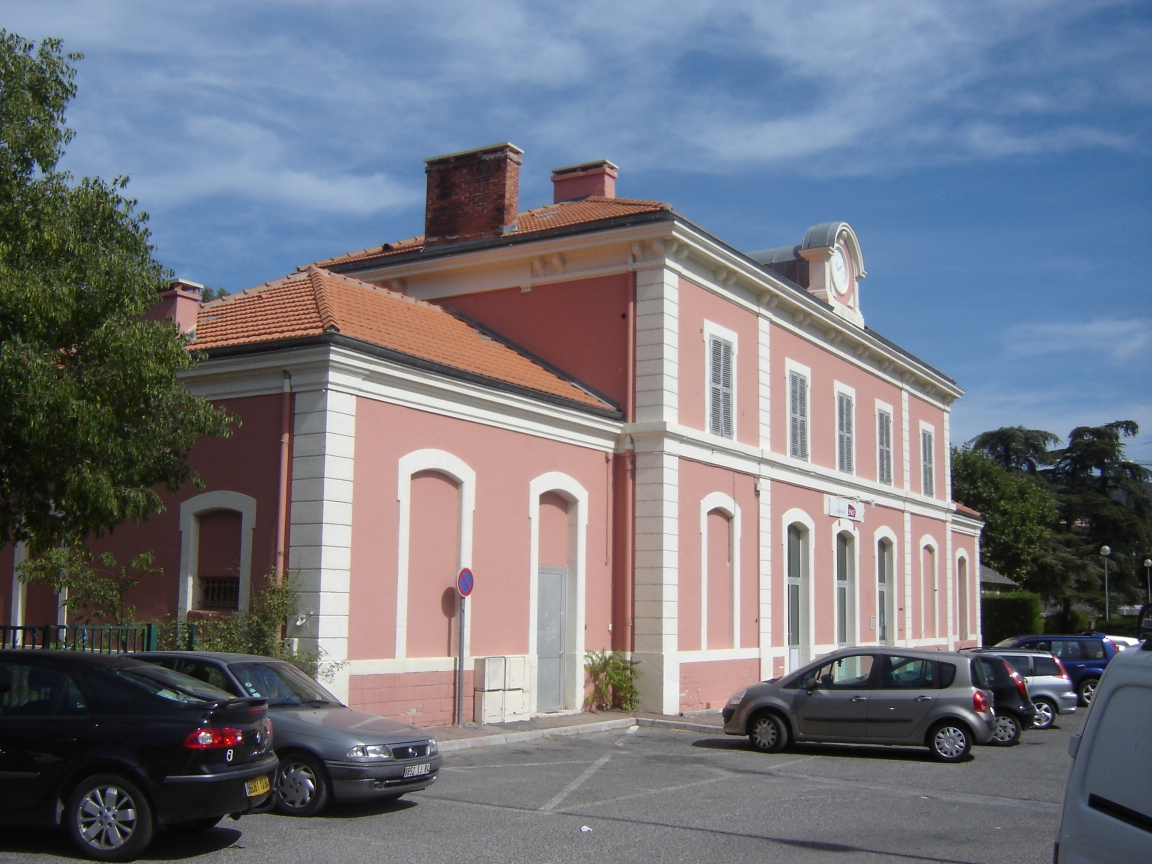
Bâtiment de l'ancienne gare d'Apt, désormais occupée par l´office de tourisme.

Gare SNCF de Pertuis vers Aix-en-Provence et Marseille.
Gare de Cavaillon vers Avignon.
L'ancienne gare d'Apt (aujourd'hui occupée par l'office de tourisme) était une gare de la ligne Cavaillon - St-Maime-Dauphin.
Gares TGV à Gare d'Aix-en-Provence TGV (50 min) ou Avignon-TGV (45 min).

#### Transports aériens
En fonction des destinations, plusieurs aéroports (cf. tableau ci-contre).

#### Liaisons douces
- Passage du GR9 et de nombreux chemins de randonnée.
- Piste cyclable.

### Risques naturels et technologiques
La commune a connu de 1982 à 2021 treize inondations et coulées de boue (en 1984, 1986, 1987, 1990, 1994, 2003, 2008, 2018 et 2019), huit mouvements de terrain différentiels consécutifs à la sécheresse et à la réhydratation des sols (en 1996, 1998, 2005, 2007, 2008, 2012, 2016 et 2019) ainsi qu'une grosse tempête (en 1982) qui ont été reconnus catastrophes naturelles avec publication d'un arrêté de reconnaissance de catastrophe naturelle au Journal officiel.

## Histoire

### Préhistoire et antiquité
Les premiers habitants de ce qui deviendra plus tard Apt se sont installés sur deux sites préhistoriques de grande importance pour l’archéologie régionale. Le premier était situé aux Agnels, proche du hameau du même nom, près du ruisseau de la Mauragne. Il a livré un important matériel mésolithique daté d’entre -9 000 à –6 000 avant notre ère. Plus de cinq mille silex taillés y ont été répertoriés correspondant à huit types différents. Les chasseurs-cueilleurs, qui ont fréquenté ce lieu de rendez-vous, consommaient de l’auroch, du cerf, du sanglier et du lapin. Le second à Roquefure, sur la rive gauche du Calavon, a permis d’étudier neuf niveaux archéologiques allant de la fin du paléolithique jusqu’à celle du néolithique.

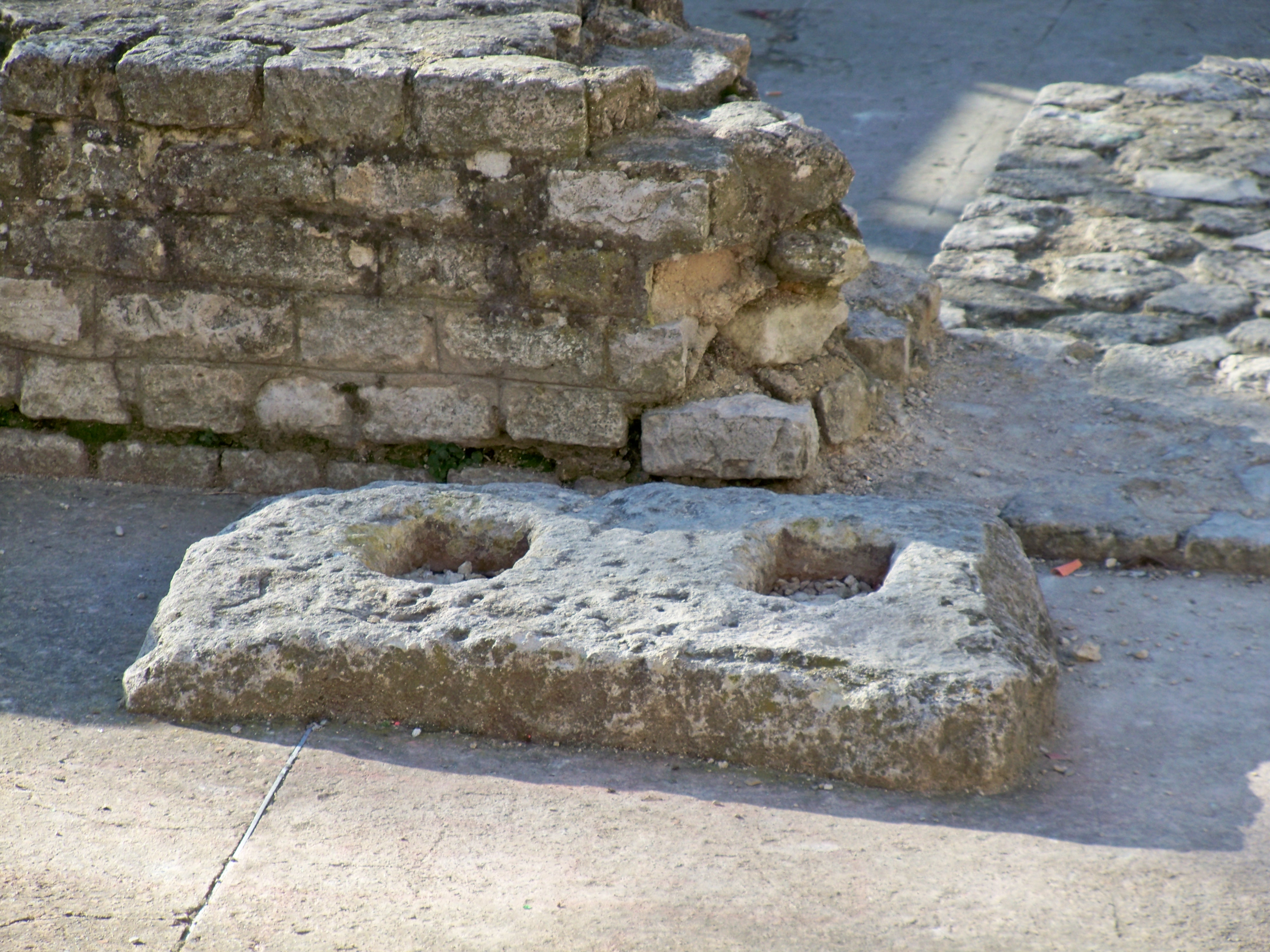
Piétement du pressoir à vin.

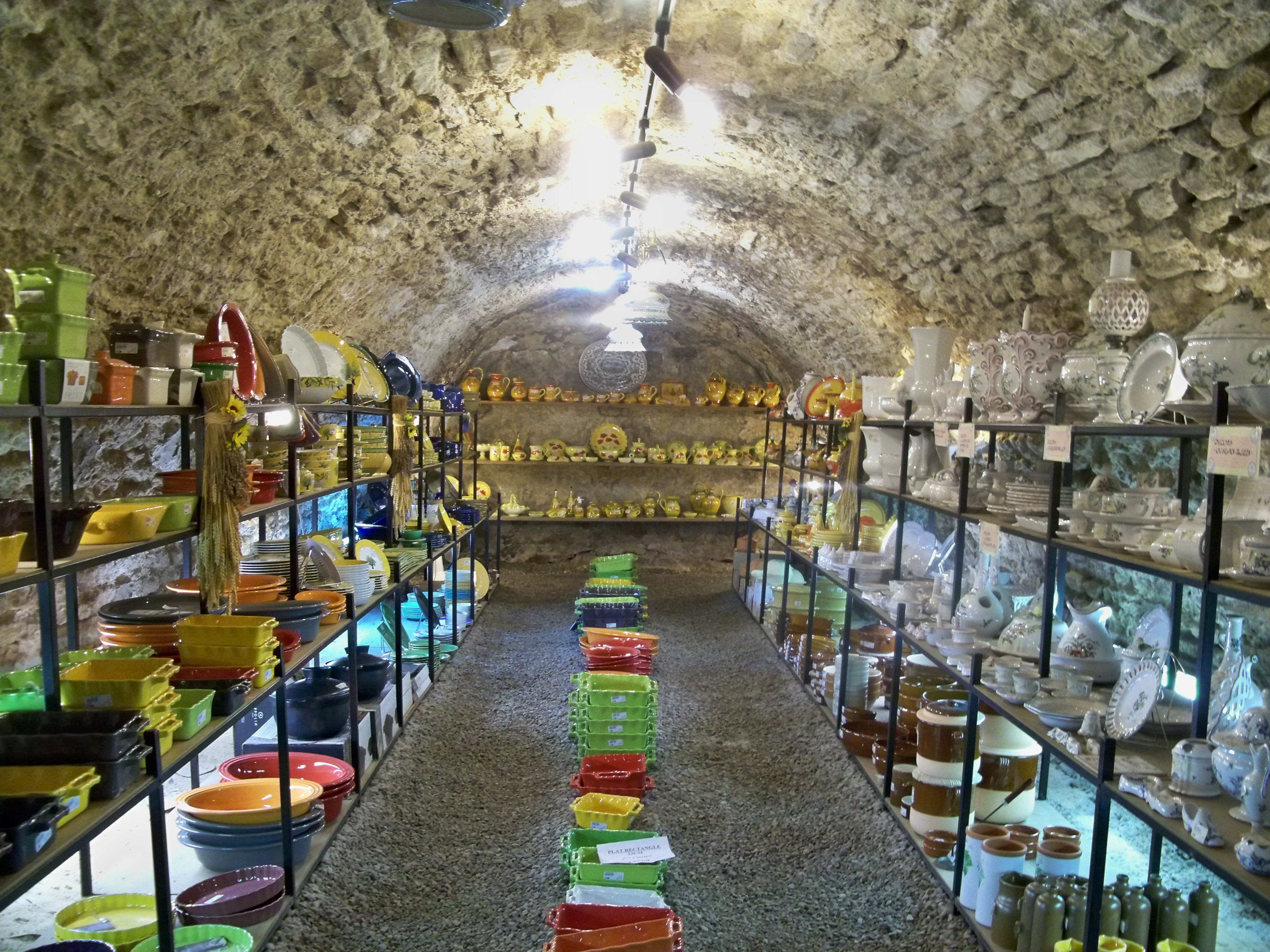
Cave gallo-romaine au même niveau que la crypte de la cathédrale.

La cité d’Apt fut fondée en 45 av. J.-C. sur ordre de Jules César et achevée en cinq ans. Elle prit le nom de  Colonia Apta Iula Vulgentis et devint la capitale de la tribu des Vulgientes. Plusieurs oppida pré-romains ont été construits sur les hauteurs de la ville, afin de la protéger et de maintenir la paix. Certains d'entre eux sont rasés par les Romains (comme l'oppidum de la colline du Perréal),. La cité Julienne est désormais l'une des étapes importantes sur la Via Domitia unissant Rome à l’Espagne. En 1860, une borne milliaire au nom de l'empereur Auguste et datant de l'an 3 av. J.-C. a d'ailleurs été trouvée dans le quartier des Grands Champs ; elle est aujourd'hui exposée au musée lapidaire d'Avignon.
À l’époque de la Gaule narbonnaise dont Apt est l'une des vingt-quatre cités, avec environ 10 000 habitants, deux inscriptions notent que la ville est alors connue sous les noms de col. Iul. Apta et de Nymphus Attis.

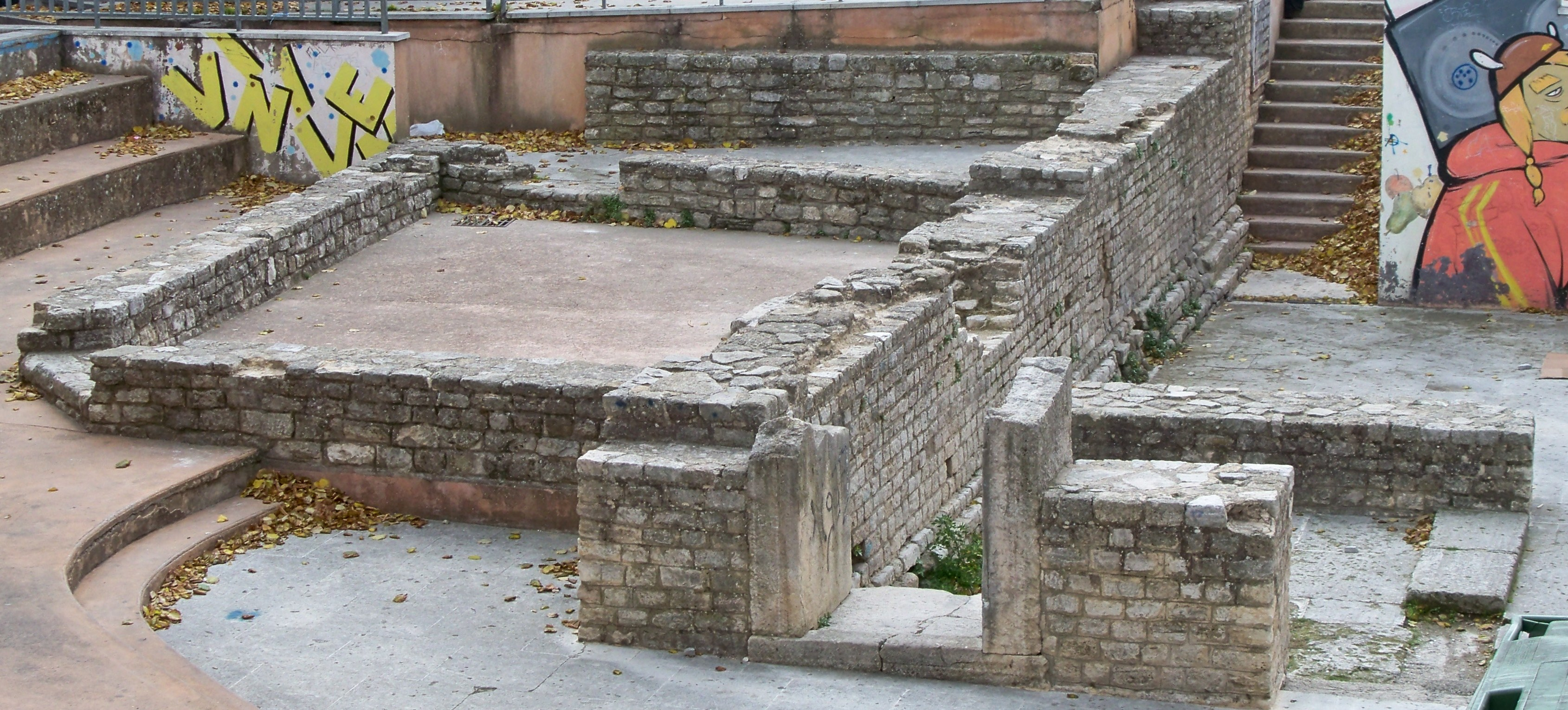
Ruines romaines à Apt.

Apta Julia atteint sa plus grande prospérité au IIe. Elle accueillit l'empereur Hadrien au début de ce siècle et il y laissa une épitaphe versifiée pour l'un de ses chevaux favoris, Borysthène.
La cité est dotée d’un forum, d’un arc de Triomphe, d’un capitole, de temples, de thermes et d’un théâtre. Les fouilles ont permis de calculer qu’il était équivalent à celui d'Orange. Les thermes sont situés sous l'actuelle sous-préfecture.
L’évêché d’Apt, fait partie des seize diocèses dont les évêques sont présents ou représentés à Arles lors du premier concile d’Occident en 314.

### Moyen Âge

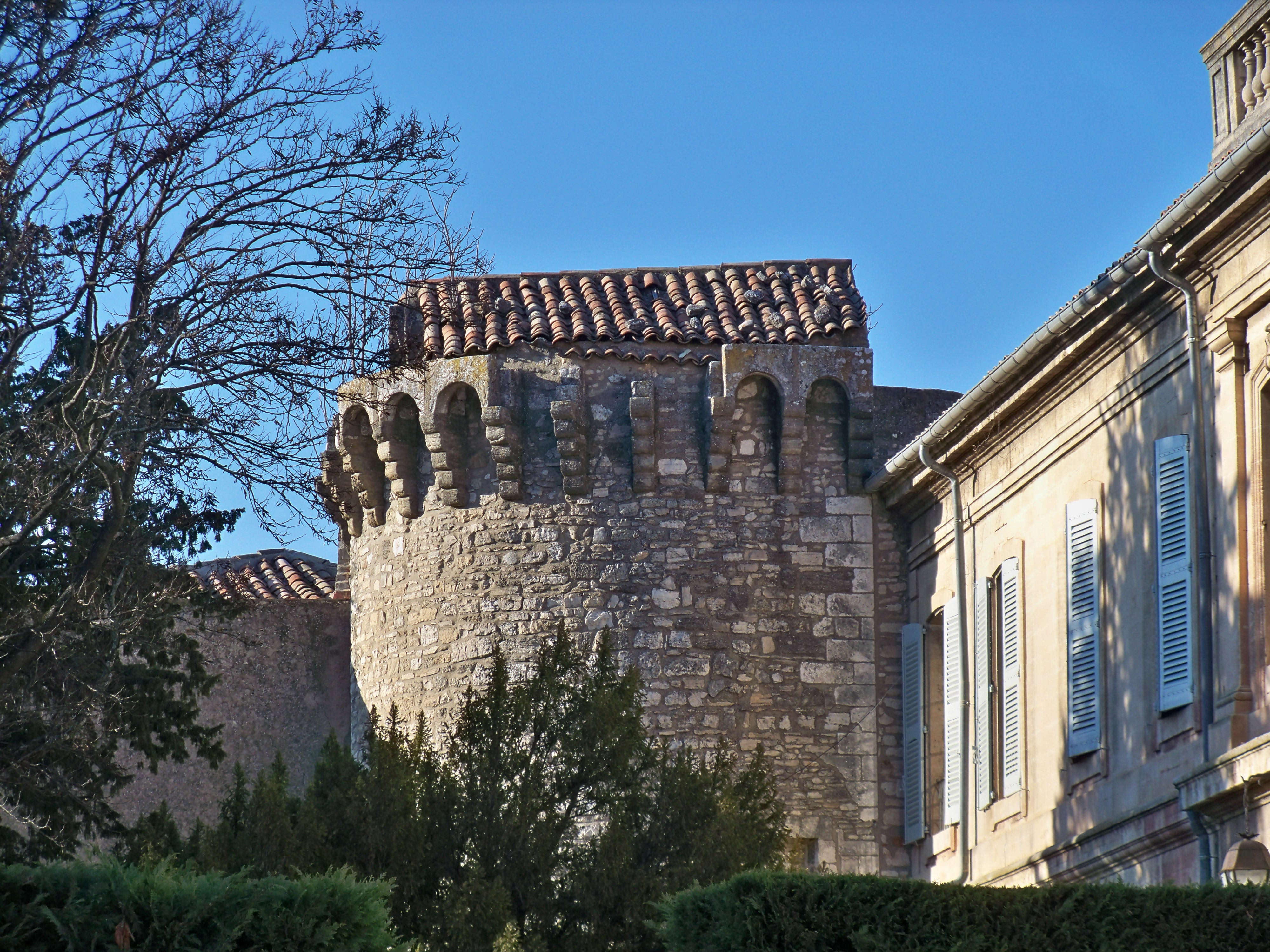
Tour des remparts dans les jardins de la sous-préfecture.

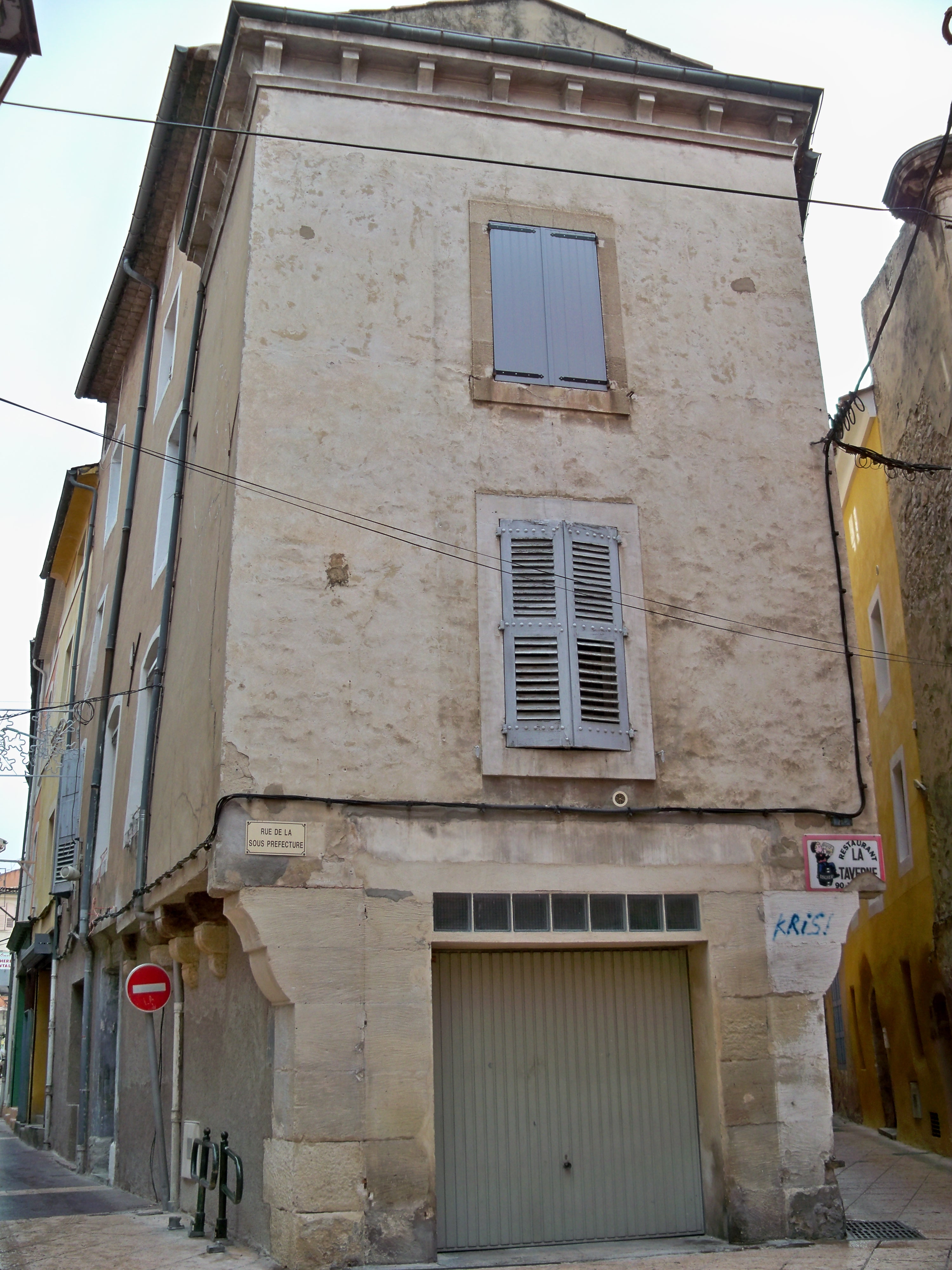
Maison médiévale.

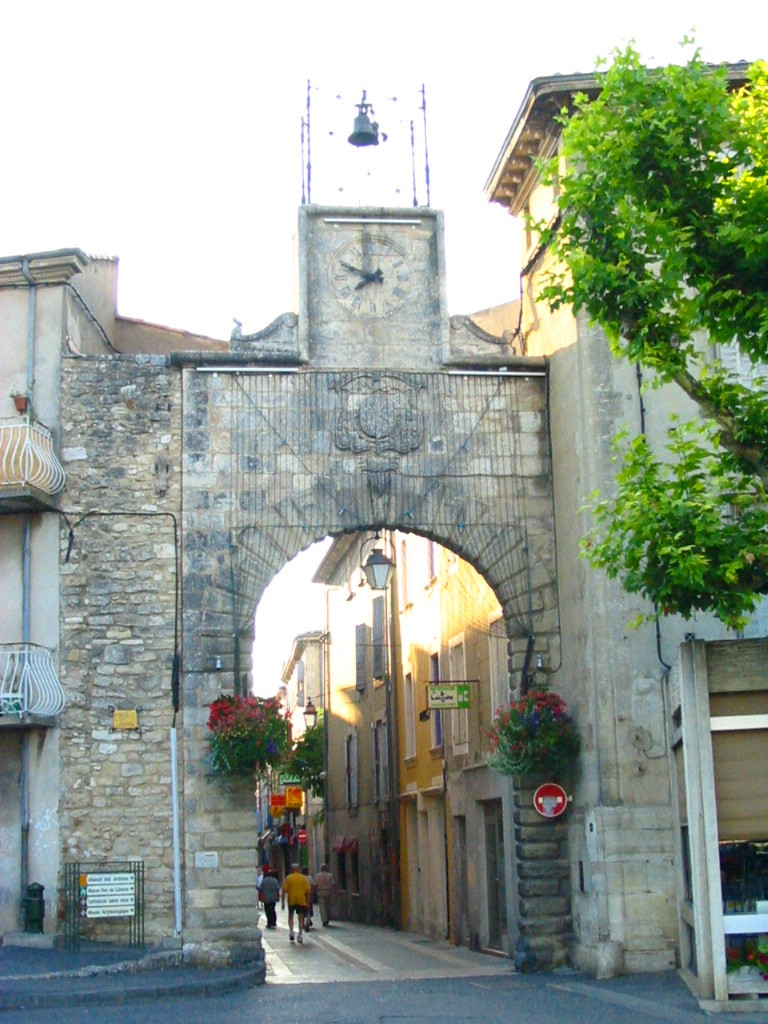
Apt, porte de Saignon.

La ville se dote de fortifications dès le Haut Moyen Âge. mais est néanmoins pillée par les Sarrasins vers 895.
Du Xe au  XIIe siècle, c'est une co-seigneurie des évêques et des seigneurs d'Agoult-Simiane, puis jouira d'une administration consulaire jusqu'au milieu du XIIIe siècle.
1258 est une année clef pour les Aptésiens. Sous la pression de Charles 1er d’Anjou, comte de Provence, Apt comme toutes les grandes villes du comté se voit supprimer son « consulat ». L’antique sceau marqué « Sigillum Comitii Aptensis » est alors remplacé par celui frappé aux armes d’Anjou et d’Aragon (or et sang) et porte désormais gravé « Sigillum Curiæ Civitas Aptensis ».
La cité est alors administrée par Pierre Bayle, son prince-évêque qui a la haute main sur le quartier de la Bouquerie, et par un bayle nommé Petrus (Pierre) qui administre le quartier Saint-Pierre.
Le bayle ou bailli, qui était juge comtal, a sous sa juridiction toute la région comprise entre la Durance et le comté de Sault suivant une diagonale allant de Saint-Martin-de-Castillon à Mérindol.
Les princes-évêques d’Apt furent amenés à jouer un rôle international. En 1286, alors que Charles II le Boiteux, héritier du comté de Provence, était prisonnier de Jacques d’Aragon qui s’intitulait roi de Sicile, les deux princes parviennent à conclure le traité de Cefalù. Sa copie est portée au pape Honorius IV par le prévôt et l’évêque d’Apt Raymond 1er de Bot. Mais le pontife refuse de l’entériner et le casse par une bulle du 4 mars 1287. Déjà en 1307, Baxianus Porca, juge d'Apt (1307), fut coseigneur d'Apt. Conseiller et familier du roi, il captura, en 1326, alors qu'il était viguier d'Aix, une galère gibeline au Port-de-Bouc.
Le 5 juin 1313, Raimbaude de Simiane vendit, à la cour[Laquelle ?], une partie d'Apt. Guiran de Simiane (?-v.1385), viguier de Marseille (1351), lieutenant du sénéchal (1382), chevalier, fut baron de Caseneuve, seigneur d'Apt et de Gordes après la mort de son frère aîné, Bertrand-Raimbaud. Il était le petit-fils de Guiran de Simiane, viguier de Marseille (1314), baile-juge d'Apt (1326), baron de Caseneuve et coseigneur d'Apt. Il épousa Dauphine de Sabran. Le 24 juillet 1371, il acquit la seigneurie de Châteauneuf dans le Comtat Venaissin de Giraud Amic de Sabran. Lors de la guerre de l'Union d'Aix, il prit parti pour le duc d'Anjou, en avril-mai 1382, faisant d’Apt une des rares villes, avec Marseille et Arles, à se rallier dès 1382 à l’Angevin Louis Ier.
Seconde date importante au Moyen Âge pour la cité Julienne, celle du 28 mars 1362 où est ouvert le premier registre des délibérations municipales. C'est grâce à lui que nous savons qu'en 1365, les syndics de la ville offrent des fruits confits d’Apt au pape Urbain V.

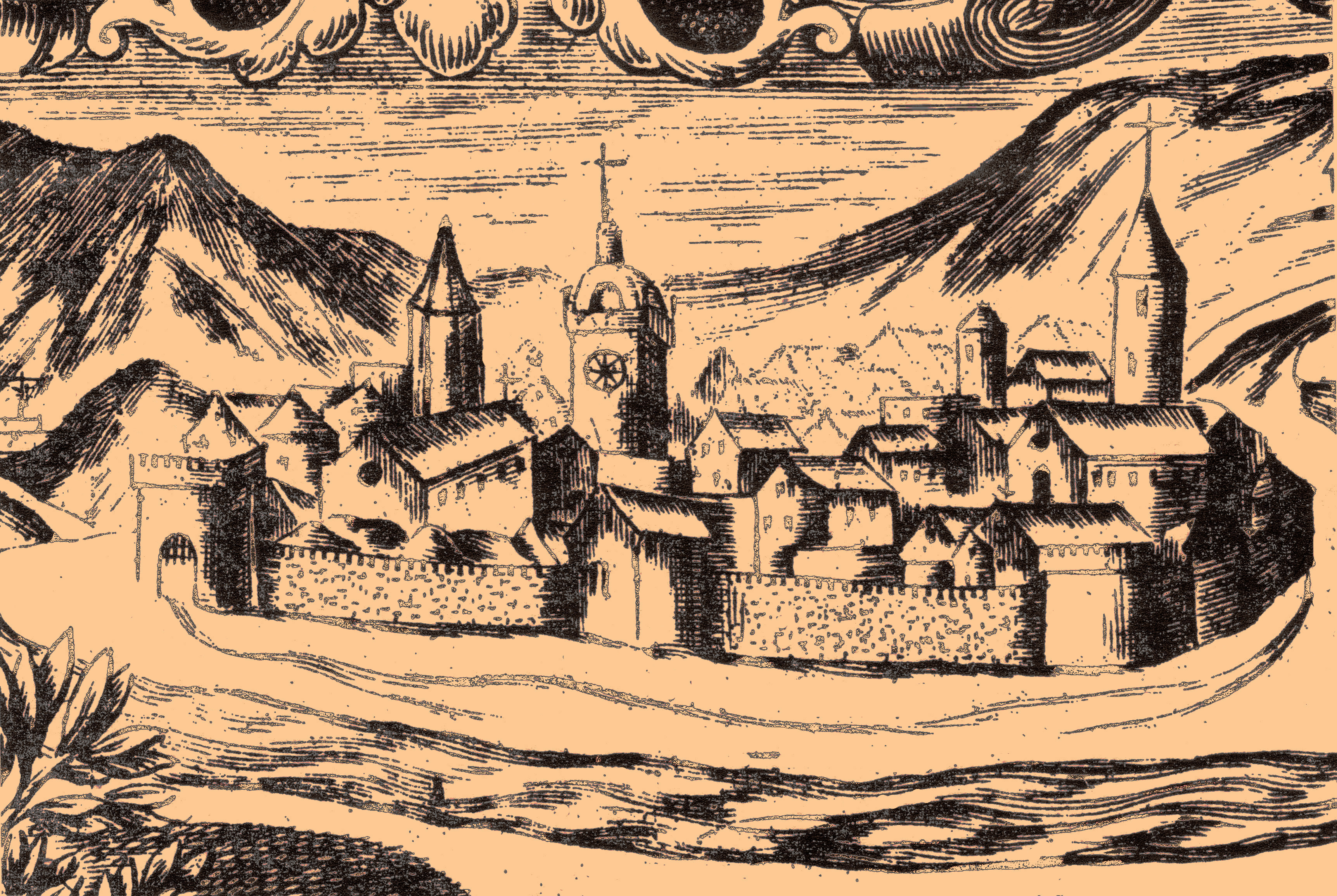
Apt, gravure de Sarret vers 1615-1620.

Le marché hebdomadaire d’Apt a atteint une notoriété qui dépasse largement le cadre local et même régional. Sa tenue est due à deux René. Tout d’abord, le roi René qui en 1470 accorde à la cité le droit de tenir marché tous les mardis. Puis, en 1523, René de Savoie, dit le Grand Bâtard, comte de Tende et gouverneur de Provence le déplace du mardi au samedi matin.

### Période moderne

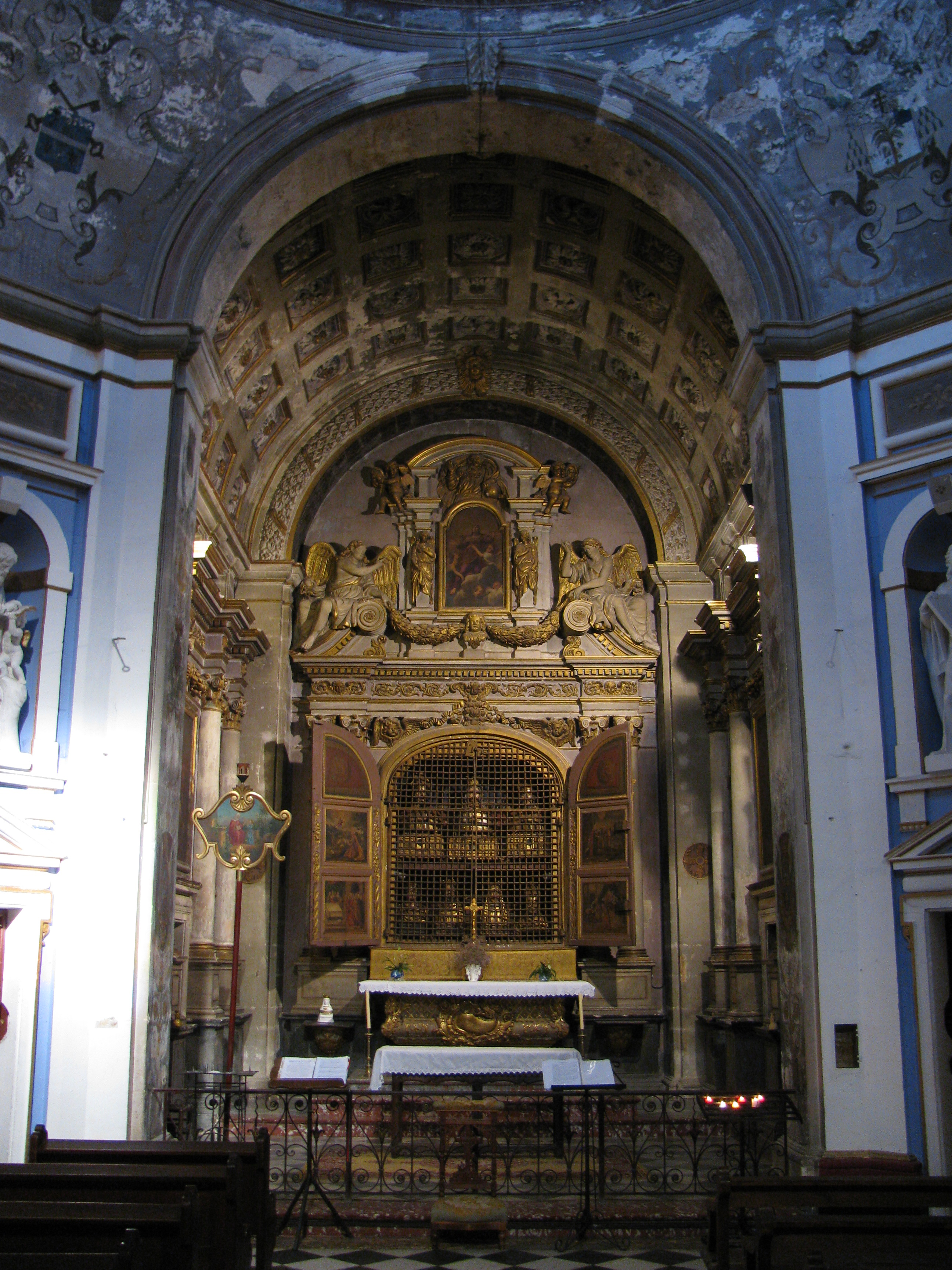
Chapelle royale de la cathédrale financée par Anne d'Autriche.

Cette période prend fin en pleines vendanges au cours du mois de septembre 1540. Le nouvel évêque d'Apt, Pierre de Forli, fait arrêter Louis Serre et son beau-frère Colin Pellenc, vignerons au Plan d'Apt alors qu'ils descendent leurs raisins dans leur cave de la rue Bouquerie.
Pellenc, par deux fois, avait été inquiété par le Tribunal de l'Inquisition en 1532 et 1535. Reconnu récidiviste, il est condamné à être brûlé vif au Postel, sur la place des Jacobins.
C'est le point de départ d'une répression massive contre les vaudois du Luberon et leurs barbes. Le Parlement d'Aix-en-Provence, sous la présidence de Jean Maynier d'Oppède, publie de 18 novembre 1540, l'Arrêt de Mérindol qui condamne 49 personnes nommément désignées à être brûlées vives.
Roquefure fait partie de la quarantaine de localités, de part et d'autre du Luberon dans lesquelles s'installent au moins 1 400 familles de vaudois des Alpes, soit environ 6 000 personnes issues des deux versants du mont Viso, dans les secteurs de Turin et d'Embrun entre 1460 et 1560. Devenus vaudois du Luberon, ils sont arrivés pour les deux tiers d'entre eux sur la période qui s'étend de 1490 à 1520. Ils ont déjà subi des persécutions dans les Alpes, en particulier la croisade contre les vaudois de 1488, qui se répètent : le 1er janvier 1545, François Ier fait promulguer l'Arrêt de Mérindol et commande une croisade contre les vaudois de Provence. La plupart des vaudois subissent le massacre de Mérindol, qui détruit 24 villages et cause 3 000 morts.
En 1660, la reine Anne d'Autriche vient à Apt rendre ses vœux à sainte Anne.
À la demande de Claude Louis Hector de Villars, duc de Brancas, César Moulin crée, en 1714, la première faïencerie du Pays d'Apt à Castellet. Il commence par faire mouler l'argenterie du duc puis diversifie son activité en réalisant des chefs-d'œuvre : statuettes représentant des scènes des bergères, de chasse ou de pêche, etc. Grâce au duc sa production devient la coqueluche de Versailles.
En 1770, François et Jacques Moulin, fils de César, s’installent à Apt. En travaillant et en mêlant différentes argiles, ils vont inventer la « marbrure aptésienne ». Leurs successeurs au XIXe siècle fabriquent des assiettes en forme de feuilles de vigne qui sont de nos jours particulièrement recherchées.
Apt devient chef-lieu du district d'Apt en 1790 dans le département des Bouches-du-Rhône puis du Vaucluse en 1793.

### XIXesiècle

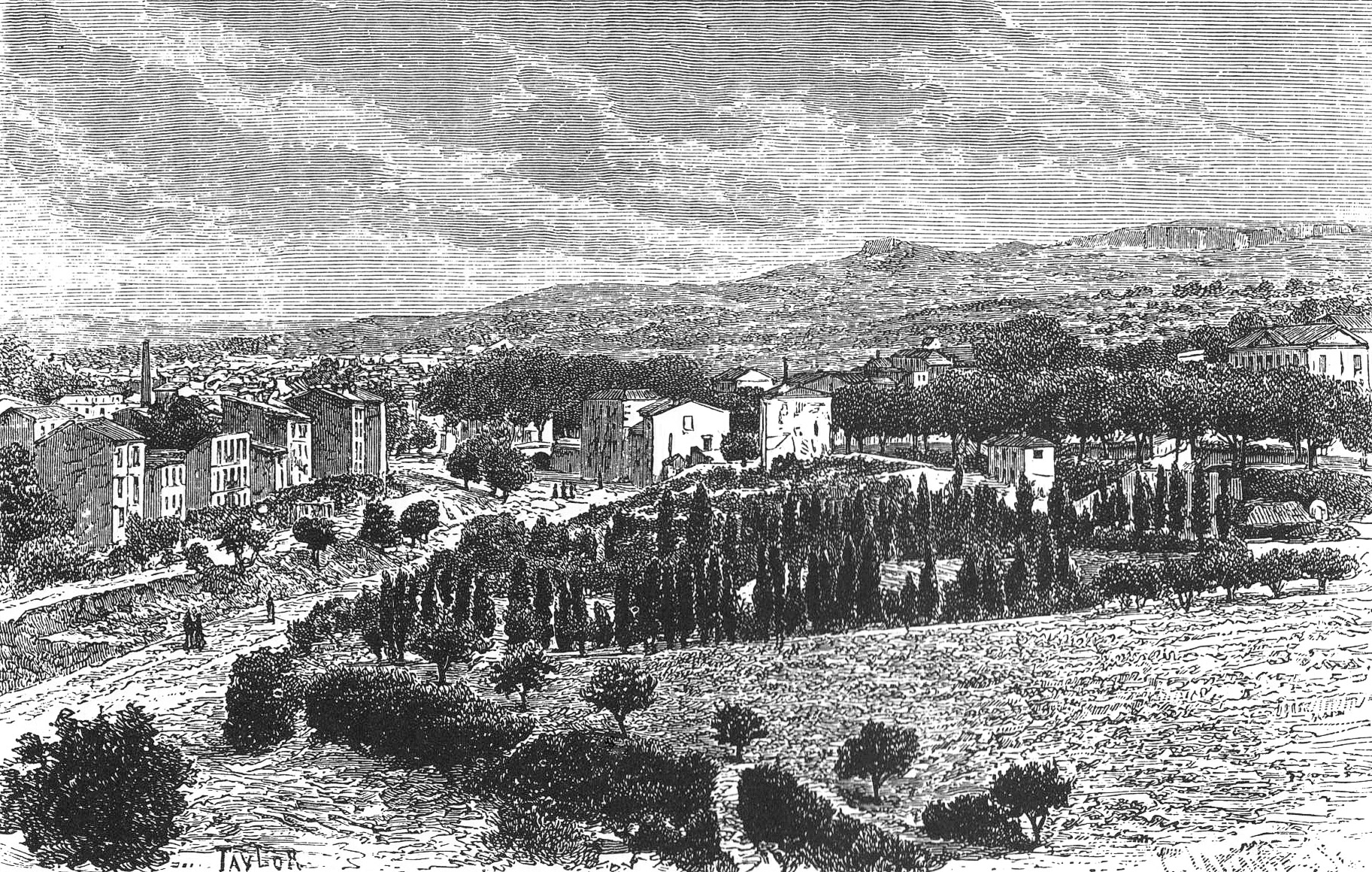
Apt en 1880 vers la place de la Bouquerie.

La ville d'Apt a été le moteur insurrectionnel du pays d'Apt et du Luberon en décembre 1851.
Le dimanche 7 décembre 1851, les républicains de la ville d'Apt et des villages voisins s'insurgent contre le coup d'État de Louis-Napoléon Bonaparte, effectué le 2 décembre à Paris.

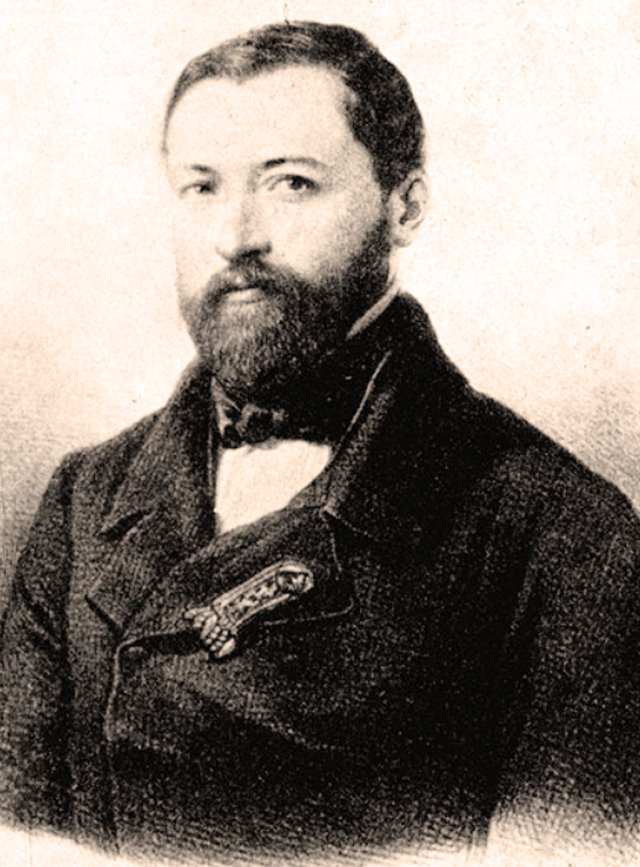
Elzéar Pin.

L'insurrection se déclenche à la suite de la venue des « blancs » de Saint-Saturnin, appelés en renfort par le sous-préfet d'Apt, pour faire face au risque insurrectionnel dans la ville. À l'arrivée des soixante-sept hommes armés de la Garde Nationale de Saint-Saturnin, les républicains aptésiens se rassemblent sur la place de la Bouquerie et sur la place de la sous-préfecture. Indignés devant cet affront, un vif mécontentement fait rage dans les rangs aptésiens. À la suite d'une âpre négociation pour faire repartir les hommes de Saint-Saturnin, les « rouges » déclenchent l'insurrection. Les républicains insurgés prennent l'hôtel de ville et la sous-préfecture et constituent un comité révolutionnaire. Vers le soir de la même journée, le comité s’organise et Méritan dit Barbès proclame, sur le perron de l’hôtel de ville le comité qui vient d’être élu. Ce comité d’après la proclamation se compose de divers membres entre autres des nommés « Elzéar Pin, qui doit en être le chef, Tamisier dit Miroir, Caire dit Lapatou, Gaillard peintre en bâtiment ». Les membres publient dans la matinée du lundi, les deux premières proclamations, qu’ils ont délibérées, la première ordonne « sur mot du comité et du conseil municipal, que tout citoyen qui est détenteur d’armes de guerre et de chasse de les apporter à la mairie immédiatement après la publication sous peine d’être requises par la force armée ». Afin de former une colonne armée dont le but est de se diriger vers L’Isle-sur-la-Sorgue, pour ensuite aller soumettre Avignon, une deuxième proclamation est émise : « Au nom du peuple tout citoyen de 18 à 30 ans est requis de se rendre immédiatement armé sur la place de la sous-préfecture. Sous peine d’être passé par les armes ».
L'insurrection échoue et la répression bonapartiste se met en place dès le 10 décembre dans la région aptésienne, avec l'arrivée de l'armée et l'arrestation de trois cent quarante-trois républicains au cours des mois de décembre 1851 et janvier 1852.

### XXesiècle
Apt fut libérée le 22 août 1944 par la 36e division d’infanterie américaine. Dans le même temps, une importante colonne de la Wehrmacht qui avait emprunté la « Route des Alpes » (RN 100) remontait d'Avignon vers Digne. Informée de la présence de barrages installés par les résistants à l'entrée d'Apt, elle préféra bifurquer en direction de Sault par la RN 143. Dès que ce changement de direction fut connu, l'alerte fut donnée par les Aptésiens à leurs compagnons de Saint-Jean-de-Sault, qui tenaient une permanence devant la cabine téléphonique du hameau.
Cette section du « Maquis Ventoux » était composée d'officiers et sous-officiers de l'Armée de l'air. Largement prévenue à temps, elle tendit une embuscade dans des gorges situées à 2,5 kilomètres au nord du hameau. Le tir nourri, déclenché dès que la colonne fut engagée, la cloua sur place et fit 110 morts. Les résistants se replièrent alors tandis que le reste de la colonne reprit la route, en évitant Sault après quelques tirs d'obus. Les rescapés, la nuit tombée, dressèrent leur campement dans un bois sur le plateau d'Albion et poursuivirent leur route le lendemain. Totalement désemparés, les Allemands laissèrent derrière eux blessés et éclopés qui furent faits prisonniers le 25 août et incarcérés à Sorgues.
La commune a été décorée, le 11 novembre 1948, de la Croix de guerre 1939-1945.

## Toponymie
Charles Rostaing, spécialiste de la toponymie provençale, suggère comme origine de son nom une racine ligure HATH correspondant à un oronyme (nom de montagne). Fondée sur ordre de Jules César, son nom latin est Apta Iulia. La ville se nomme At en occitan selon la norme classique et Ate en provençal selon la norme mistralienne.

## Héraldique
| Blason de Apt | Blason  | De gueules, à une épée d'or versée posée en pal, dans son fourreau de sable, à la bouterolle aussi d'or, enlacée d'une ceinture aussi de sable bouclée d'or. Ornements extérieursCroix de guerre 1939-1945 Devise / Cri"Felicibus apta triumphis" (La ville apte à d'heureux triomphes). |
| Blason de Apt | Détails | Le statut officiel du blason reste à déterminer. |

## Politique et administration

### Tendances politiques et résultats
La vie politique locale s'organise autour d'une opposition Droite/Gauche/Front National, classique en région PACA. Les élections partielles des 11 et 18 octobre 2015 devraient opposer une liste conduite par Olivier Curel (PS - EEL - FG - DVG) à une liste conduite par Dominique Santoni (Les Républicains) ainsi qu'une liste Front National conduite par Maryse Lamy.
À la suite du conseil municipal exceptionnel qui s’est tenu le mardi 20 juillet 2021, Véronique Arnaud-Deloy est élue maire d’Apt avec 26 voix pour et 7 abstentions. Succédant à Dominique Santoni, élue présidente du Conseil départemental de Vaucluse, elle devient la deuxième femme maire d’Apt. Véronique Arnaud-Deloy est également vice-présidente à la communauté communes du Pays d’Apt Luberon (CCPAL).

### Les images

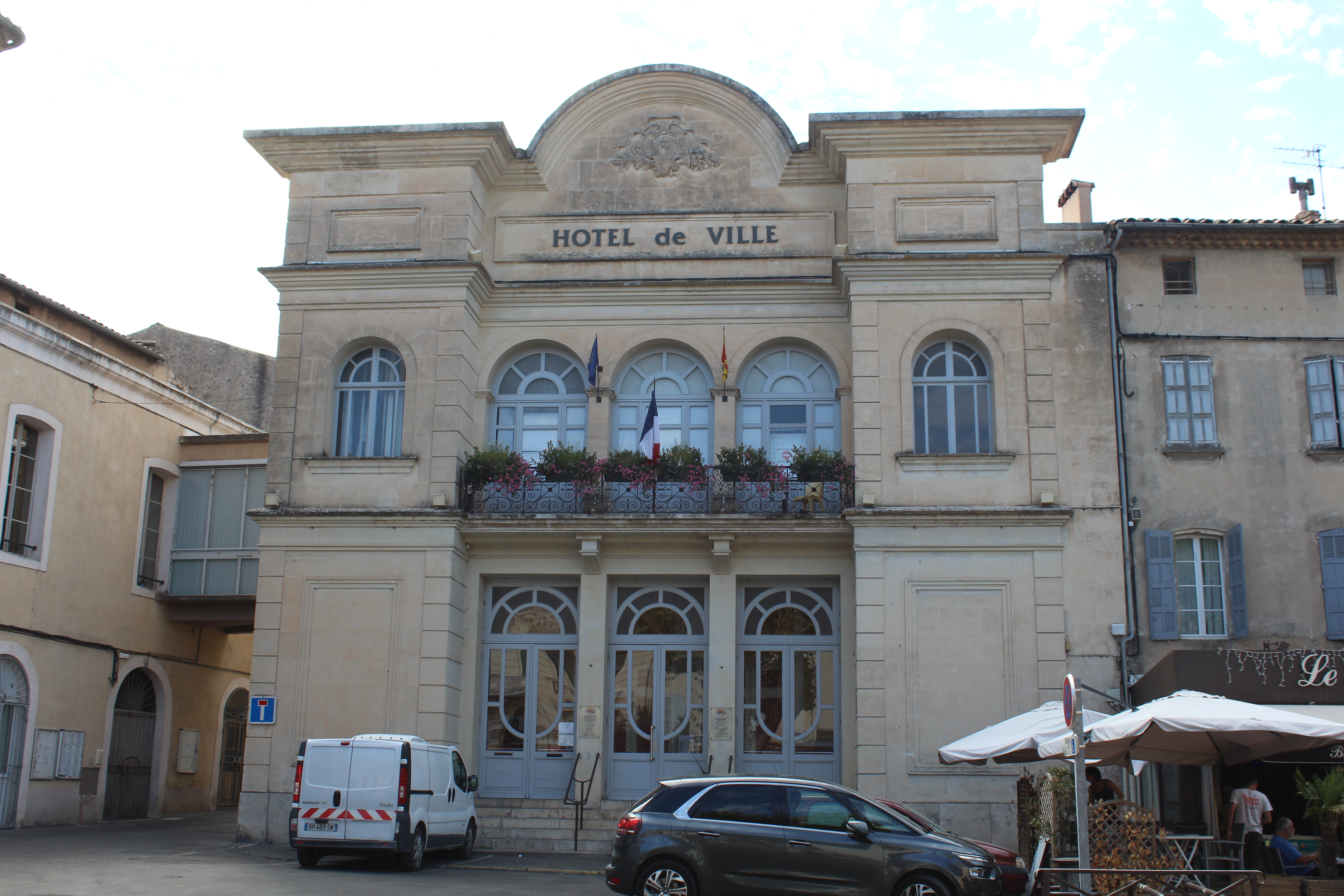
Bâtiment de l'hôtel de ville.

### Liste des maires

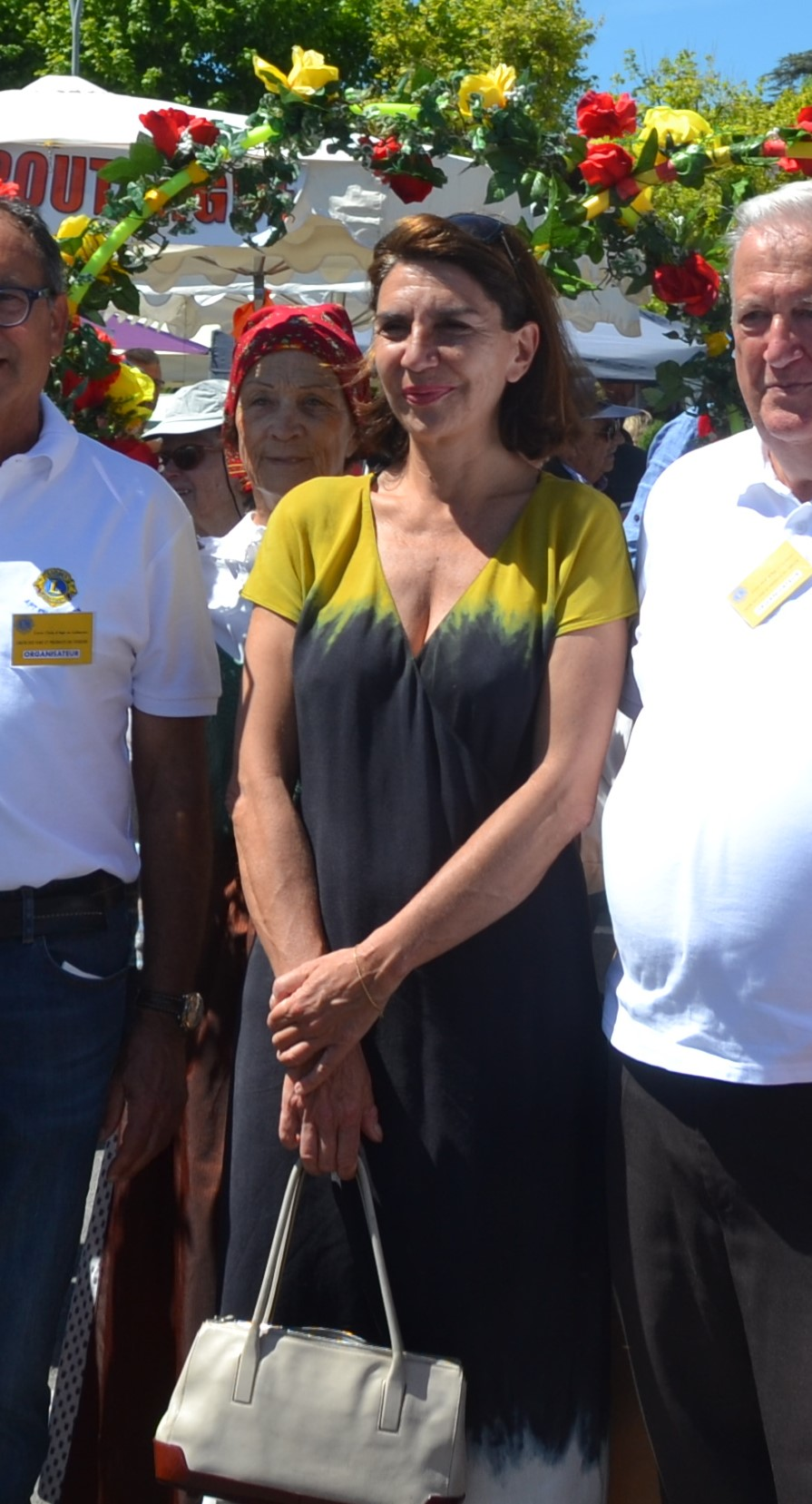
Dominique Santoni, maire d'Apt, au salon des vins et produits du terroirs 2019.

De par sa taille, la commune dispose d'un conseil municipal de 33 membres (article L2121-2 du Code général des collectivités territoriales). Le scrutin de 2008 a donné 27 conseillers pour la liste socialiste Apt, un pays pour agir d'Olivier Curel (60,80 % des voix) et 6 à la liste divers droite Apt passionnement de Jean-Louis de Longeaux (39,20 % des voix). À la suite des élections municipales de 2014, Olivier Curel a été réélu maire d'Apt.
Après l'annulation des élections municipales de 2014 par le Conseil d'État, la commune est provisoirement administrée par une commission spéciale de trois fonctionnaires jusqu'au prochain scrutin prévu en octobre 2015,,.
| Période         | Période                     | Identité               | Étiquette    | Qualité |
| --------------- | --------------------------- | ---------------------- | ------------ | --- |
| 1891            | 1902                        | Eugène Reboulin        |              | Industriel, fabricant de fruits confits |
| 1902            | 1904                        | Marcellin Aymard       |              | Notaire |
| 1904            | 1905                        | Eugène Reboulin        |              | Industriel, fabricant de fruits confits |
| 1905            | 1913                        | Marcellin Aymard       |              | Notaire |
| 1913            | 1924                        | Paul Bourdin           |              | Avoué |
| 1924            | 1941 (révoqué par Vichy)    | Eugène Baudouin        |              | Avoué et avocat à Apt |
| 1941            | 1944                        | Antonin Gay            |              | Industriel, fabricant de fruits confits |
| 1944            | 1945                        | Charles Geoffroy       |              | Négociant |
| 1945            | 1947                        | Fernand Bœuf           |              | Employé des Eaux et Forêts |
| 1947            | 1959                        | Maurice Julien         |              | Industriel à Apt |
| 1959            | 1965                        | Fernand Jean           |              | Garagiste à Apt |
| 21 mars 1965    | 21 mars 1971                | Georges Santoni        | UDR          | Pharmacien à l’hôpital d'Apt Député de la 2e circonscription de Vaucluse (1968 → 1973) |
| 1971            | 1977                        | Fernand Jean           |              | Garagiste à Apt |
| mars 1977       | mars 2001                   | Pierre Boyer           | PS           | Médecin rhumatologue Conseiller général du canton d'Apt (1979 → 2015) |
| mars 2001       | 16 janvier 2006 (démission) | Armand Doucende        | RPR puis UMP | Concessionnaire automobile |
| 16 janvier 2006 | 16 mars 2008                | Jean-Louis de Longeaux | UMP          | Colonel de l'armée en retraite |
| 16 mars 2008    | 11 octobre 2015             | Olivier Curel          | PS           | Exploitant agricole |
| 11 octobre 2015 | 20 juillet 2021             | Dominique Santoni (F)  | LR           | Chef d'entreprise Conseillère départementale du canton d'Apt (2015 → ) Vice-présidente du conseil départemental de Vaucluse (2015 → ) Suppléante du député Julien Aubert (2012 → 2017) Présidente du conseil départemental depuis 2021 |
| 20 juillet 2021 | En cours                    | Véronique Arnaud-Deloy | LR           | Professeur d'anglais au lycée d'Apt |

### Politique environnementale
Créé en 1975, le syndicat intercommunal de ramassage et de traitement des ordures ménagères de la région d'Apt (SIRTOM) regroupe au total 39 communes dont trois communautés de communes et onze communes indépendantes et compte 44 861 habitants.
Il gère les déchèteries (Apt, Coustellet, Sault et en 2011 Viens) et la collecte sélective, assure le ramassage et le traitement des ordures ménagères.

### Fiscalité
| Taxe                                                | Part communale | Part intercommunale | Part départementale | Part régionale |
| --------------------------------------------------- | -------------- | ------------------- | ------------------- | -------------- |
| Taxe d'habitation (TH)                              | 17,14 %        | 0,00 %              | 7,55 %              | 0,00 %         |
| Taxe foncière sur les propriétés bâties (TFPB)      | 21,66 %        | 0,00 %              | 10,20 %             | 2,36 %         |
| Taxe foncière sur les propriétés non bâties (TFPNB) | 34,43 %        | 0,00 %              | 28,96 %             | 8,85 %         |
| Taxe professionnelle (TP)                           | 00,00 %        | 24,18 %             | 13,00 %             | 3,84 %         |

La part régionale de la taxe d'habitation n'est pas applicable.
La taxe professionnelle est remplacée en 2010 par la cotisation foncière des entreprises (CFE) portant sur la valeur locative des biens immobiliers et par la contribution sur la valeur ajoutée des entreprises (CVAE) (les deux formant la contribution économique territoriale (CET) qui est un impôt local instauré par la loi de finances pour 2010).

### Jumelages
La ville d'Apt est jumelée avec :
- Bakel (Sénégal) : ville de 12 751 habitants (en 2007) située à proximité des frontières avec la Mauritanie et le Mali. Jumelage signé en 1982 mais initié à la suite de la campagne de solidarité lancée par un jeune Sénégalais du lycée d’Apt, lors de la sécheresse et la famine de 1973[74] ;
- Boussu (Belgique) : ville francophone de 20 192 habitants (en 2008) située en Région wallonne dans la province de Hainaut. Jumelage signé le 4 juillet 1981 entre le maire d'Apt et Robert Urbain, bourgmestre de Boussu et ministre du commerce extérieur du Gouvernement Martens II[75] ;
- Thiene (Italie) : ville de 23 797 habitants (en 2009) située dans la province de Vicence dans la région Vénétie, officialisé le 12 septembre 1992 à la suite d'échanges scolaires entre le lycée d'Apt et le Liceo Corradini de Thiene[76].

## Population et société

### Évolution démographique
La population de la ville d'Apt, dont l'activité économique était déclinante depuis l'arrêt de l'exploitation de l'ocre du fait de l'apparition des colorants synthétiques, a vu sa population stagner jusqu'au milieu du XXe siècle. La dynamique est revenue grâce à l'installation des 2 000 hommes de la Base aérienne 200 Apt-Saint-Christol de lancement des missiles stratégiques du plateau d'Albion et de leurs familles qui habitent la ville d'Apt et les villages environnants. L'économie locale, la vie sociale, le développement des équipements sociaux (écoles, crèches, installations sportives, etc.) et la vie associative se développe fortement et la population passe de 9623 à 12 000 habitants entre 1968 et 1980, soit une augmentation de 50 %.
L'évolution du nombre d'habitants est connue à travers les recensements de la population effectués dans la commune depuis 1793. Pour les communes de plus de 10 000 habitants les recensements ont lieu chaque année à la suite d'une enquête par sondage auprès d'un échantillon d'adresses représentant 8 % de leurs logements, contrairement aux autres communes qui ont un recensement réel tous les cinq ans,.

En 2022, la commune comptait 10 297 habitants, en évolution de −12,07 % par rapport à 2016 (Vaucluse : +1,73 %, France hors Mayotte : +2,11 %).
| 1793  | 1800  | 1806  | 1821  | 1831  | 1836  | 1841  | 1846  | 1851  |
| ----- | ----- | ----- | ----- | ----- | ----- | ----- | ----- | ----- |
| 5 594 | 4 689 | 5 374 | 5 206 | 5 707 | 5 958 | 5 989 | 5 857 | 5 770 |

| 1856  | 1861  | 1866  | 1872  | 1876  | 1881  | 1886  | 1891  | 1896  |
| ----- | ----- | ----- | ----- | ----- | ----- | ----- | ----- | ----- |
| 5 778 | 5 785 | 5 940 | 5 892 | 5 687 | 5 708 | 5 743 | 5 725 | 5 851 |

| 1901  | 1906  | 1911  | 1921  | 1926  | 1931  | 1936  | 1946  | 1954  |
| ----- | ----- | ----- | ----- | ----- | ----- | ----- | ----- | ----- |
| 5 948 | 6 418 | 6 336 | 5 662 | 6 467 | 6 462 | 6 201 | 6 259 | 6 609 |

| 1962  | 1968  | 1975   | 1982   | 1990   | 1999   | 2006   | 2011   | 2016   |
| ----- | ----- | ------ | ------ | ------ | ------ | ------ | ------ | ------ |
| 7 466 | 9 623 | 11 288 | 11 496 | 11 506 | 11 172 | 11 229 | 12 117 | 11 710 |

| 2021   | 2022   | - | - | - | - | - | - | - |
| ------ | ------ | - | - | - | - | - | - | - |
| 10 536 | 10 297 | - | - | - | - | - | - | - |

#### Superficie et population
La ville d'Apt a une superficie de 4 457 ha et une population de 10 536 habitants, ce qui la classe :
| Rang                       | Superficie | Population | Densité |
| -------------------------- | ---------- | ---------- | ------- |
| France                     | 850e       | 1442e      | 3165e   |
| Provence-Alpes-Côte d'Azur | 67e        | 185e       | 139e    |
| Vaucluse                   | 10e        | 19e        | 20e     |
| Arrondissement d'Apt       | 3e         | 8e         | 4e      |
| Canton d'Apt               | 1er        | 1er        | 1er     |

### Vie locale
- Marché traditionnel chaque samedi matin.
- Marché paysan le mardi matin.

### Enseignement

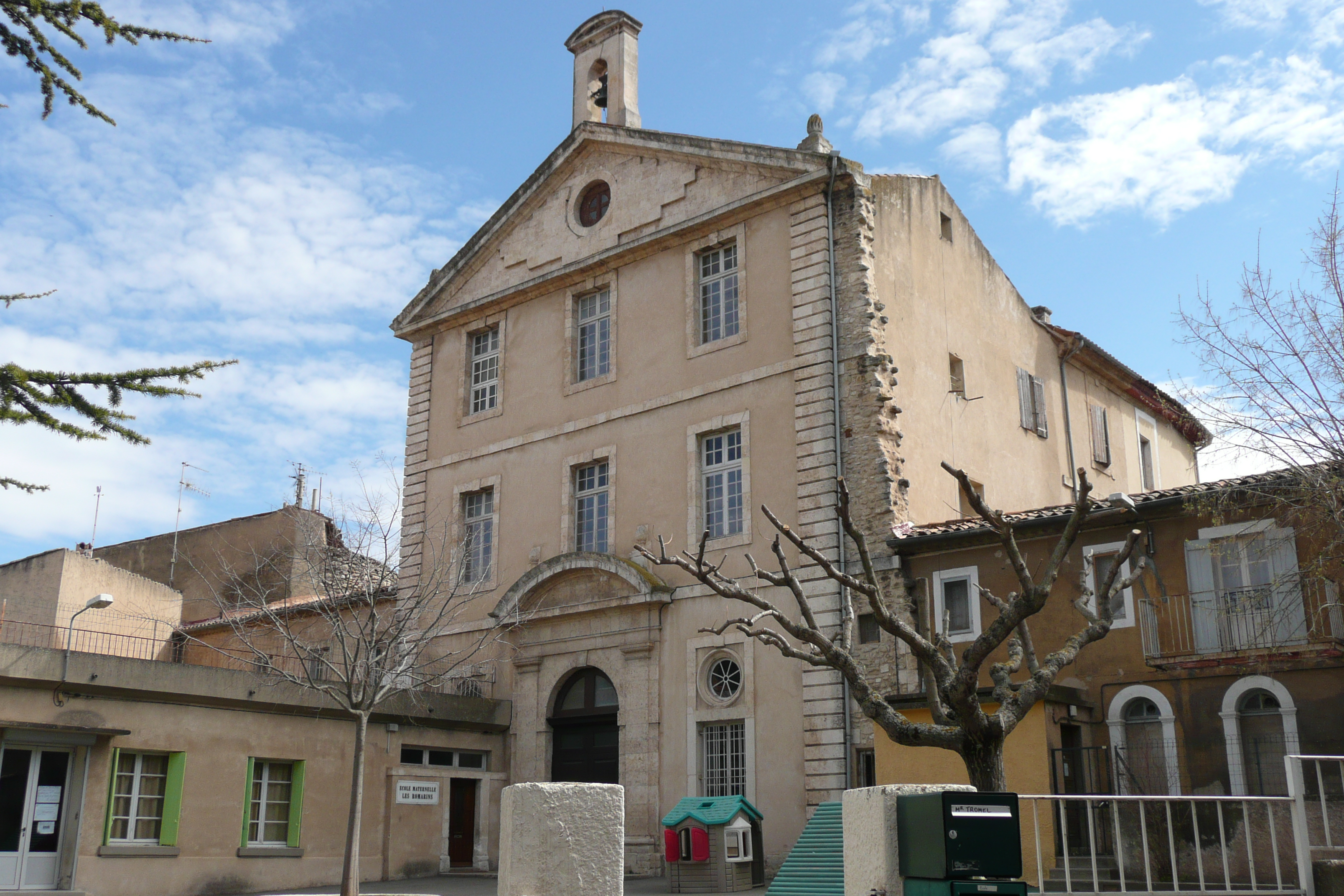
École maternelle les Romarins.

La ville est située dans l'académie d'Aix-Marseille. Elle administre trios écoles maternelles :
La Colline, Les Cordeliers, La Ruche (l'école maternelle Les Romarins étant fermée) et trois écoles élémentaires communales : Henri-Bosco, Jean-Giono et Antoine-de-Saint-Exupéry (l'école Jean-Moulin étant fermée).
Ensuite les élèves sont dirigés vers le collège et le lycée public Charles-de-Gaulle.
La commune dispose aussi de l'école privée du Sacré Cœur et du collège privé Jeanne d'Arc.

### Sports et loisirs

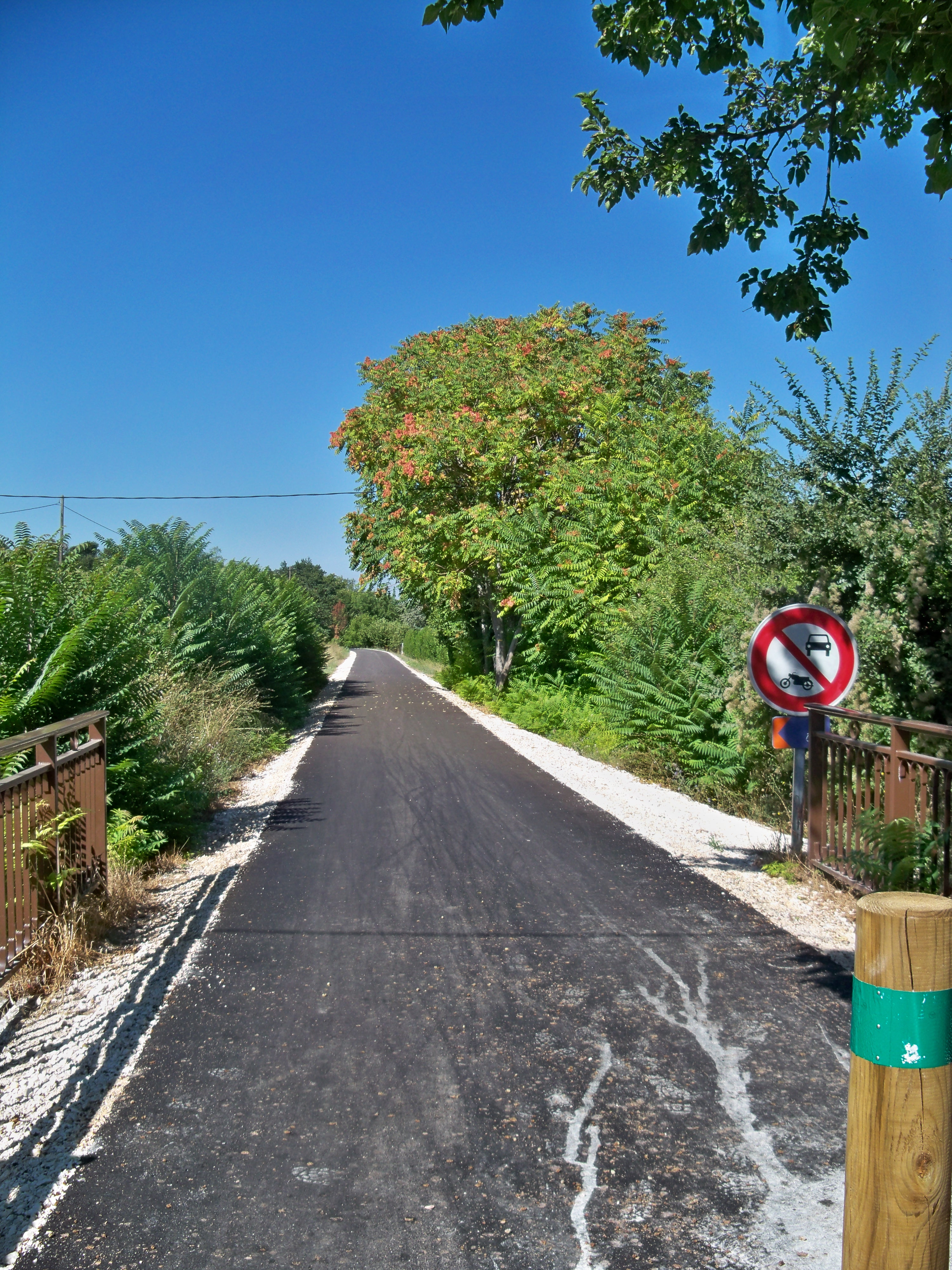
Véloroute, à l'est d'Apt.

- Stades (football, rugby, athlétisme, etc.).
- Tennis.
- Écoles d'équitation.
- Planche à voile sur le plan d'eau d'Apt.
- Chasse, pêche.
- Piste cyclable : véloroute du Calavon.
- Randonnées (GR 9).
- Paintball.
- MJC (Maison des Jeunes et de la Culture).
- Tir sportif à proximité du centre aéré d'Apt.
- Centre aéré d'Apt.

### Santé
Le centre hospitalier du Pays d'Apt a une capacité totale de 196 lits & places qui se répartissent de la manière suivante :
- médecine : 39
- chirurgie : 20
- gynéco-obstétrique : 10
- psychiatrie : 4
- moyen séjour : 24
- long séjour : 65
- hébergement : 34

La maison de retraite Les Lavandins sur les hauteurs d'Apt a une capacité de 34 lits.
Le nouveau député de la cinquième circonscription de Vaucluse, Julien Aubert milite pour la création d'un label hôpital de montagne pour le centre hospitalier d'Apt.

### Cultes
- Culte catholique chrétien, églises et cimetière[87].
- Temple protestant[88],[89].
- Église chrétienne évangélique (FECE)[90].
- Église protestante unie de France - Apt - Chapelle jeanne d'Arc, rue Louis Rousset[91].
- Église Protestante évangélique du Pays d’Apt (église évangélique indépendante), l'Oustalet cité St Michel[92].
- Mosquées à Apt[93].

## Économie

### Revenus de la population et fiscalité des ménages
En 2010, le revenu fiscal médian par ménage était de 21 796 €, ce qui plaçait Apt au 28 234e rang parmi les 31 525 communes de plus de 39 ménages en métropole.
En 2013, seulement 44,2 % des ménages de la commune sont imposables. En 2019, le taux de pauvreté atteint presque 27 %, contre 14,6 % pour la moyenne nationale, et plus d'un quart de la population vit au sein d'un vaste quartier prioritaire regroupant le centre ancien et la cité Saint-Michel, où le taux de pauvreté monte à 48 %.
L'économie est basée en grande partie sur l'industrie (Deltaplus, Kerry, Blachère...) mais également sur le tourisme qui joue un rôle moteur en termes de demande de politique culturelle et environnementale.

### Population active
La population âgée de 15 à 64 ans s'élevait en 2007 à 6 718 personnes (6 844 en 1999), parmi lesquelles on comptait 67,3 % d'actifs dont 54,9 % ayant un emploi et 12,3 % de chômeurs (contre 12,5 % en 1999). En 2007, 69,6 % des actifs ayant un emploi et résidant dans la commune travaillaient à Apt, 25,0 % dans une autre commune du département de Vaucluse, 4,4 % dans un autre département et 0,7 % dans une autre région.
La répartition par catégories socioprofessionnelles de la population active d'Apt fait apparaître une sous-représentation des « Agriculteurs » et « Professions intermédiaires » et une sur-représentation des « Ouvriers » et des « employés » par rapport à la moyenne de la France métropolitaine.
Répartition de la population active par catégories socioprofessionnelles (recensement de 2007)
|                             | Agriculteurs | Artisans, commerçants, chefs d'entreprise | Cadres, professions intellectuelles | Professions intermédiaires | Employés | Ouvriers |
| --------------------------- | ------------ | ----------------------------------------- | ----------------------------------- | -------------------------- | -------- | -------- |
| Apt                         | 1,0 %        | 10,4 %                                    | 12,0 %                              | 20,1 %                     | 30,9 %   | 25,7 %   |
| Moyenne nationale           | 2,1 %        | 5,9 %                                     | 15,8 %                              | 24,8 %                     | 28,5 %   | 22,9 %   |
| Sources des données : Insee |              |                                           |                                     |                            |          |          |

### Emploi
En 2007, on comptait 5 824 emplois dans la commune, contre 5 120 en 1999. Le nombre d'actifs ayant un emploi résidant dans la commune étant de 3 723, l'indicateur de concentration d'emploi est de 156,4 % (contre 142,5 % en 1999), ce qui signifie que la commune offre 50 % d'emploi de plus que d'Aptésiens actifs.
La répartition par secteurs d'activité des emplois à Pertuis fait apparaître l'importance des secteurs du commerce, des transports et des services. L'emploi tertiaire ne représente que 70 % du total des emplois à Apt, contre plus de 75 % en France métropolitaine.
Malgré la fermeture de la Base aérienne 200 Apt-Saint-Christol et le départ de l'Armée de l'air, la commune continue de bénéficier des retombées par l'arrivée des 1 000 hommes du 2e régiment étranger de génie de la Légion étrangère, de leurs familles, et depuis 2003, de l'installation d'une station d'écoute de la DGSE.
Répartition des emplois par domaines d'activité (recensement de 2007)
|                             | Agriculture | Industrie | Construction | Commerce, transports, services divers | Administration publique, enseignement, santé, action sociale |
| --------------------------- | ----------- | --------- | ------------ | ------------------------------------- | ------------------------------------------------------------ |
| Apt                         | 1,8 %       | 18,4 %    | 8,1 %        | 38,8 %                                | 32,9 %                                                       |
| Moyenne nationale           | 3,1 %       | 14,8 %    | 6,8 %        | 45,1 %                                | 30,3 %                                                       |
| Sources des données : Insee |             |           |              |                                       |                                                              |

### Ressources et productions
Mise en place d'un programme FISAC en partenariat avec la CCI de Vaucluse courant 2010.

#### Agriculture

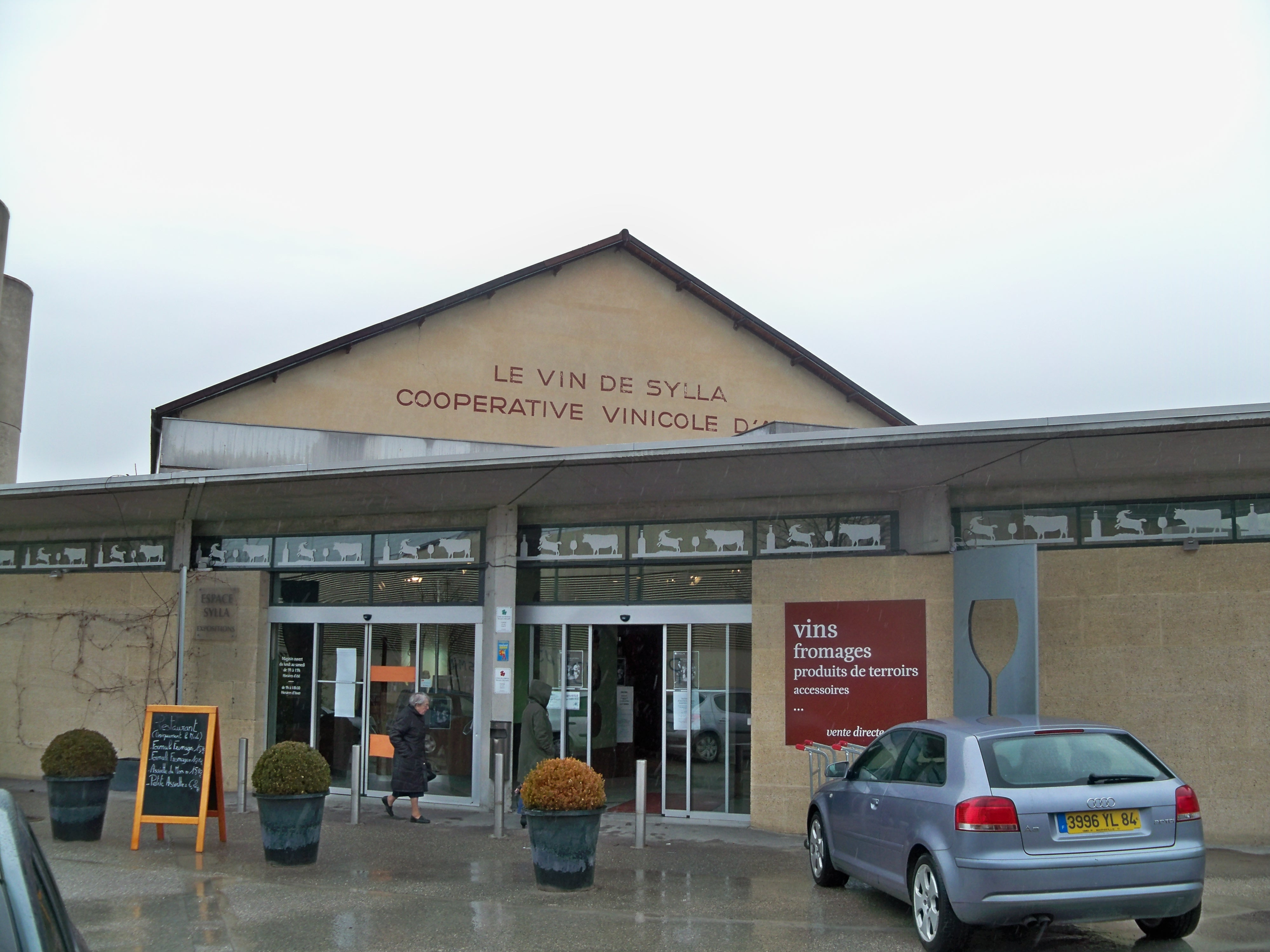
Cave des vins de Sylla à Apt avec
une capacité de production de plus de 100000 hectolitres.

Au XVIIe siècle, Joseph-François de Rémerville, dans son Histoire de la ville d'Apt appelle son terroir « une fontaine de vin et d'huile » (vini et olei ubera).
- Plantes à parfum : lavandin, sauge sclarée,
- Filière de chanvre textile (développement en cours).

##### Viticulture
Aujourd'hui, la commune produit des vins AOC Ventoux et Luberon. Les vins qui ne sont pas en appellation d'origine contrôlée peuvent revendiquer, après agrément, le label Vin de pays d'Aigues.
- Coopérative vinicole « Les Vins de Sylla »[99].

##### Huile d'olive

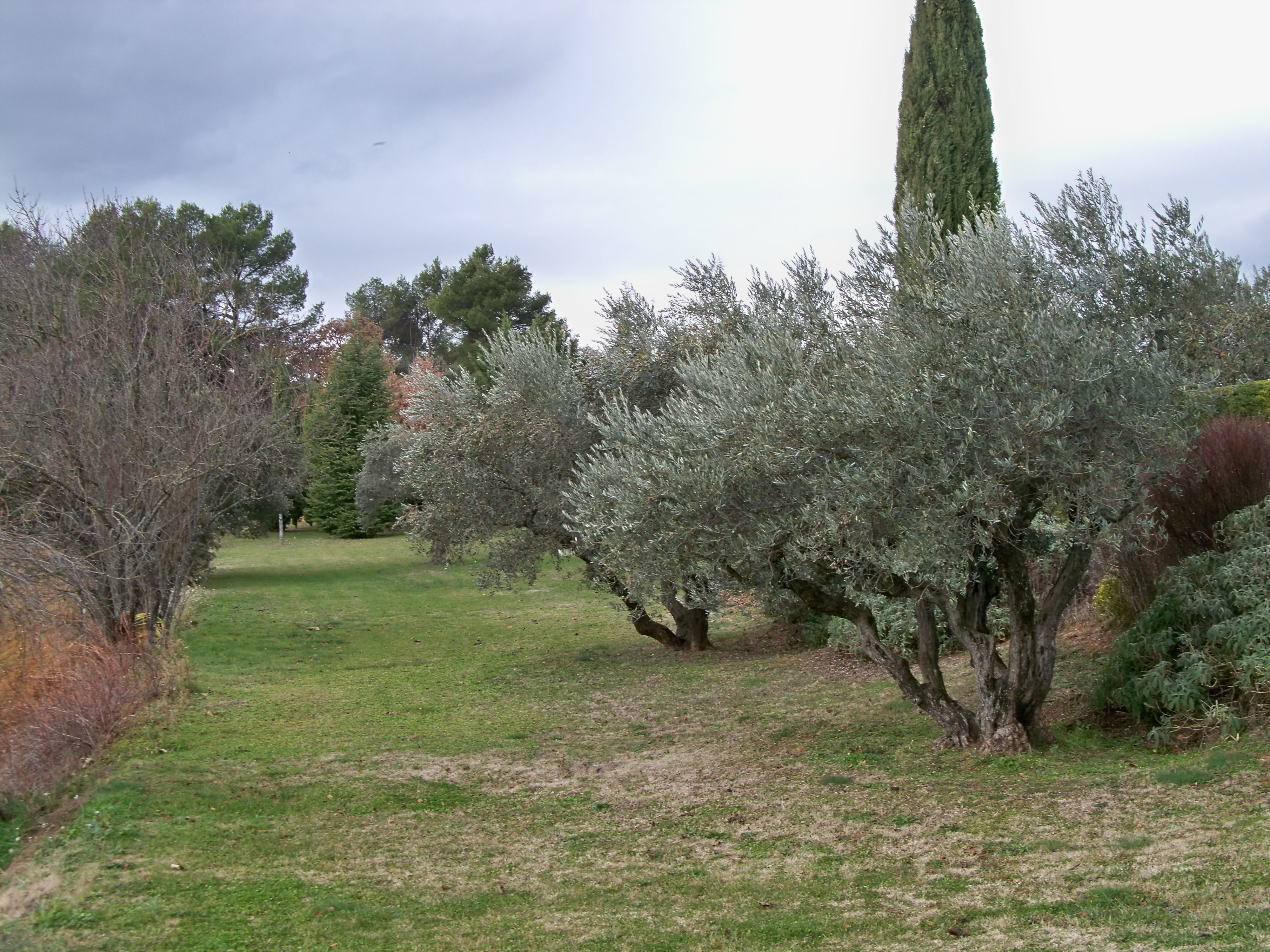
Oliviers au quartier de Roquefure.

L'huile d'olive de Provence est protégée par une appellation d'origine contrôlée (AOC) à la suite d'une enquête diligentée par l'INAO, dont les conclusions ont été déposées auprès de la commission le 26 octobre 2006, réunie à Arles, et la signature du décret parut au Journal officiel le 14 mars 2007.
Pour pouvoir postuler à l'AOC, l'huile d'olive de Provence doit être élaborée à base des variétés aglandau, bouteillan, cayon, salonenque ainsi que celles dénommées localement brun, cayet, petit ribier et belgentiéroise. Il faut au moins deux de ces variétés principales présentes au sein de l'oliveraie,.
Dans la commune d'Apt, quelques oliveraies répondent à ces critères.

##### Blé meunier d'Apt

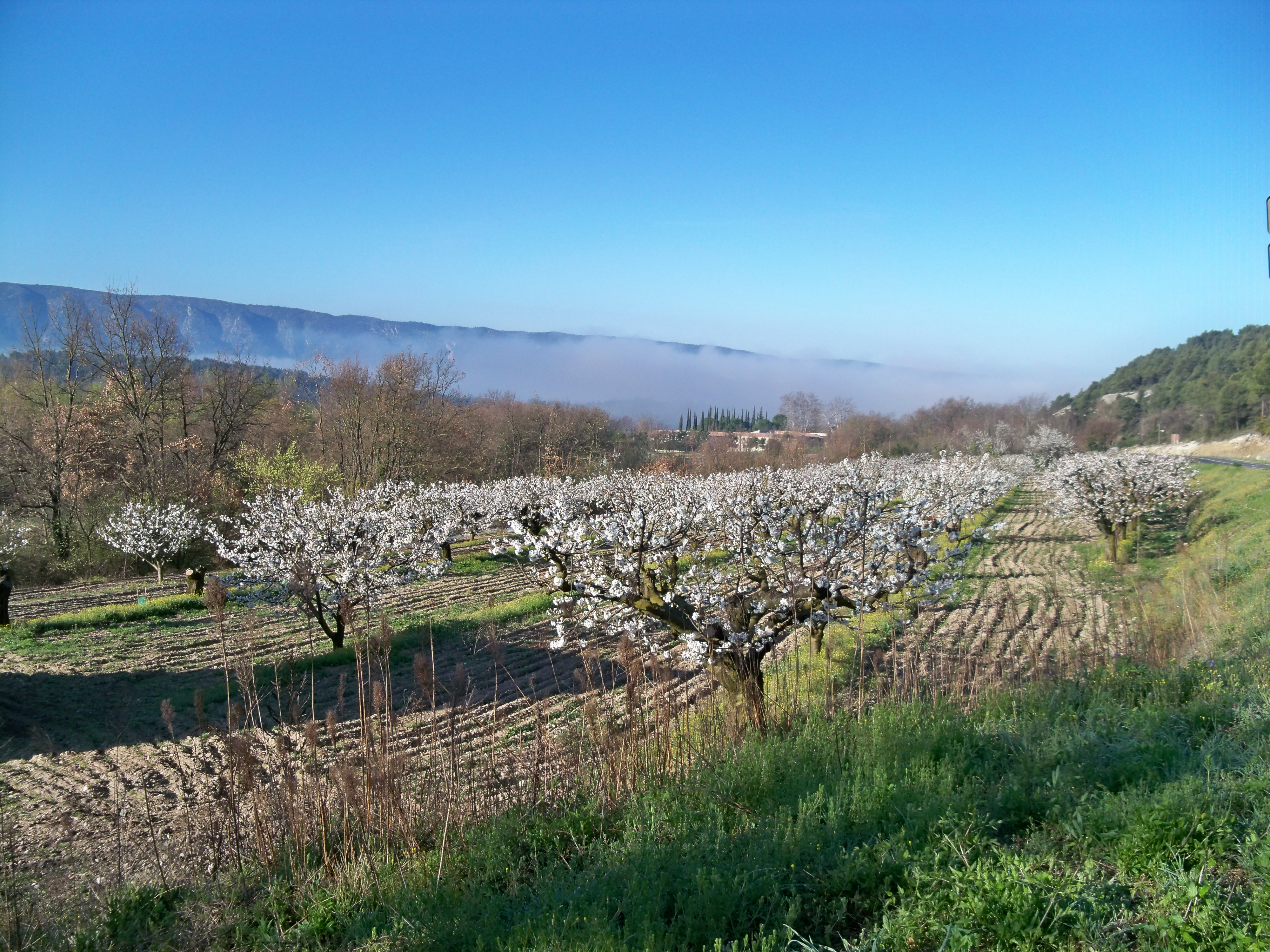
Cerisiers et vignes en pays d'Apt.

Le blé meunier d'Apt est une variété de blé tendre, dite aussi touselle blanche de Pertuis (datant de la fin du XVIe siècle ou début XVIIe siècle), qui a été retrouvée et identifiée, en 1985, chez un agriculteur retraité de Buoux, par les techniciens du parc naturel régional du Luberon qui la firent immédiatement multiplier. Ce blé était considéré au début du XIXe siècle comme « une espèce de première valeur alimentaire » pour les pâtisseries et en particulier les pompes à l'huile.

##### Cerises
À Apt sont cultivées des cerises ayant l'Indication géographique protégée : cerises du Ventoux, à savoir que la cerise des coteaux du Ventoux se caractérise par sa production dans la zone des coteaux du Ventoux, par sa cueillette à maturité optimale et par son calibre moyen minimum garanti à 24 mm.

##### Fruits confits

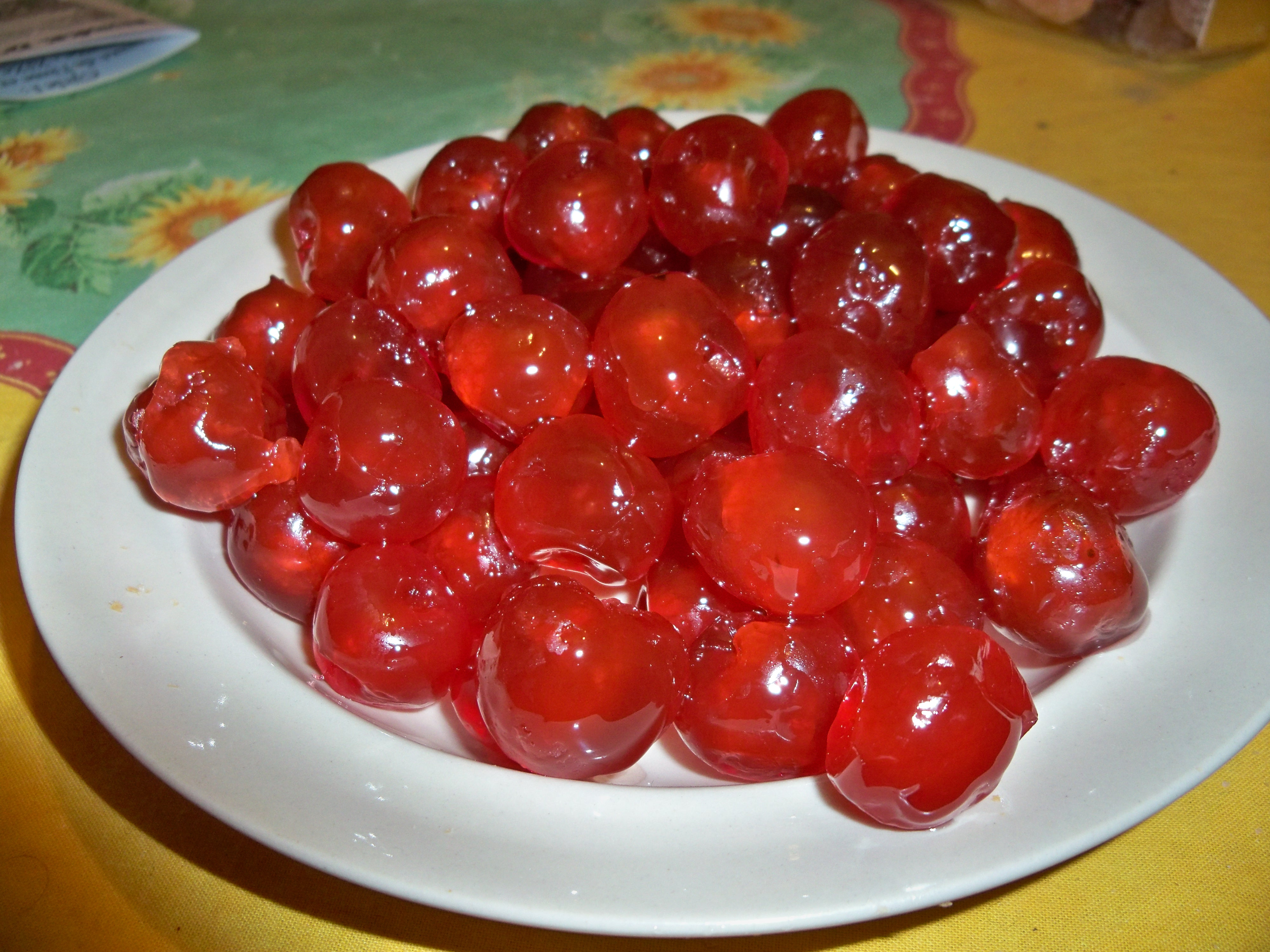
Cerises confites d'Apt.

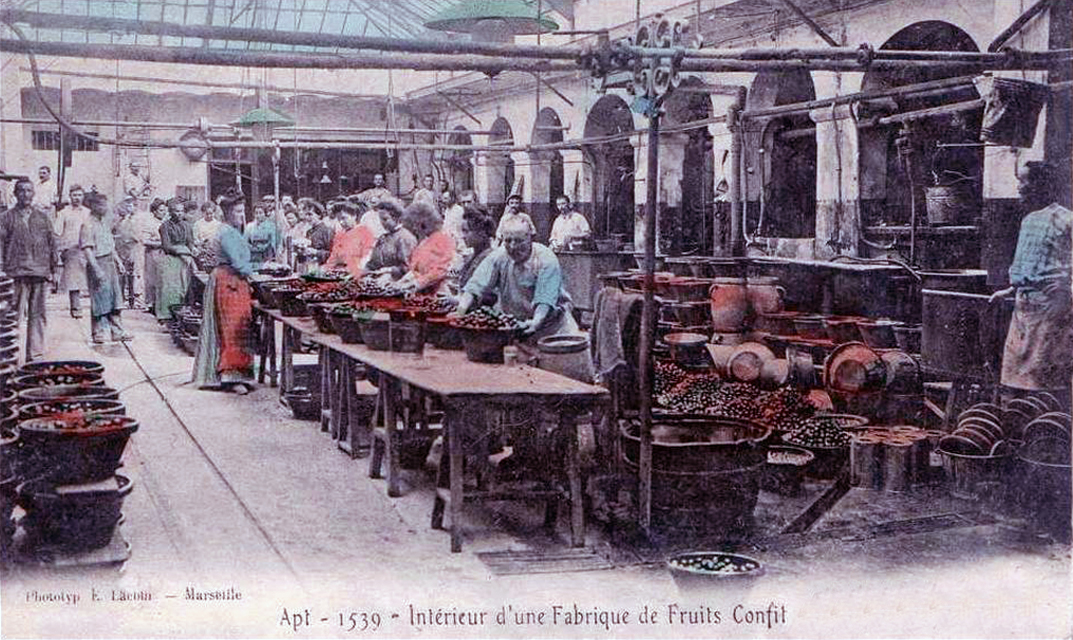
Stockage en toupins de terre cuite des cerises confites en 1904.

La conservation par confit apparaît en Provence au Moyen Âge. Au XIVe siècle, les Aptésiens fournissent la cour papale d'Avignon. 
Au XIXe siècle, les artisans confisent bigarreaux, abricots, poires, figues, prunes, chinois, mandarines, melons, angélique, violettes, pétales de rose, noix… 
Vers 1830, le succès incite les plus entreprenants à passer au stade industriel : la première usine à vapeur est créée en 1864. 
Aujourd'hui, les usines produisent annuellement 15 000 tonnes de fruits confits et autant de préparations pour produits laitiers frais (yaourts aux fruits…).

#### Mines et carrières

##### Soufre et gypse

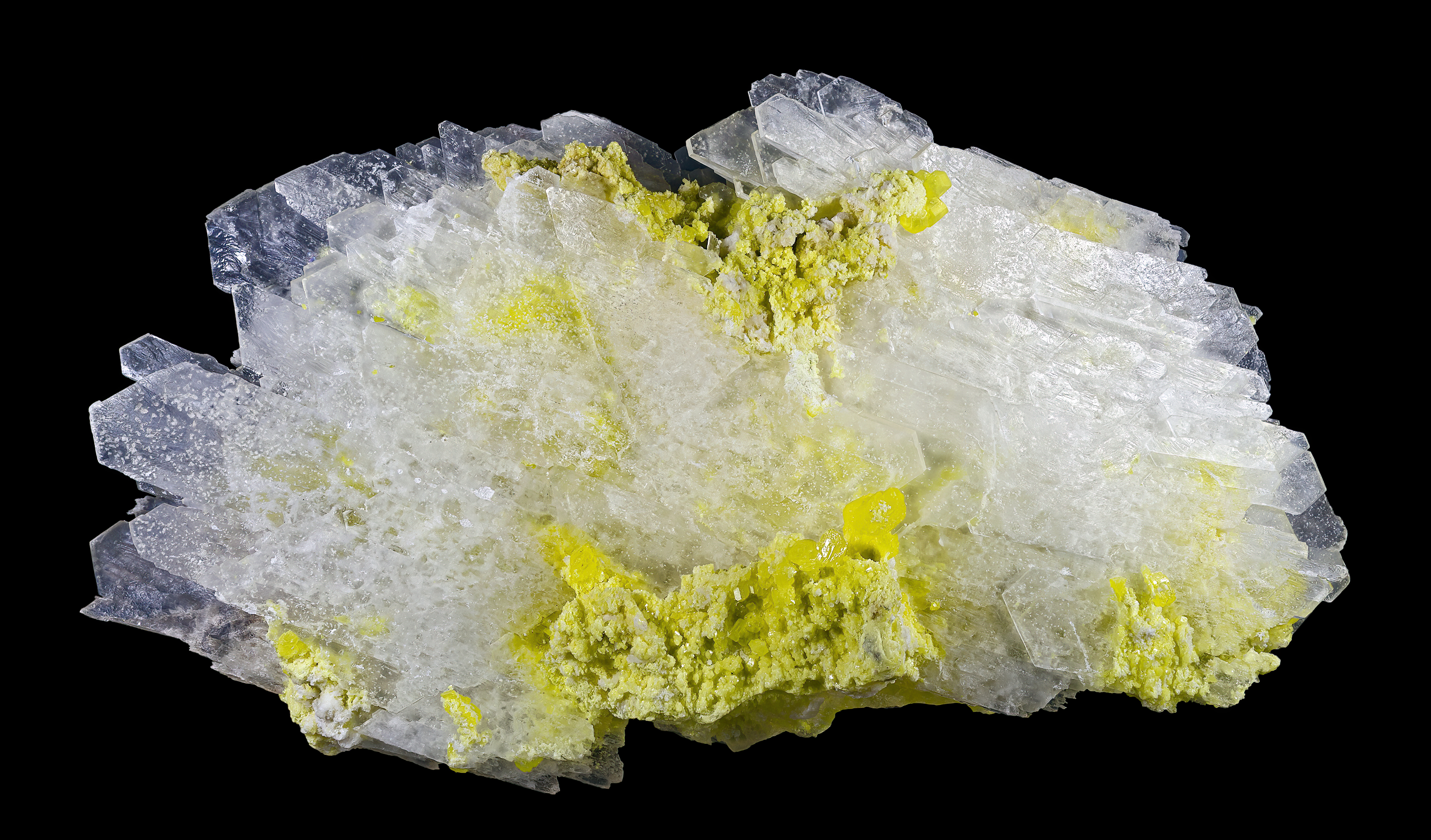
Soufre et gypse.

L'ancienne mine de soufre des Tapets se situe sur la partie septentrionale du synclinal oligocène d'Apt. Elle fournissait un soufre natif logé dans des roches évaporites, principalement des bancs de gypse. En 1890, la mine produisait 6 400 tonneaux, en 1913 sa production chuta à 530 tx pour remonter ensuite à 823 tx en 1936.
Fermée, car devenue non rentable, elle rouvrit provisoirement au cours de la Seconde Guerre mondiale pour fournir du sulfate de cuivre à la viticulture. Actuellement, il n'en reste plus aucune trace visible.

##### Calcaire
- Exploitation de calcaire de Claparède (imitation de marbre et chaux hydraulique).

##### Ocre et argile

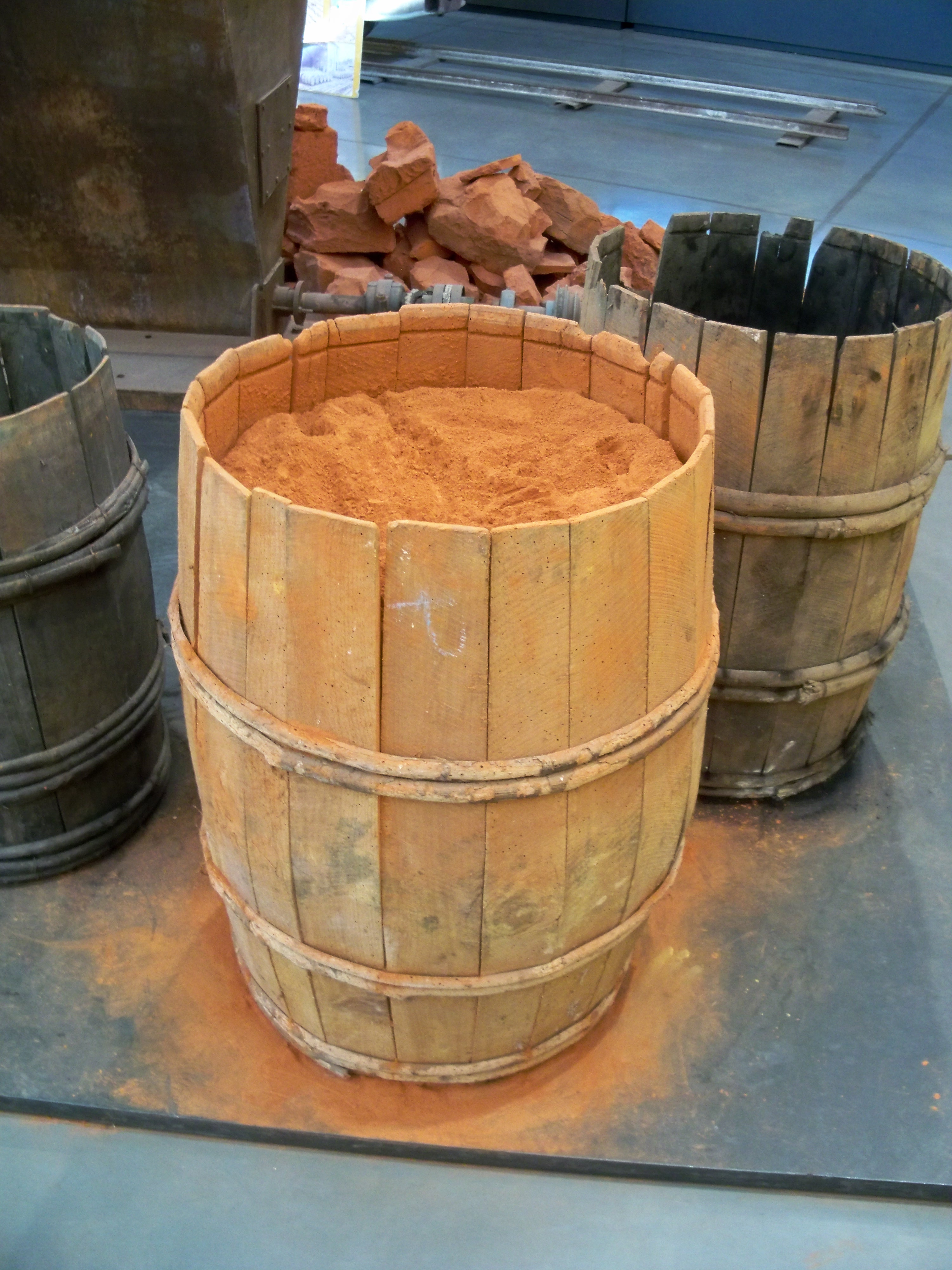
Tonneau d'ocre rouge d'Apt.

Actuellement, la société des ocres de France est la dernière exploitation active en Europe, elle possède un site d'extraction à ciel ouvert aux Devens Longs de Gargas et son usine de retraitement des Beaumes est à Apt.
L'ocre est une argile pure (kaolinite) qui contient un oxyhydroxyde de fer qui la colore, la goethite. Son exploitation en pays d'Apt remonte à l'Antiquité. Les trois bassins d'extraction se jouxtent, Roussillon, Gargas et Apt.

#### Faïence d'Apt
Le pays d'Apt est l'héritier d'une longue tradition potière due à la qualité de ses argiles et terres d'ocre. Le premier four à faïencerie fut allumé par César Moulin en 1728 au Castellet lorsque Louis XIV demanda à sa noblesse de sacrifier sa vaisselle d'argent pour soutenir son effort de guerre. Le duc de Brancas, seigneur du lieu, fit mouler son argenterie et encouragea sa reproduction en faïence.
La faïencerie du Castellet s'installa ensuite à Apt et ses productions originales furent dès lors connues et commercialisées sous le nom de faïence fine d'Apt. Elle se distinguait de ses concurrents par la « marbrure aptésienne » et atteignit son apogée au XVIIIe siècle. Au début du XIXe siècle, treize faïenceries employaient près de 200 artisans faïenciers et exportaient dans toute l'Europe.
La faïencerie aptésienne prit une nouvelle ampleur avec Léon Sagy, maître faïencier, qui découvrit le secret de la terre flammée. Au XXIe siècle, des artisans perpétuent toujours cette activité traditionnelle,.

#### Entreprises d'ampleur internationale
- Société des ocres de France, dont l'usine créée en 1901 Installation classée pour la protection de l'environnement (ICPE) a reçu en janvier 2016, le Label Entreprise du patrimoine vivant (EPV)[111],[112].
- Delta Plus Group : Principal employeur de la ville, la société Delta Plus Group est le leader français de la distribution d'équipements de protection individuelle (EPI). L'entreprise fondée en 1977 emploie aujourd'hui[Quand ?] 4 000 personnes dans le monde entier.
- Blachère Illumination[113] : Entreprise d'illumination, créée en 1973 et intervenant avec ses 20 filiales à l'échelle mondiale dans 150 pays. Elle est notamment connue pour avoir éclairé la tour Eiffel pour le passage à l'an 2000.
- Eurosilicone[114] : Fabrication d'implants chirurgicaux.
- Kerry Aptunion France est l'un des principaux leaders dans la production d'ingrédients fonctionnels à base de fruits pour les applications de la boulangerie, biscuiterie, pâtisserie, confiserie, des céréales, du snacking et des glaces[115].

## Culture et patrimoine

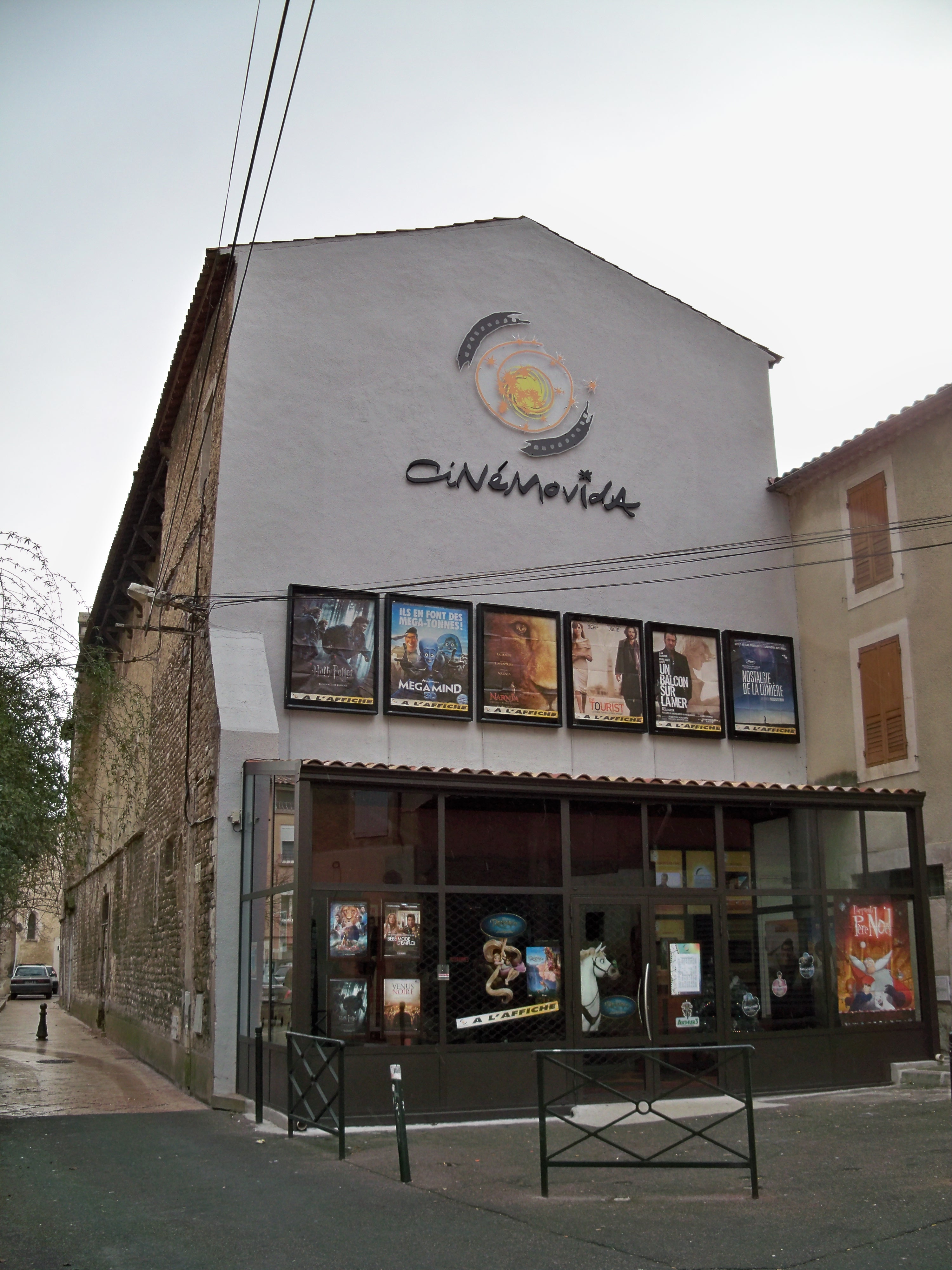
Cinéma Le César.

### Art et culture
- Un cinéma de trois salles : Le César (programmation grand public et art et essai).
- Le Vélo Théâtre est une compagnie parmi les précurseurs du théâtre d'objets en France. Elle anime un lieu consacré aux résidences de création et aux représentations de spectacles durant toute l'année et organise le festival Greli Grelo la dernière semaine des vacances d'hiver : programme consacré aux familles[116].
- Luberon Jazz Festival au printemps.
- Les Tréteaux de Nuit : festival de musique et d'humour en juillet.
- Cycle d'exposition d'art contemporain, à l'Atelier, lieu d'art visuel.
- Médiathèque municipale la Halle aux Grains[117].
- Festival des cinémas d'Afrique du Pays d'Apt[118].
- Fête foraine avec corso fleuri pour Pentecôte.
- Parc naturel régional du Luberon.
- Capitale du fruit confit et de l'ocre.
- Conservatoire de musique du pays d'Apt.

#### Films tournés à Apt

##### Cinéma
- 1967 : Mouchette de Robert Bresson
- 1977 : Le Pays bleu de Jean-Charles Tacchella
- 1995 : Gazon maudit de Josiane Balasko

##### Télévision
- 2006 : Gaspard le bandit, téléfilm de Benoît Jacquot

### Lieux et monuments

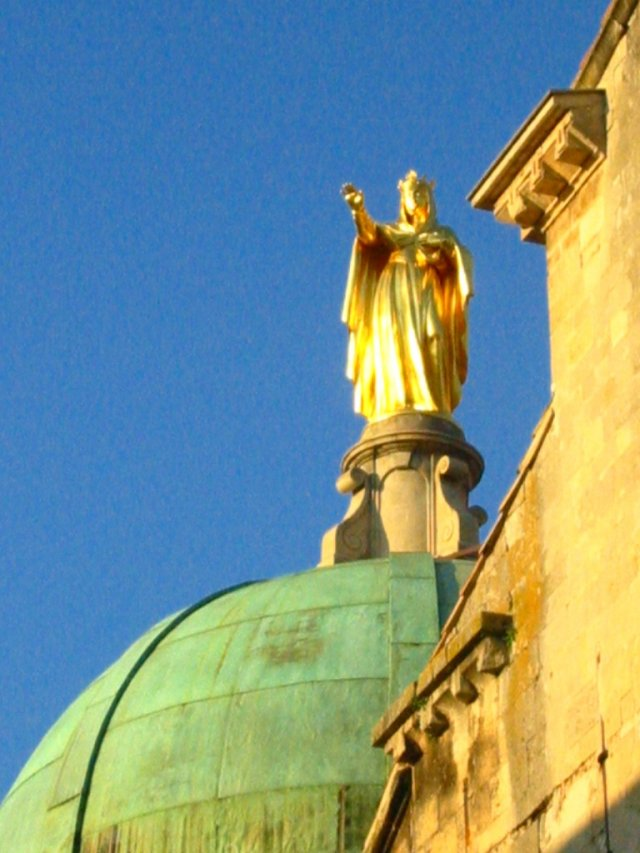
Dôme de la cathédrale Sainte-Anne.

Le cœur de la ville est ancien avec plusieurs rues pittoresques (comme la rue des Marchands)
et passages sous voûtes.
- La cathédrale Sainte-Anne, place de la Cathédrale[119], classée aux monuments historiques[120],[121] :
  - Nef et clocher romans (du XIIe siècle) ;
  - Cryptes : la crypte inférieure est la plus ancienne, la crypte supérieure contient des reliques[122],[123], et un autel du Ve siècle ;
  - Nef centrale : XVIe et XVIIe siècles ;
  - Trésor de la cathédrale comprenant outre le voile de sainte Anne (un étendard arabe)[124], reliques et châsse limousine, orfèvrerie sacrée, objets de culte et ornements, manuscrits[125], collection de coiffes de mariage ;
  - Cloches[126],[127] ;
  - Orgue de tribune de Charles Boisselin[128],[129],[130],[131].
- Ancien évêché.
- Chapelle du Séminaire (asile).
- Chapelle Sainte-Catherine, rue Scudéry, avec sa façade du XVIIe siècle et sa fontaine[132].
- Ancien couvent des Carmes, place Ripert de Monclar, inscrit aux monuments historiques depuis 2011[133].
- Hôtel d'Albertas.
- Palais épiscopal d'Apt, actuellement le siège de la sous-préfecture.
- Chapelle des Récollets d'Apt, rue Louis Rousset.
- Chapelle Notre-Dame de la Garde, chemin François Marini.
- Chapelle Saint-Massian, chemin René Char.
- Chapelle de la Santonne, chemin de la Santonne.
- Chapelle Saint-Michel d'Apt, rue Saint-Lazare (église protestante évangélique).
- Temple réformé, cours Lauze de Perret (chapelle du collège Jeanne d'Arc).

#### Porte de Saignon et tour de l'Hôpital
Ce sont les seuls vestiges des anciennes fortifications de la cité julienne. Par décision du conseil de ville, datée du 13 avril 1336, les ruines de la cathédrale paléochrétienne furent démantelées pour en « employer les pierres à la construction de nouvelles tours » renforçant les remparts.
Apt était une ville-close, c’est-à-dire une cité fortifiée derrière ses remparts pour se mettre à l’abri des « pilleries, roberies, larcins et autres maléfices faits par le temps de guerre ». La cité était protégée par ses vingt-sept tours qui abritaient chacune une compagnie de huit arbalétriers, soit un total de deux cent seize hommes de traits.
La cité était à la fois protégée par son enceinte et par les deux bras du Calavon qui l'encerclait.

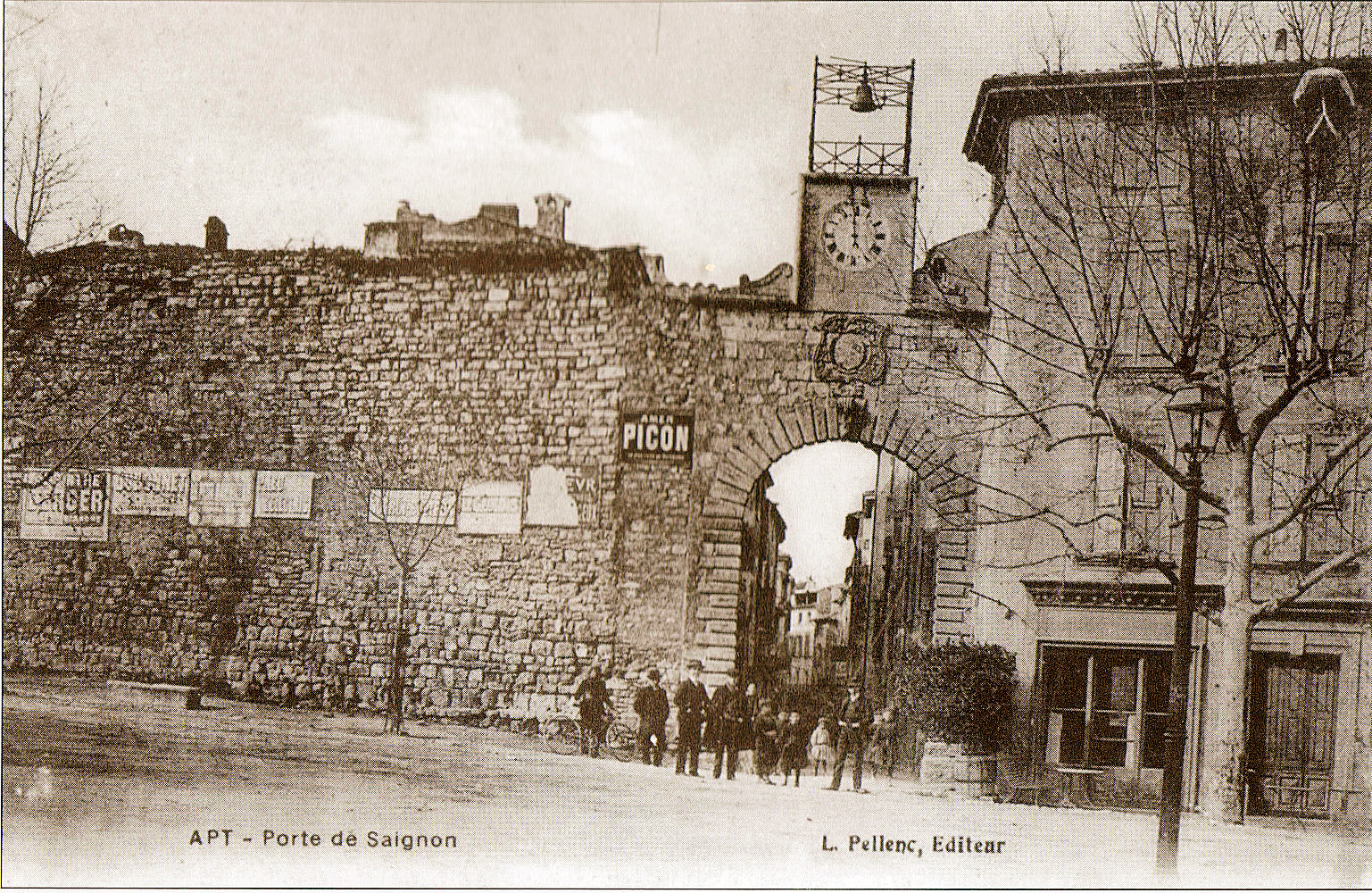
Porte de Saignon et vestiges des remparts à la fin du XIXe siècle.

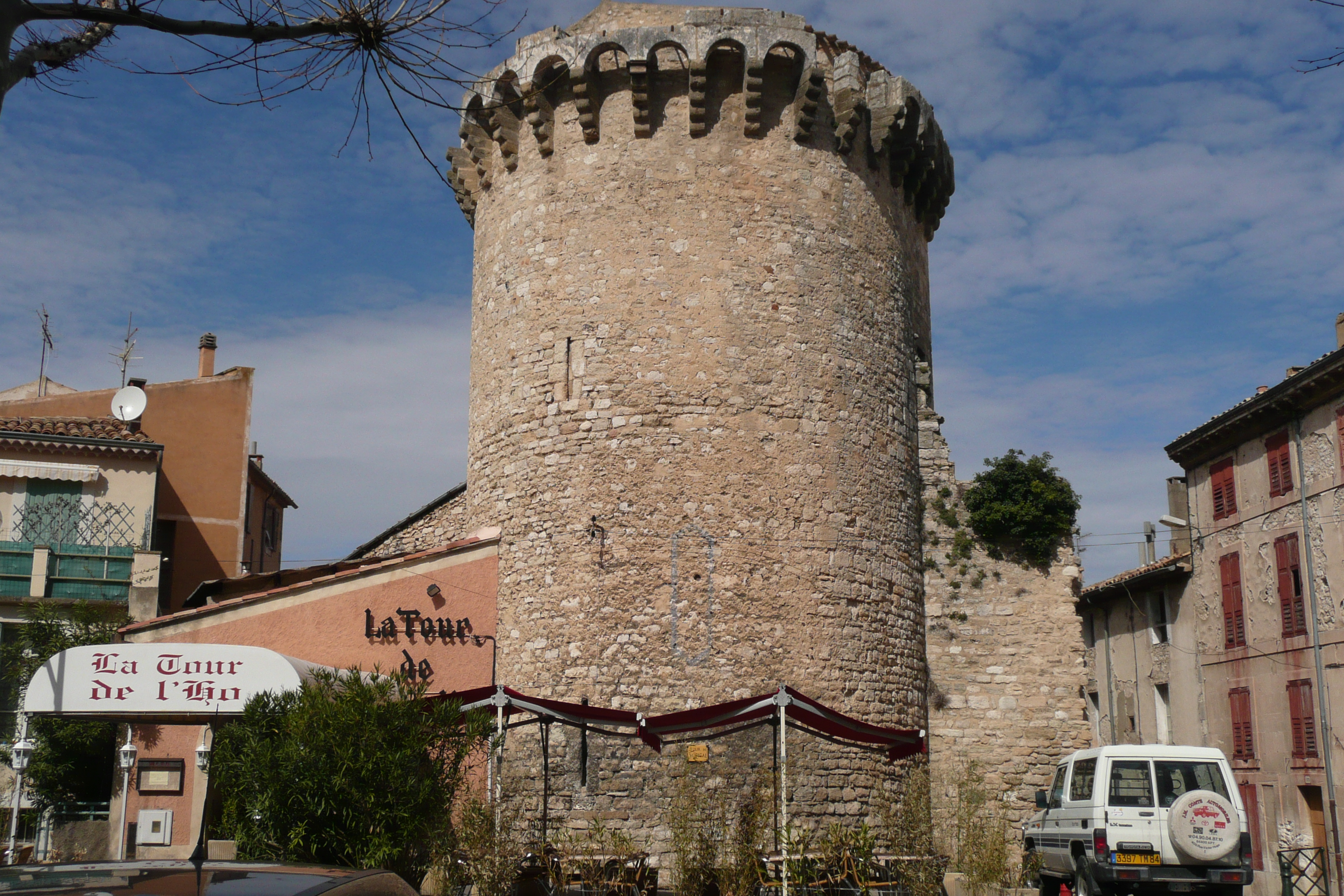
La tour de l'Hôpital.

Des remparts du XIVe siècle, seule a subsisté une tour ronde, dite « Tour de l'Hôpital ». Sans doute endommagée, elle fut à nouveau adjugée à prix-fait le 3 novembre 1376. Les murs devaient avoir deux mètres vingt-cinq d’épaisseur aux fondations et deux mètres au-dessus de la terre. Couronnée de merlons, de créneaux et de mâchicoulis, la tour protégeait des remparts de deux mètres d’épaisseur. Elle était défendue par trois arbalétriers au rez-de-chaussée et par cinq au premier étage. Ce qu'il reste des remparts d'Apt est inscrit au titre des monuments historiques, depuis 1927.
La porte de Saignon était l’une des six portes d’Apt et donnait accès à la partie est de la ville. Construite en petit appareil au cours du XIVe siècle, elle avait remplacé une porte antérieure du XIIe siècle. Elle s’ouvrait sur l’actuelle rue Saint-Pierre nommée alors rue des Briard (Carriera Biodorum) du nom d’une famille de Gargas qui y possédait un four à pain inscrit monument historique.
Le Portalet, autre porte de la ville, s’ouvrait en face de la passerelle piétonne enjambant de nos jours le Calavon.

#### Le Cours

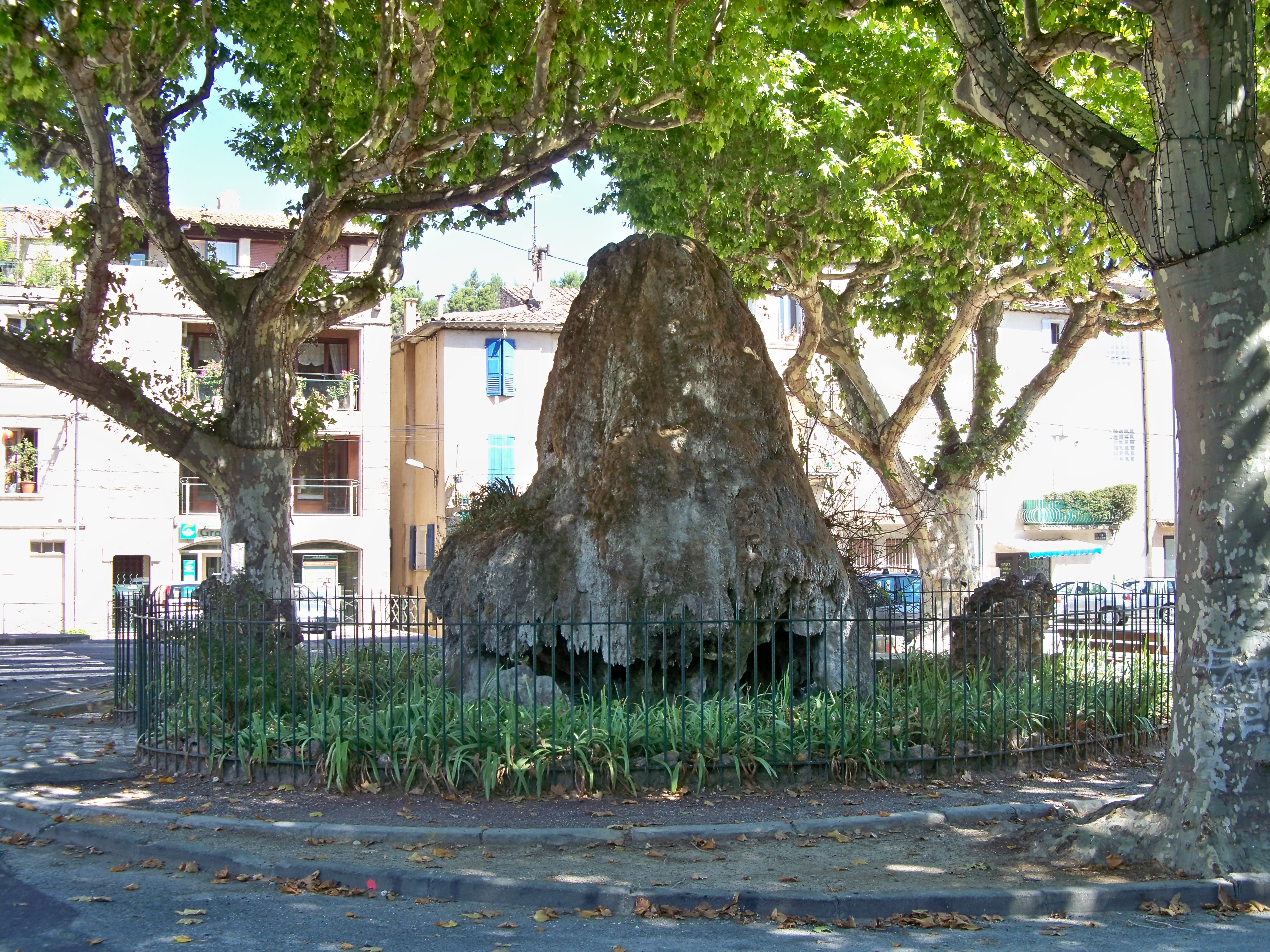
La fontaine de l'Éléphant.

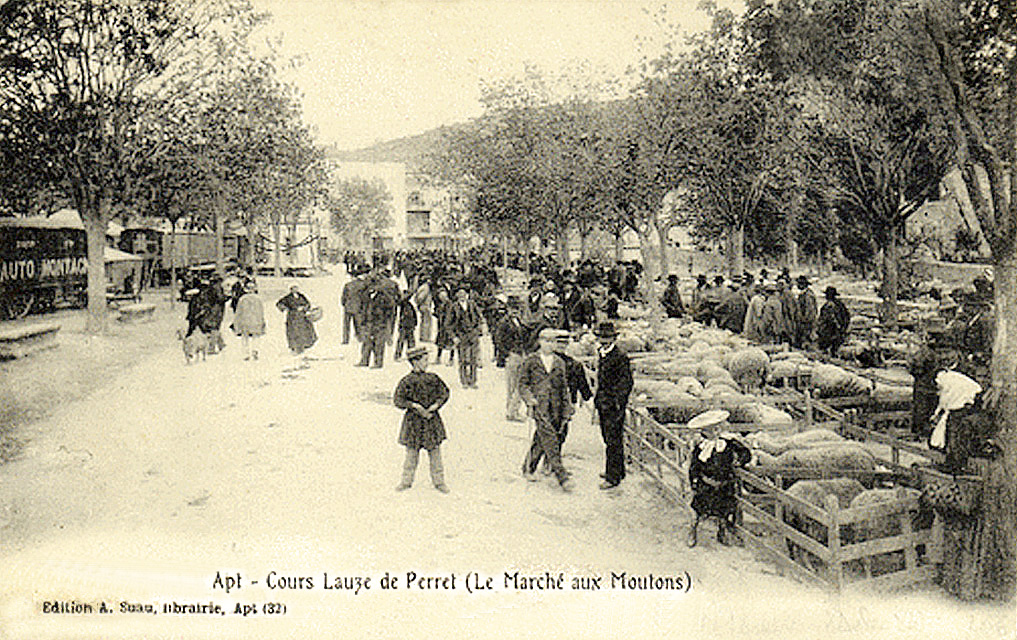
Marché aux ovins au début du XXe siècle.

Le célèbre cours fut créé en 1535, il prit la place des prés du Clos qui jouxtaient les remparts et la Porte de Saignon. Longtemps terrain de jeu exclusif des pétanqueurs et de toute la gens bouliste, il est actuellement transformé en parking dans sa partie septentrionale. Sa partie méridionale est ornée d'une fontaine monumentale baptisée Fontaine de l'Éléphant. Ce fut au XIXe siècle qu'il prit le nom de cours Lauze-de-Perret.

#### Jardin public
Créé puis aménagé au début du XIXe siècle, il possède des essences rares provenant du parc du château des Tourettes plantées sur ordre du dernier et 75e évêque d'Apt Laurent Éon de Cély (1778-1801).

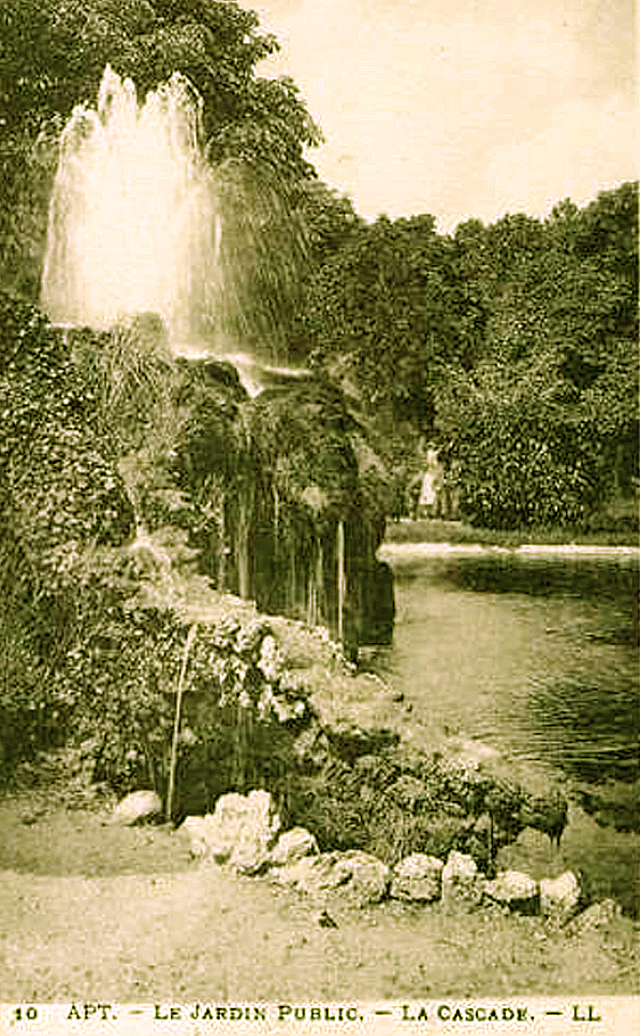
Cascade (XXe siècle).
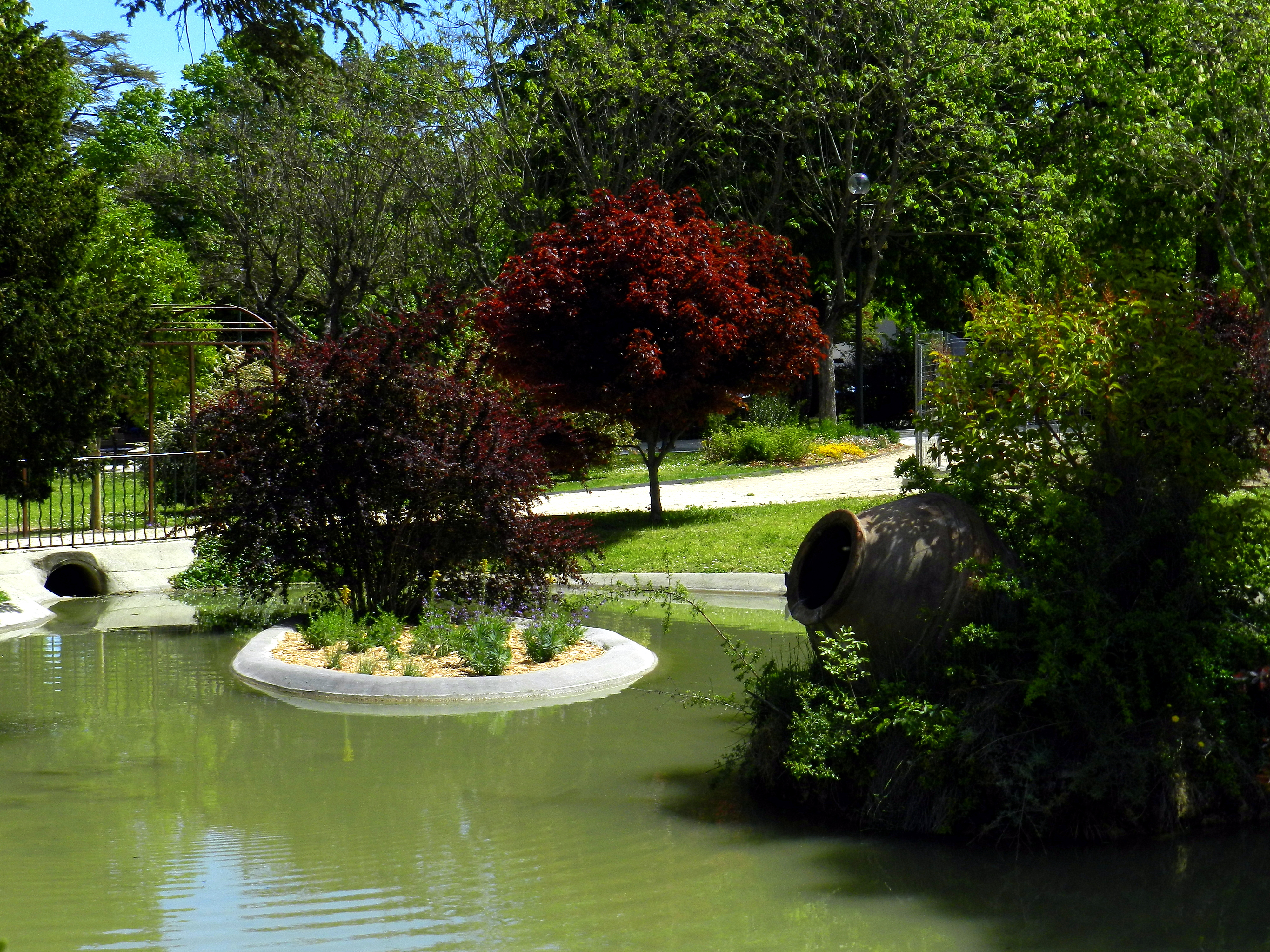
Bassin du jardin public.

#### Monuments commémoratifs
- Monument aux Morts[137],[138].
- Monuments aux résistants[139].
- Emplacement de la maison de Delphine de Sabran.

#### Musées
- Musée d'Histoire et d'Archéologie du Pays d'Apt fondé en 1952[140] : le musée présente l'histoire de la ville et du pays d'Apt du Ier siècle à nos jours. Le bâtiment s'élève sur les vestiges du théâtre gallo-romain. Il comprend des salles gallo-romaines, la salle des ex-voto, celle de l'hôpital[141].

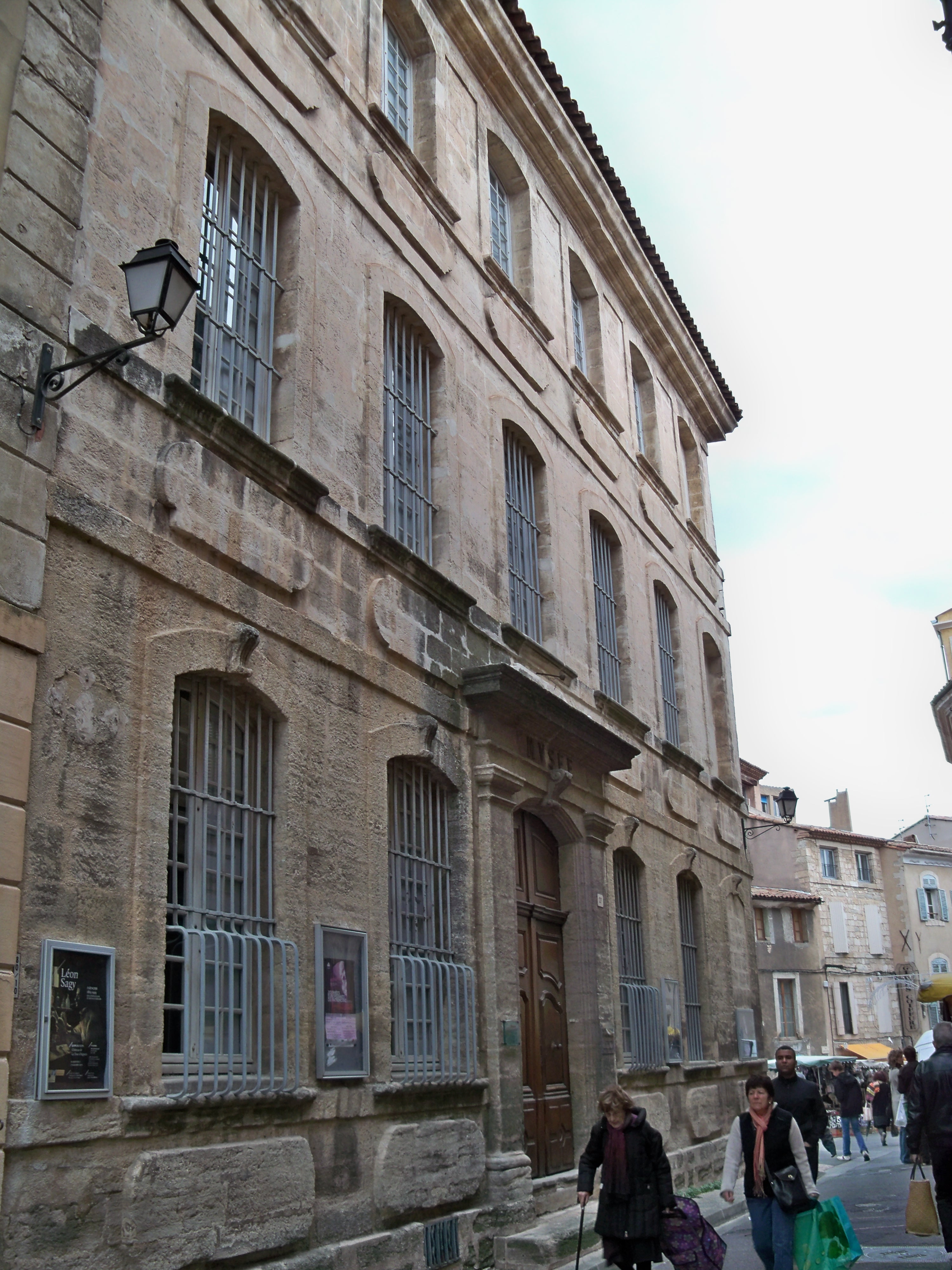
Musée d'Histoire et d'Archéologie du Pays d'Apt.
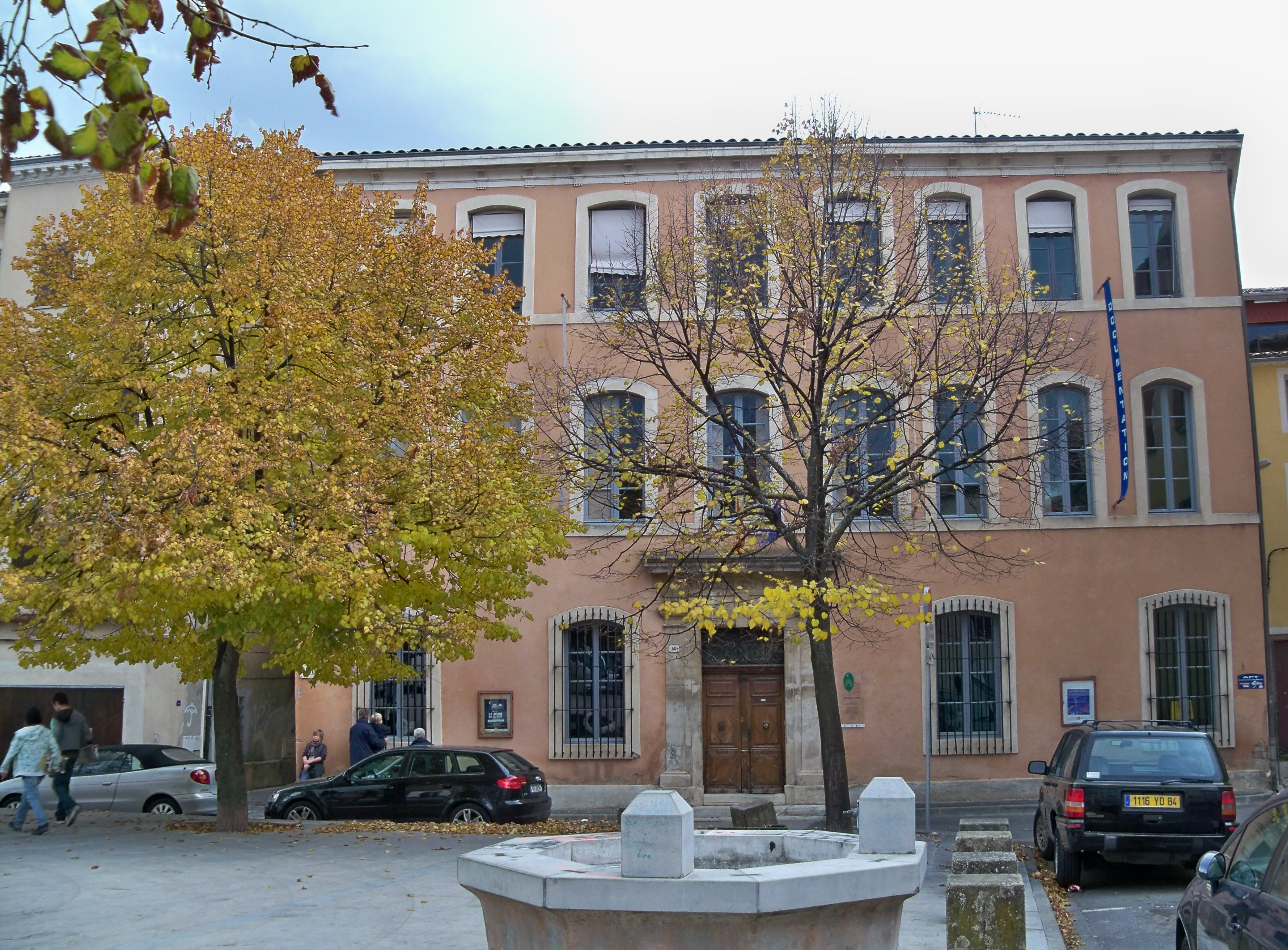
Maison du Parc naturel régional du Luberon.
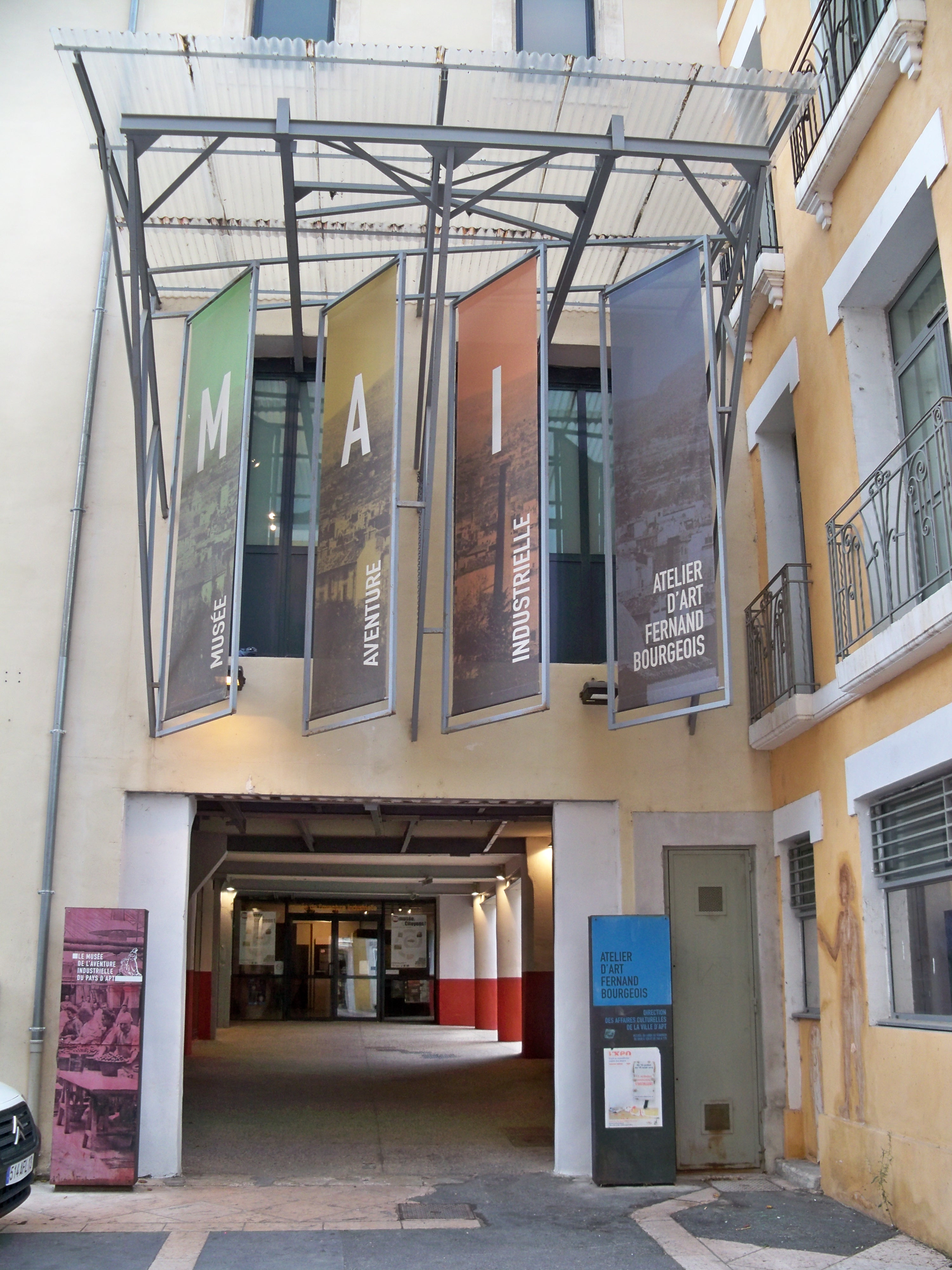
Musée de l'Aventure industrielle.

- Musée de l'Aventure industrielle, ouvert en 2003 : installé dans l'ancienne usine de fruits confits Maliargues, le musée abrite des collections retraçant l'histoire économique du pays d'Apt. Il est orienté vers l'industrie ocrière et l'industrie des fruits confits, ainsi que vers la faïence d'Apt et de Castellet, dont il possède une des plus importantes collections de France. Deux statues, Allégorie de l'Industrie et Allégorie de l'Agriculture du sculpteur Alexis Poitevin et ayant appartenu au faïencier Elzéar Bonnet (1772-1837) sont installées dans le musée. Les procédés de fabrication des fruits confits et des ocres sont décrits. Le musée fait également une large part à l'industrie de la faïence et possède notamment les archives de Léon Sagy. Une section du musée est consacrée à un atelier de mécanique requis pour les usines de fruits confits et d'ocre. Enfin, le musée relate l'histoire du soufre à Apt, de sa découverte en 1854 à la fin de son exploitation en 1950.

Ces deux musées forment le musée municipal d'Apt, il est labellisé « musée de France ».
- La maison du parc du Luberon et son musée de paléontologie[142].

#### Sur la commune

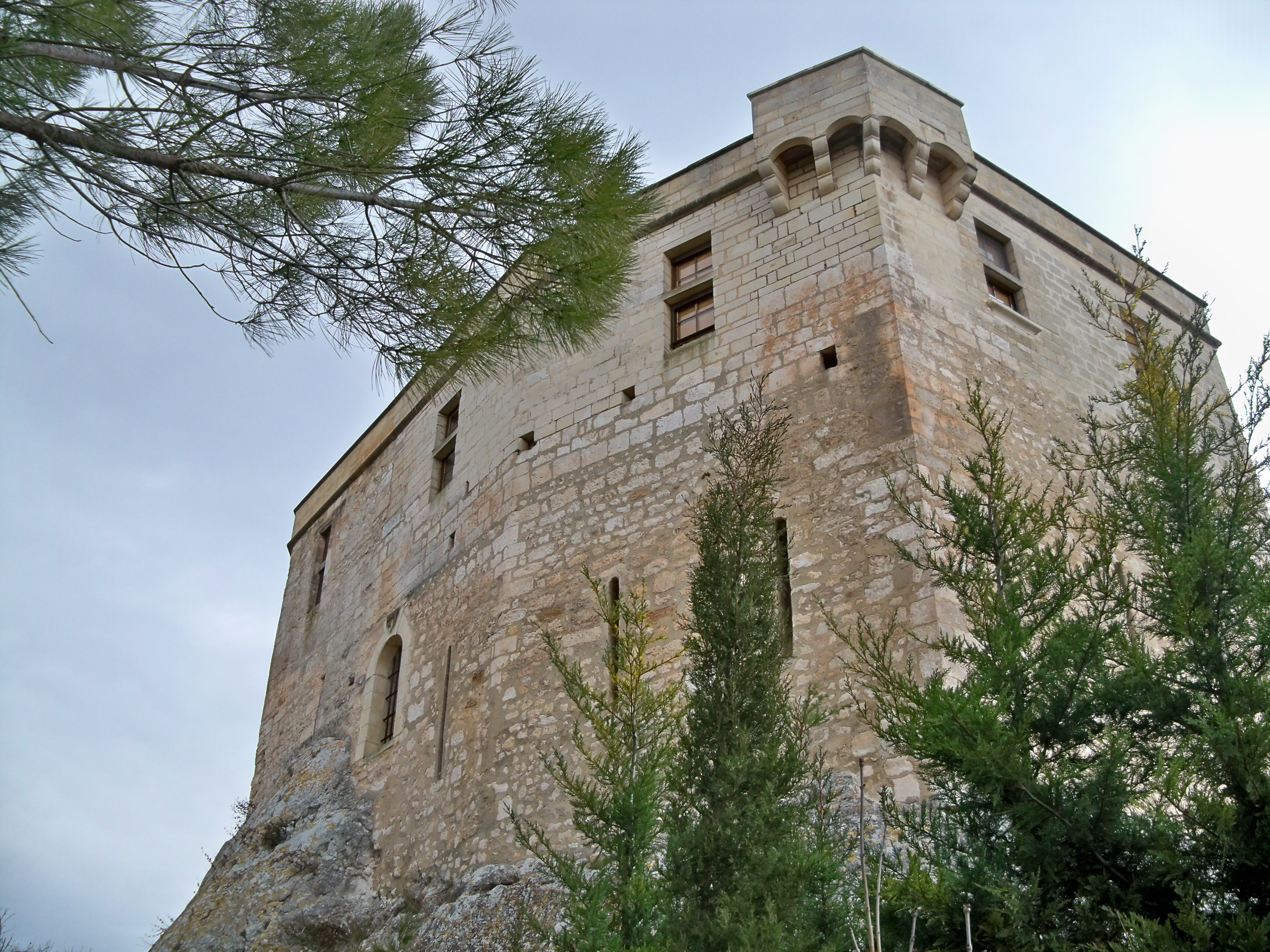
Château de Roquefure.

- Château de Roquefure, au hameau de Roquefure[143].
- Château des Tourrettes et abbaye Saint-Pierre-des-Tourettes[144], au hameau des Tourrettes.
- Rocher des druides, à Rocsalière[145].
- Villa gallo-romaine de Tourville (Ier au  IIIe siècle) ; elle produisait du vin et de l'huile d'olive[146],[147].
- Chapelle Saint-Massian, lieu de pèlerinage[148].
- Chapelle votive Notre-Dame-de-la-Garde (1721).
- Chapelle Saint-Martian (1650)[149].
- Chapelle de la Santonne[150],[151].
- Anciens moulins de Vaux, moulin de Mauragne et un autre ruiné.
- À Tayme, vestiges de donjon carré.
- Plusieurs pigeonniers et vieux moulins à vent.
- Chapelle fortifiée Saint-Saturnin de Bourganes sur le rocher de Cadafau.
- Ruines de la chapelle de l'Ermitage.
- Chapelle de la Madeleine sur la voie domitienne.
- Chapelle Notre-Dame-de-Clairmont d'Apt.

#### Aux environs, hors commune

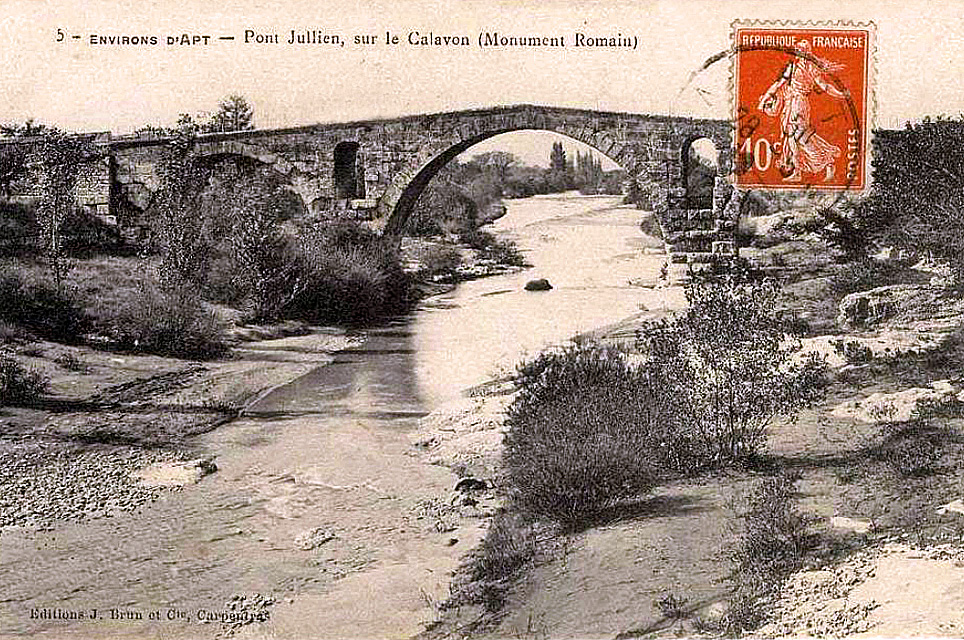
Le pont Julien au début du XXe siècle.

- Le Colorado provençal, au nord-est, entre Rustrel et Gignac.
- Le Luberon et le parc naturel régional du Luberon.
- Le pont Julien (MH) du Ier siècle apr. J.-C., sur le Calavon, avec ses trois arches, long de 118 m.
- La réserve naturelle géologique de Gargas.
- Les mines de Bruoux à Gargas.
- Les villages perchés du pays d'Apt : Saignon, Bonnieux, Roussillon, Lacoste, Ménerbes, Joucas, Gordes, Reillanne, Saint-Martin-de-Castillon, Simiane-la-Rotonde, Oppède, Saint-Saturnin-lès-Apt, Villars, etc.

### Personnalités liées à la commune
- Guillaume Centullion, évêque d'Apt 1243-1246
- Raimond Centullion, évêque d'Apt 1272-1275
- Elzéar de Sabran
- Delphine de Sabran
- Georges de Scudéry, le rival de Corneille, et sa sœur Madeleine de Scudéry, la Grande Précieuse, dont la famille est originaire d'Apt.
- François Carrière (-1664), cordelier, prédicateur du roi.
- La famille de Rémerville (noblesse de Provence) dont Joseph-François de Rémerville de Saint-Quentin, auteur en 1690 du Nobiliaire de la ville d'Apt.
- Christophe-Cortasse de Sablonet (1736-1793), maréchal de camp des armées de la Royauté et de la Révolution, y est né.
- Jacques Bernard d'Anselme (1740-1814), général des armées de la République et de l'Empire (nom gravé sous l'Arc de Triomphe).
- Claude Romain Lauze de Perret (1747-1793), révolutionnaire.
- Joseph Aude (1760-1840), écrivain, auteur d'une vie de Buffon et du célèbre Cadet-Roussel
- Denis Berthe (1768-1847), né à Apt, homme politique des Bouches-du-Rhône.
- Elzéar Pin, écrivain-poète, journaliste, homme politique (Républicain) (1813-1883)
- Pierre Ponson du Terrail (1829-1872), l'auteur de Rocambole, fut élève au collège d'Apt de 1838 à 1844.
- Paul Guigou (1834-1871), peintre paysagiste provençal.
- Gustave Delestrac ancien député de Vaucluse, ancien conseiller municipal d'Apt, et avocat sur la commune.
- Jules Gaillard (1847-1933), homme politique, député de Vaucluse.
- Jean-Joseph Rive, bibliographe.
- Gaston Coulondre (1857-1922), juge d'instruction à Apt, ancien député de Vaucluse.
- Isidore Méritan (1862-1928), homme politique et avocat, député de Vaucluse.
- Léon Sagy (1863-1939), faïencier.
- Louis Tissier, député et sénateur de Vaucluse.
- Maryse Condé (1934-2024), écrivaine.
- Bernard Faucon, photographe.
- Michaël Guigou (1982- ), joueur de handball, double champion olympique, double champion du monde et double champion d'Europe.
- Denis Gargaud Chanut (1987- ), céiste pratiquant le slalom.
- Brune Poirson (1982- ), députée de Vaucluse, secrétaire d'État auprès du ministre de la Transition écologique, née à Apt.
- Benjamin Garcia (1993- ), joueur de rugby à XIII.
- Pierre Vassiliu y a tenu une salle de concert.
- Ana Silva a effectué une résidence d'artiste à la Fondation Blachère (2019).
- Serge Bec (1933-2021), poète d'expression provençale.

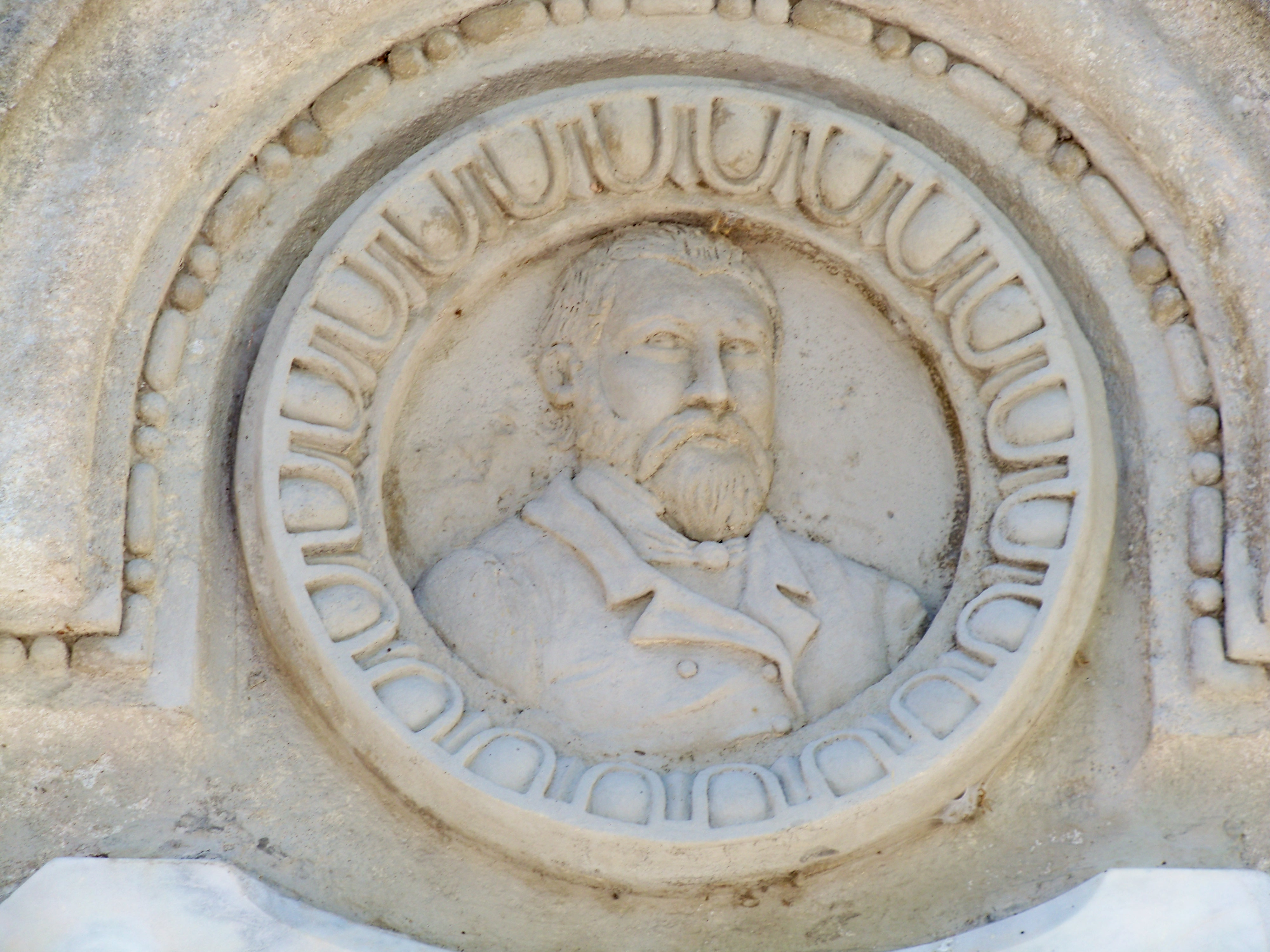
Elzéar Pin.
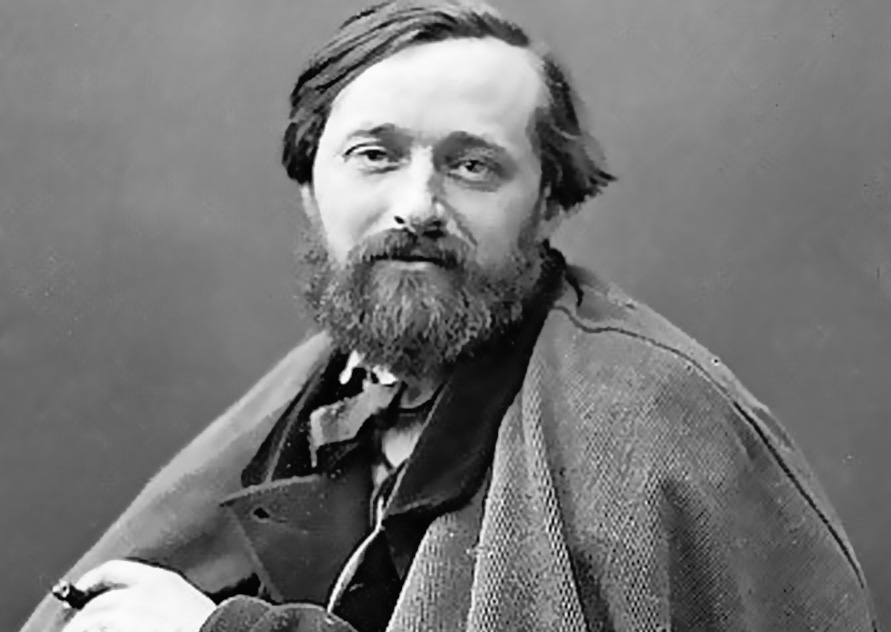
Ponson du Terrail par Nadar.
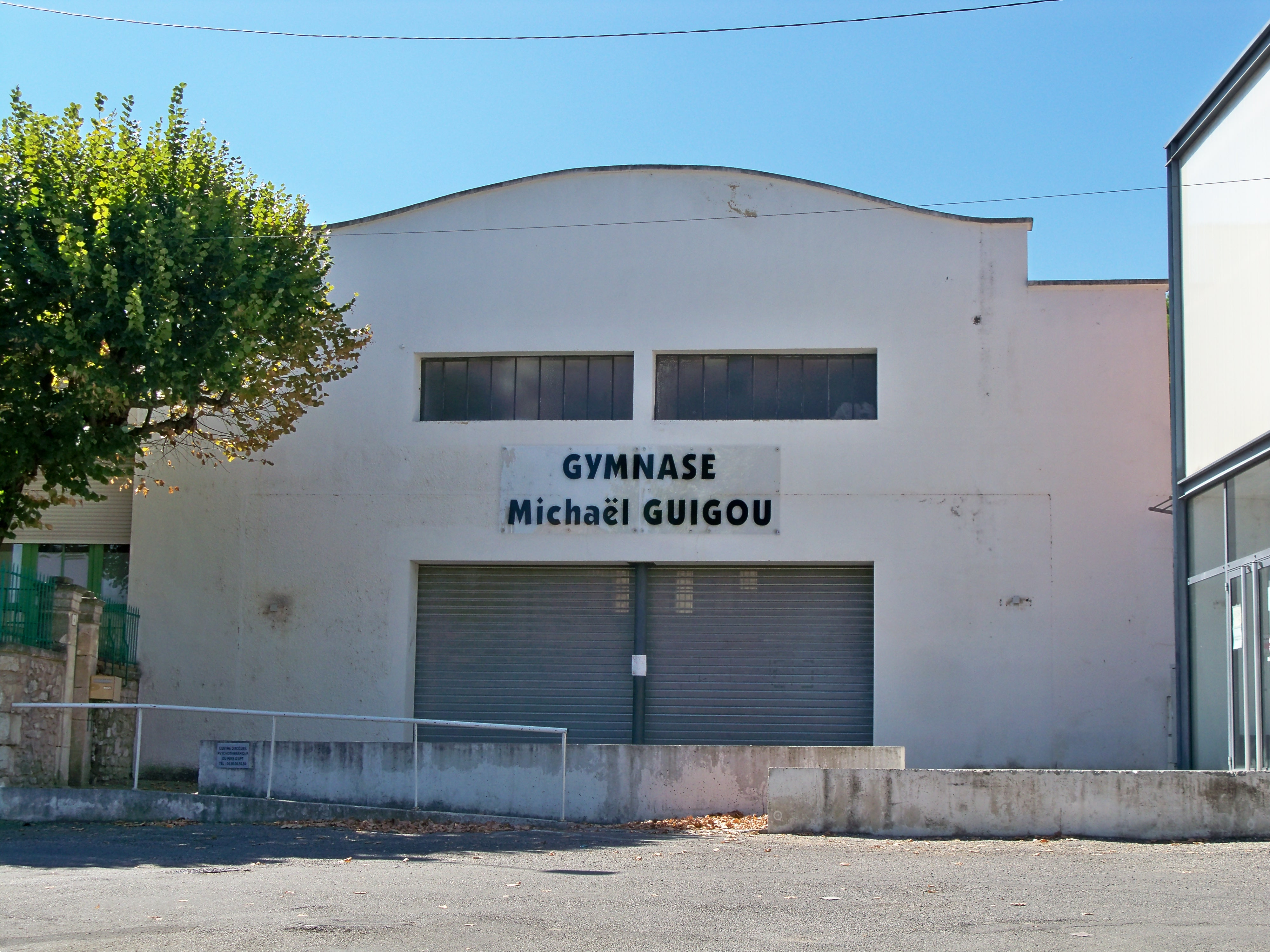
Gymnase Michaël-Guigou.
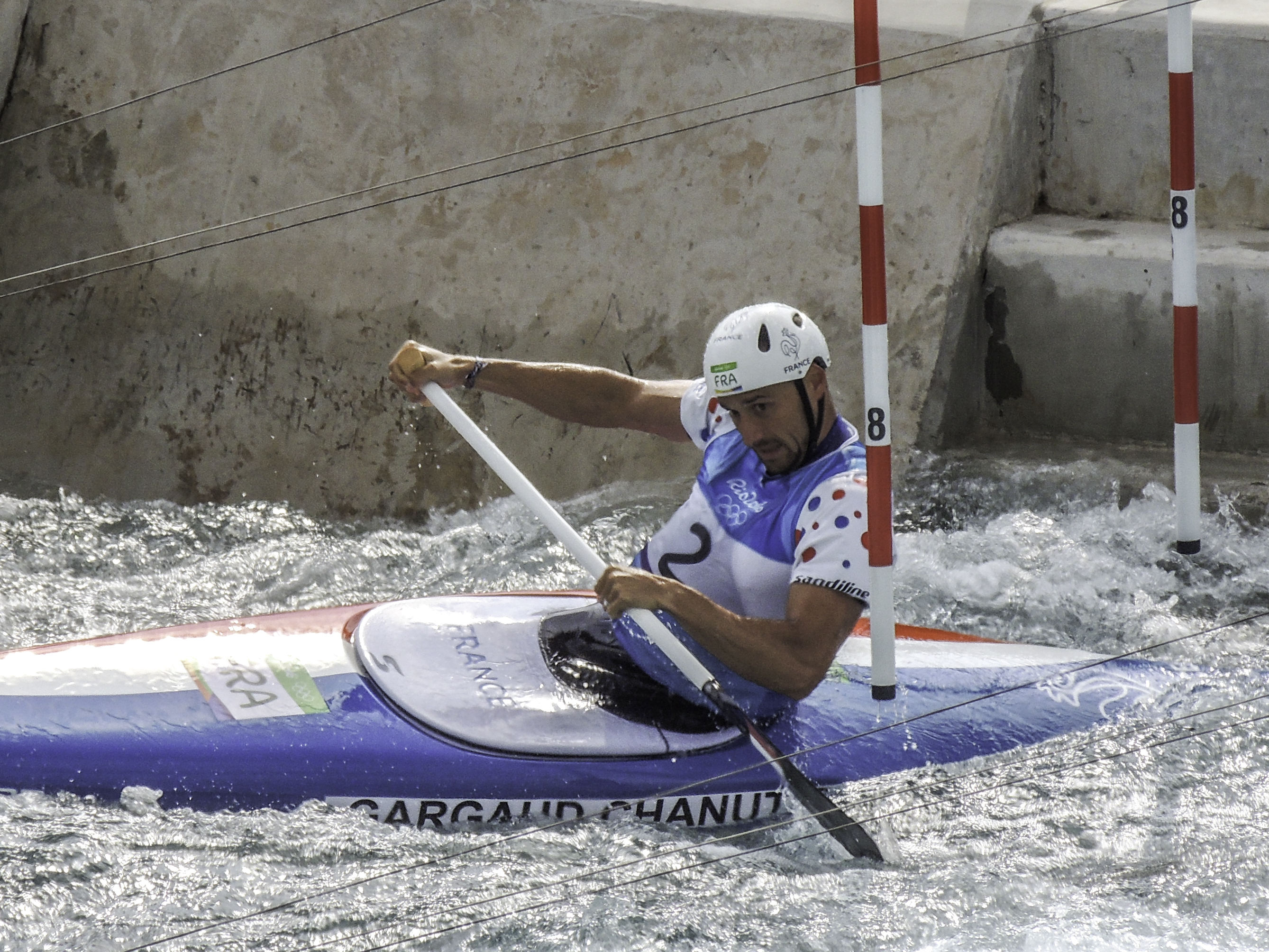
Denis Gargaud Chanut, médaillé d'or aux Jeux olympiques.